# Biserica Nașterea Maicii Domnului din Homorog

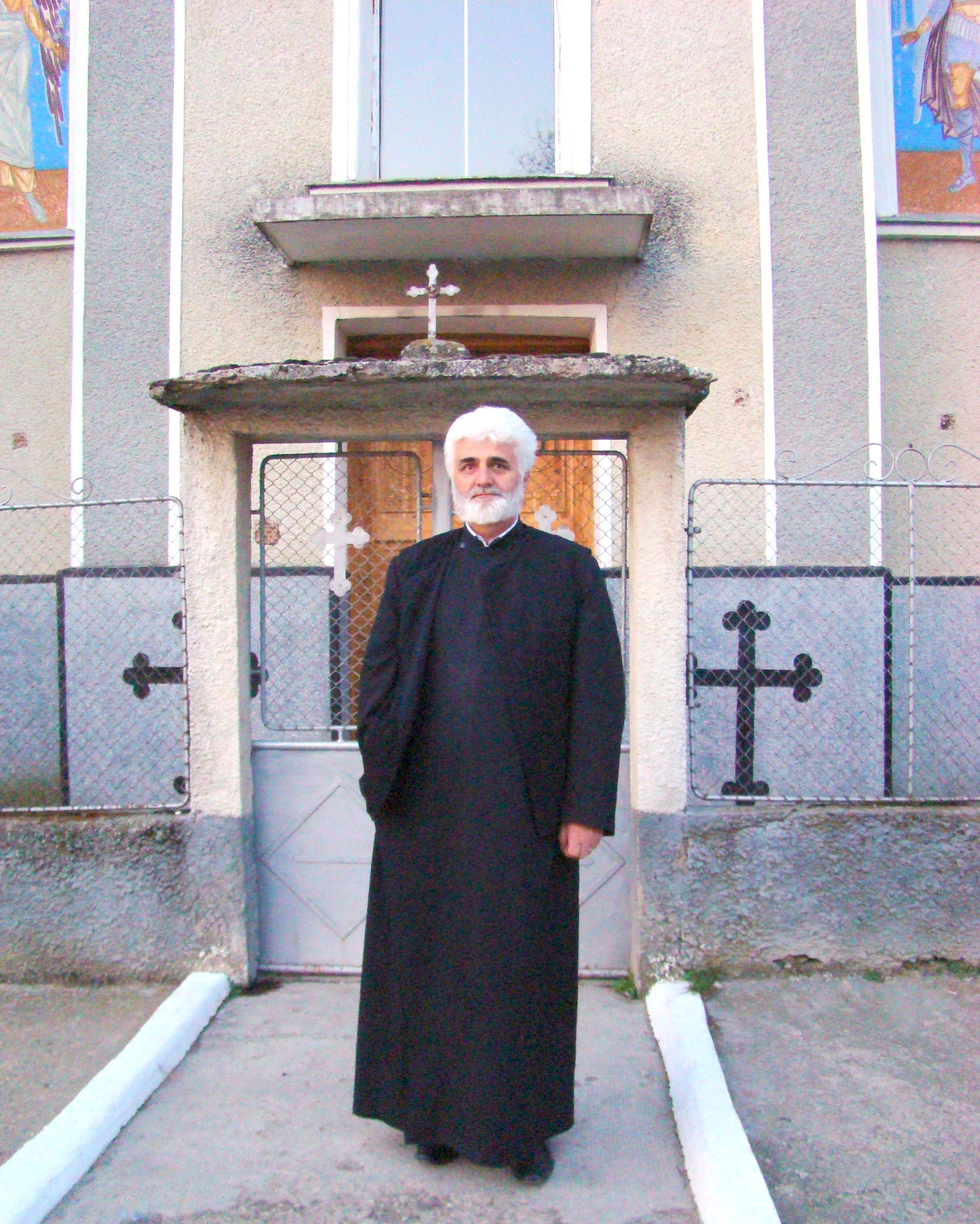
Preotul paroh Ioan Caciora

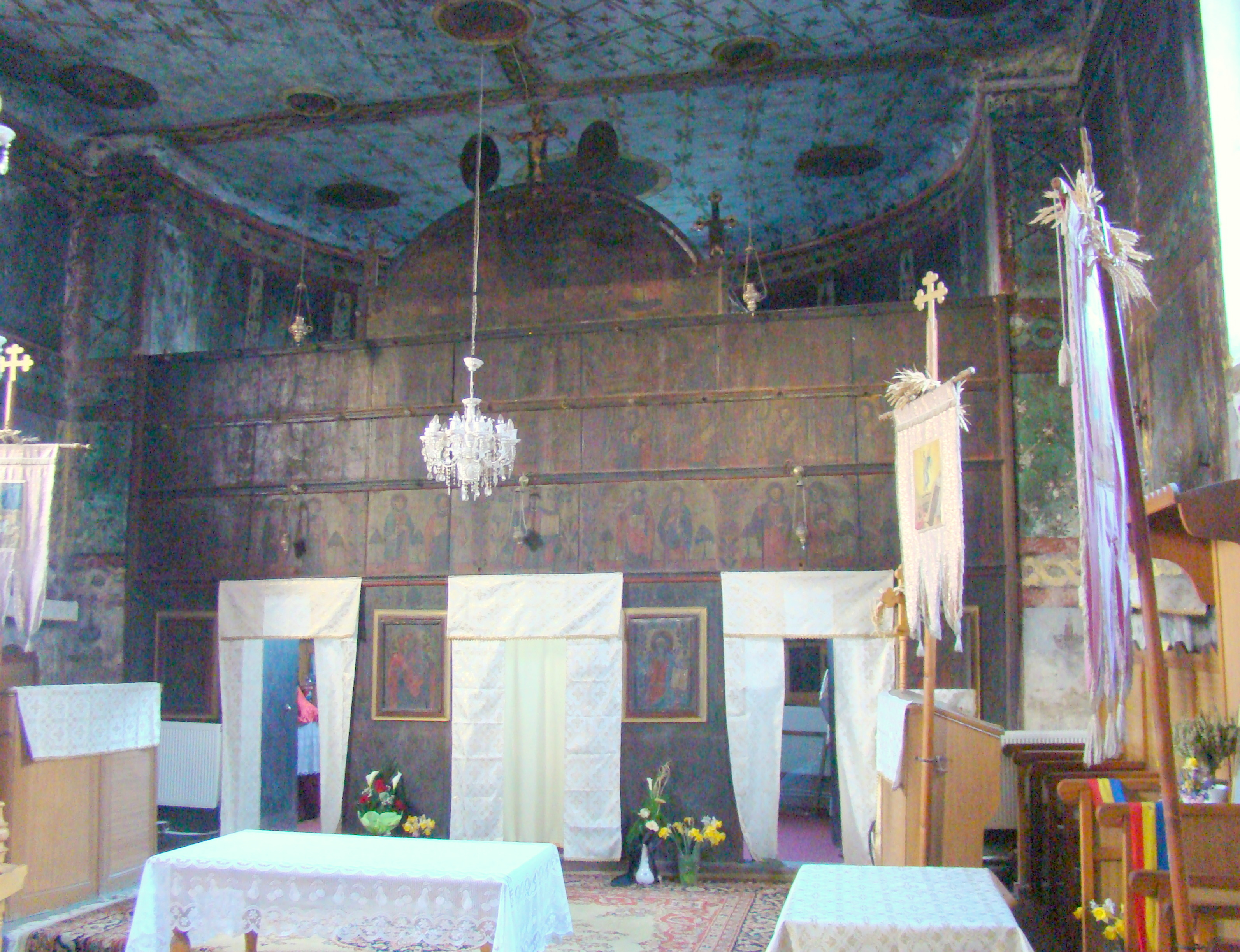
Interiorul navei spre iconostas

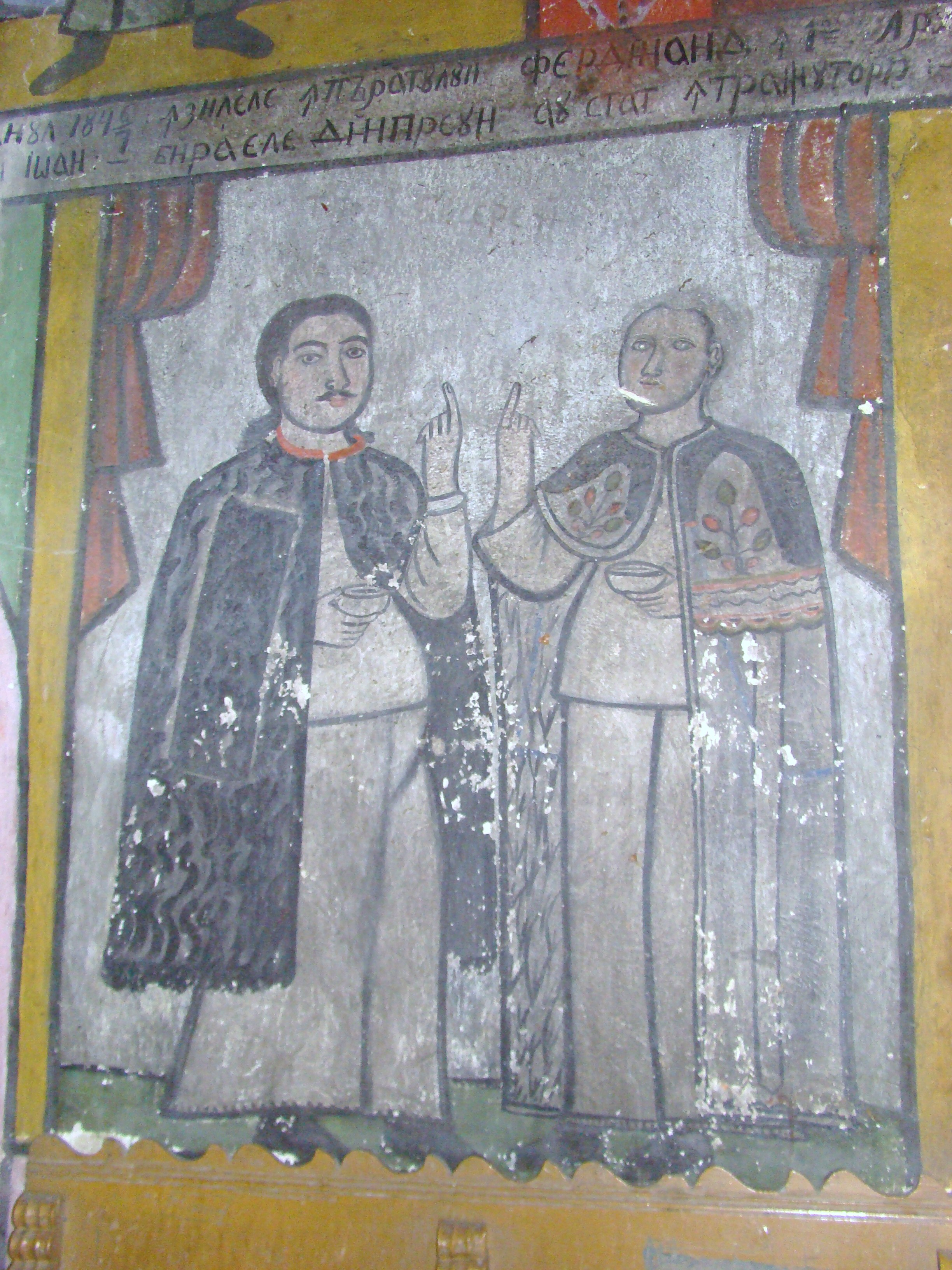
„Tutori(i) biserici(i)”

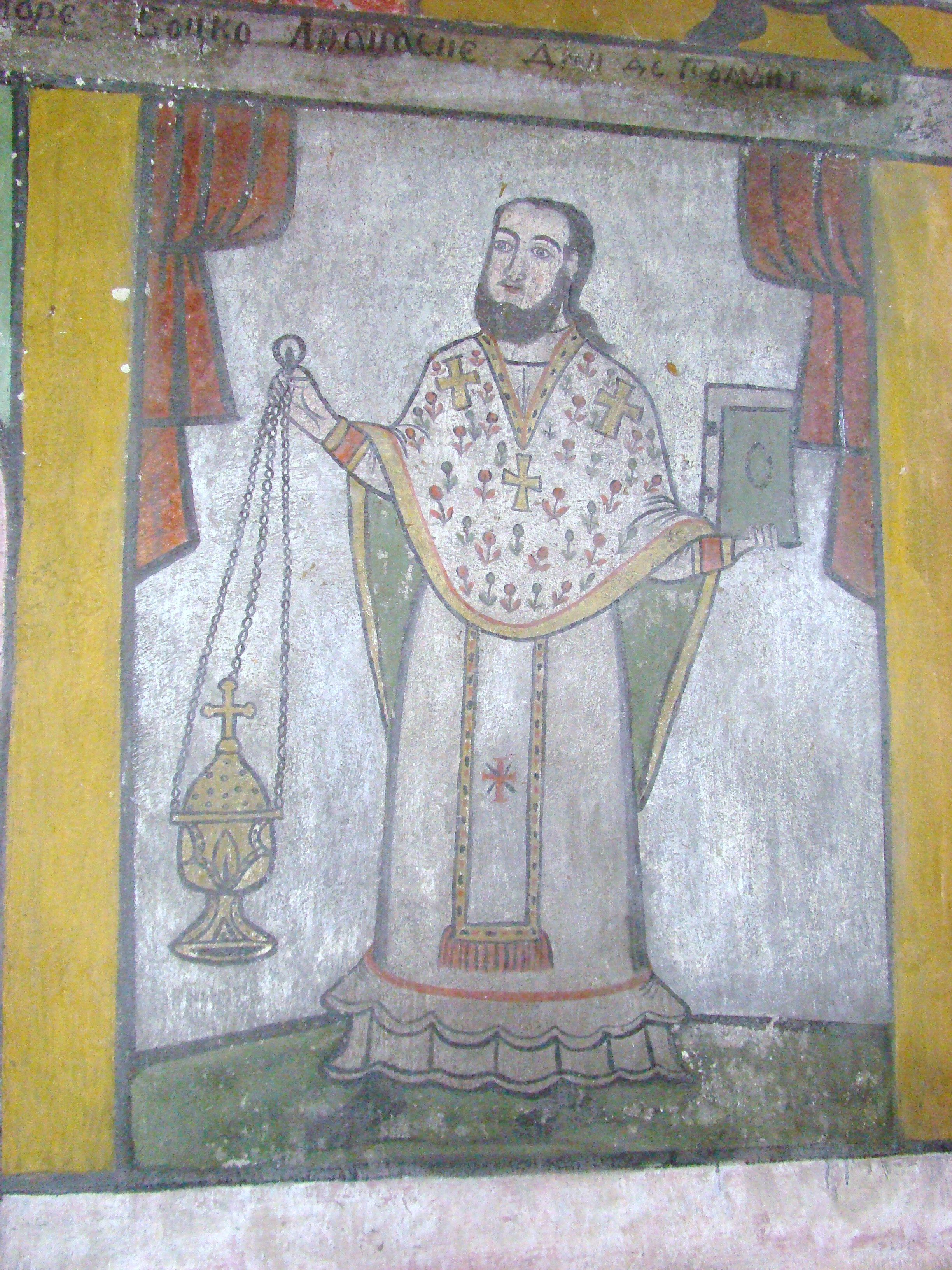
„Parohul locului”

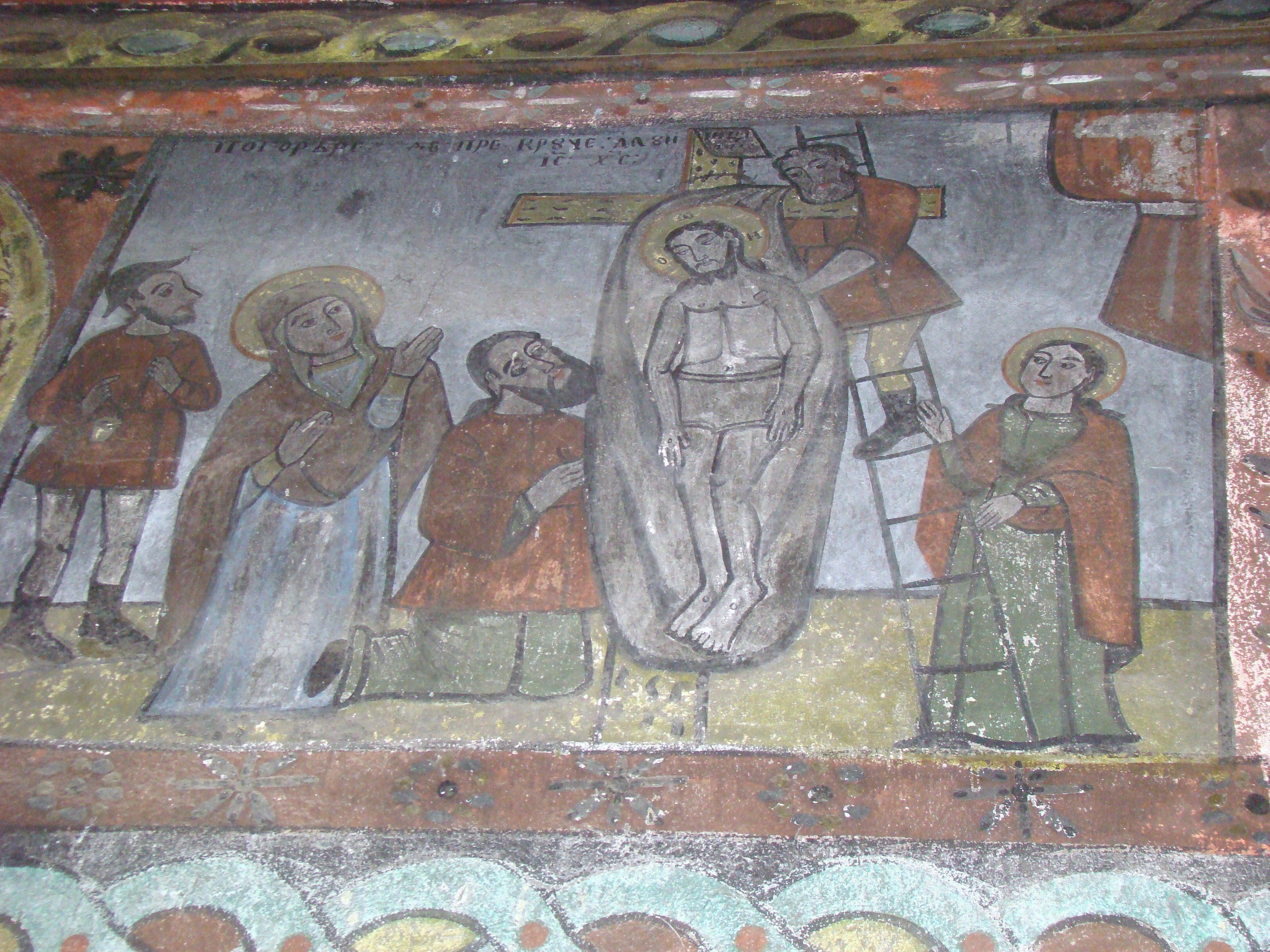
Pogorârea de pre cruce a lui Is.Hs.”

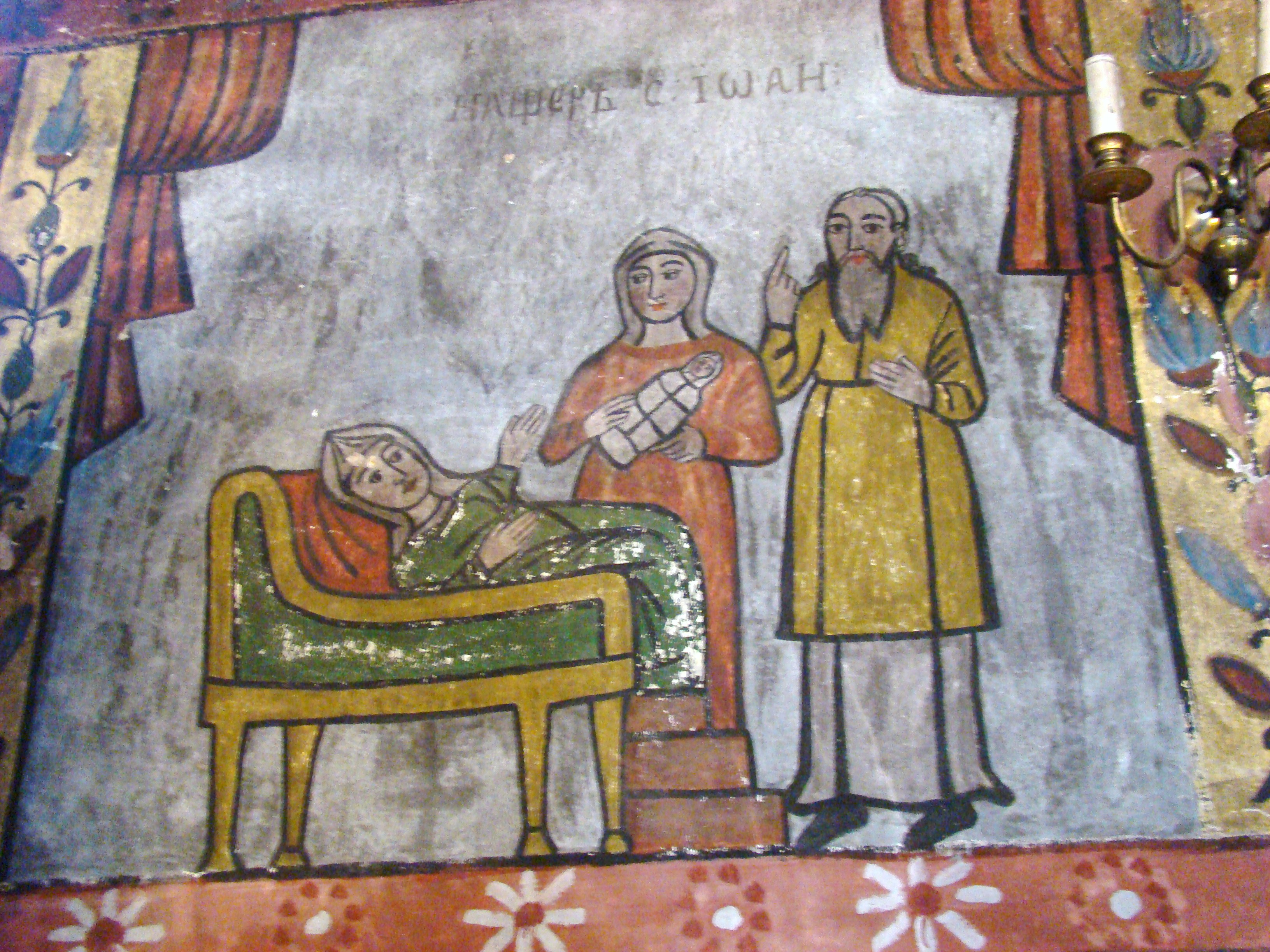
Naşterea Sf. Ioan Botezătorul

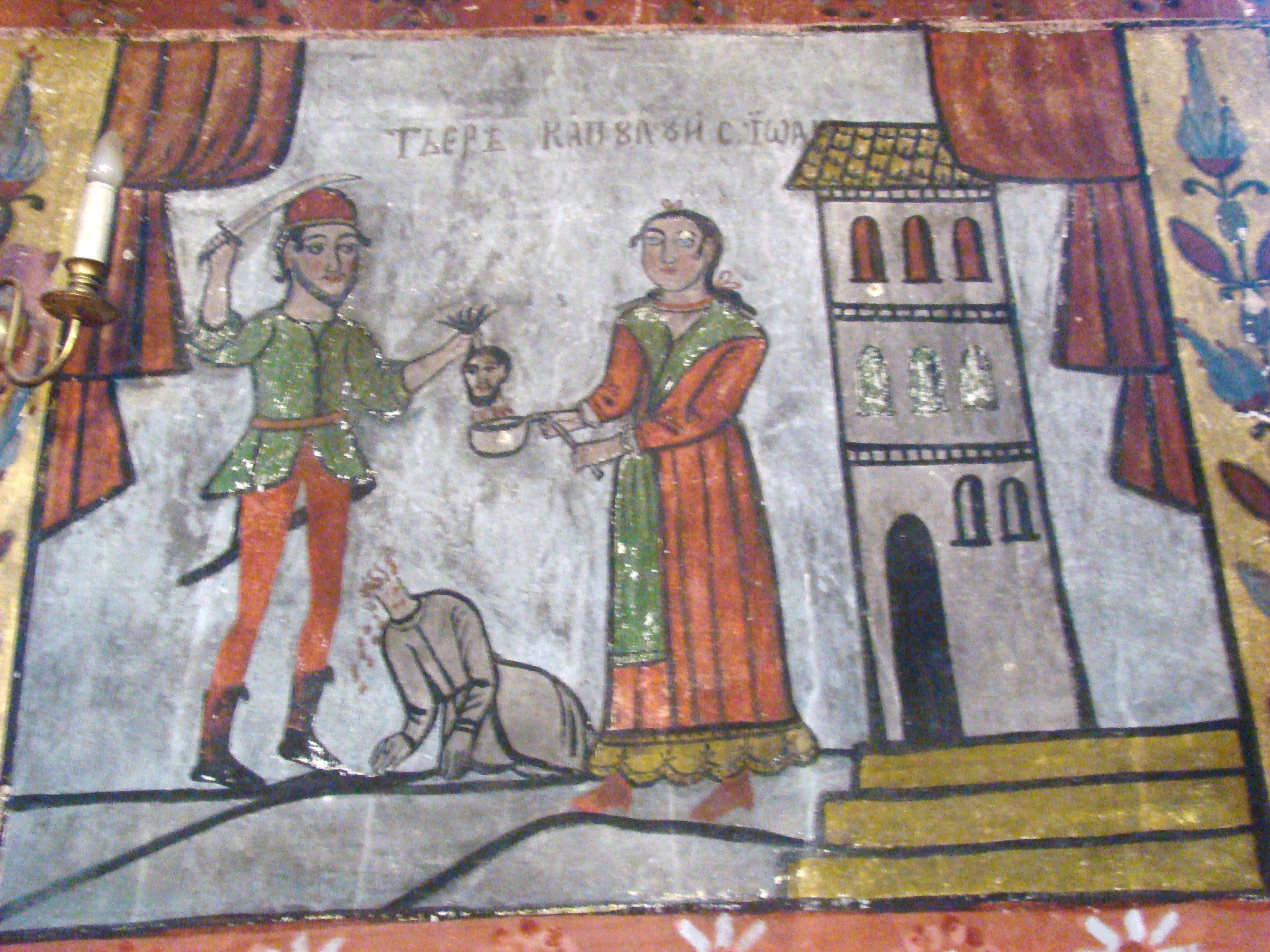
Tăierea capului Sf. Ioan Botezătorul

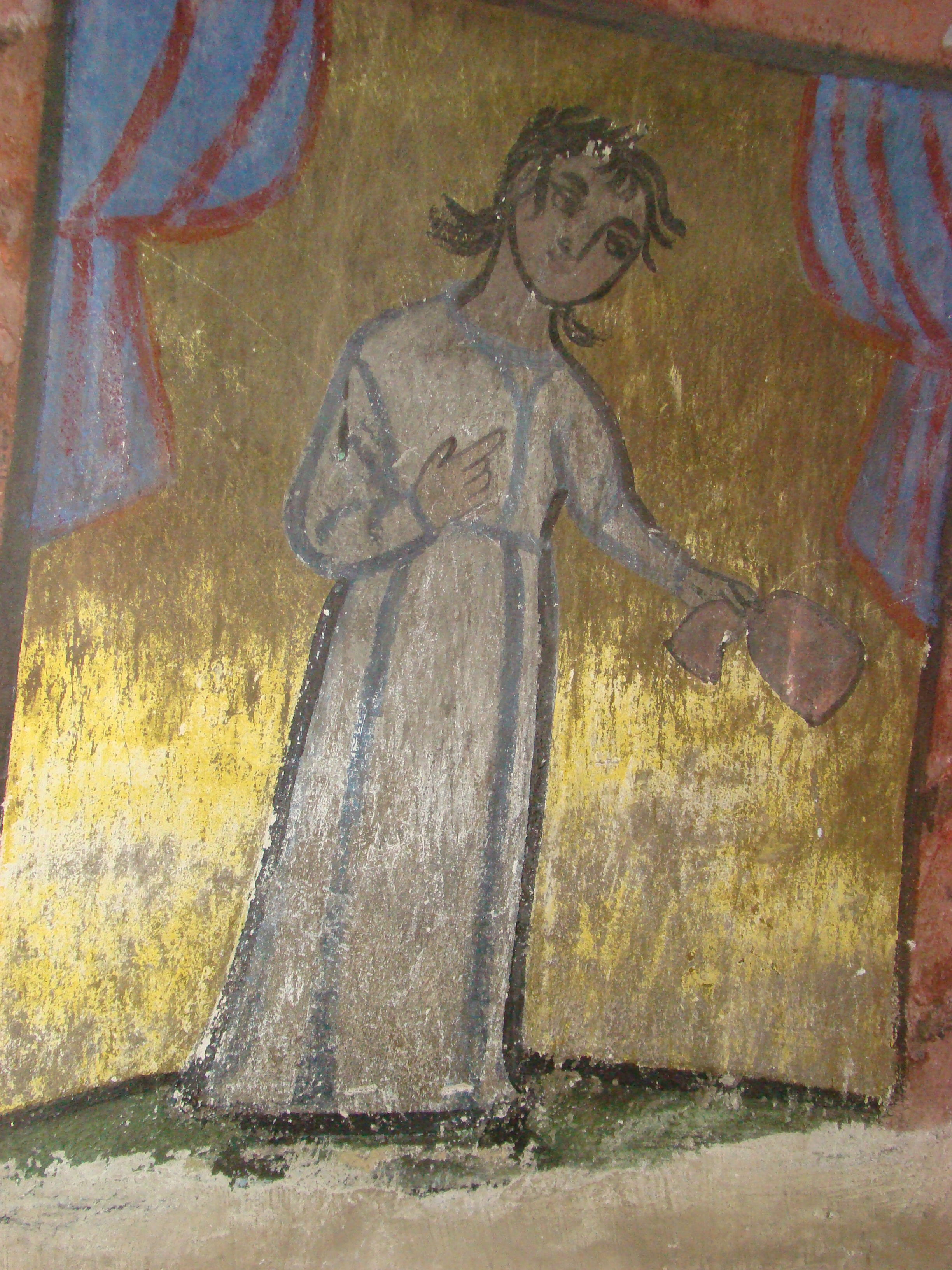
„Fecioarele nebune”

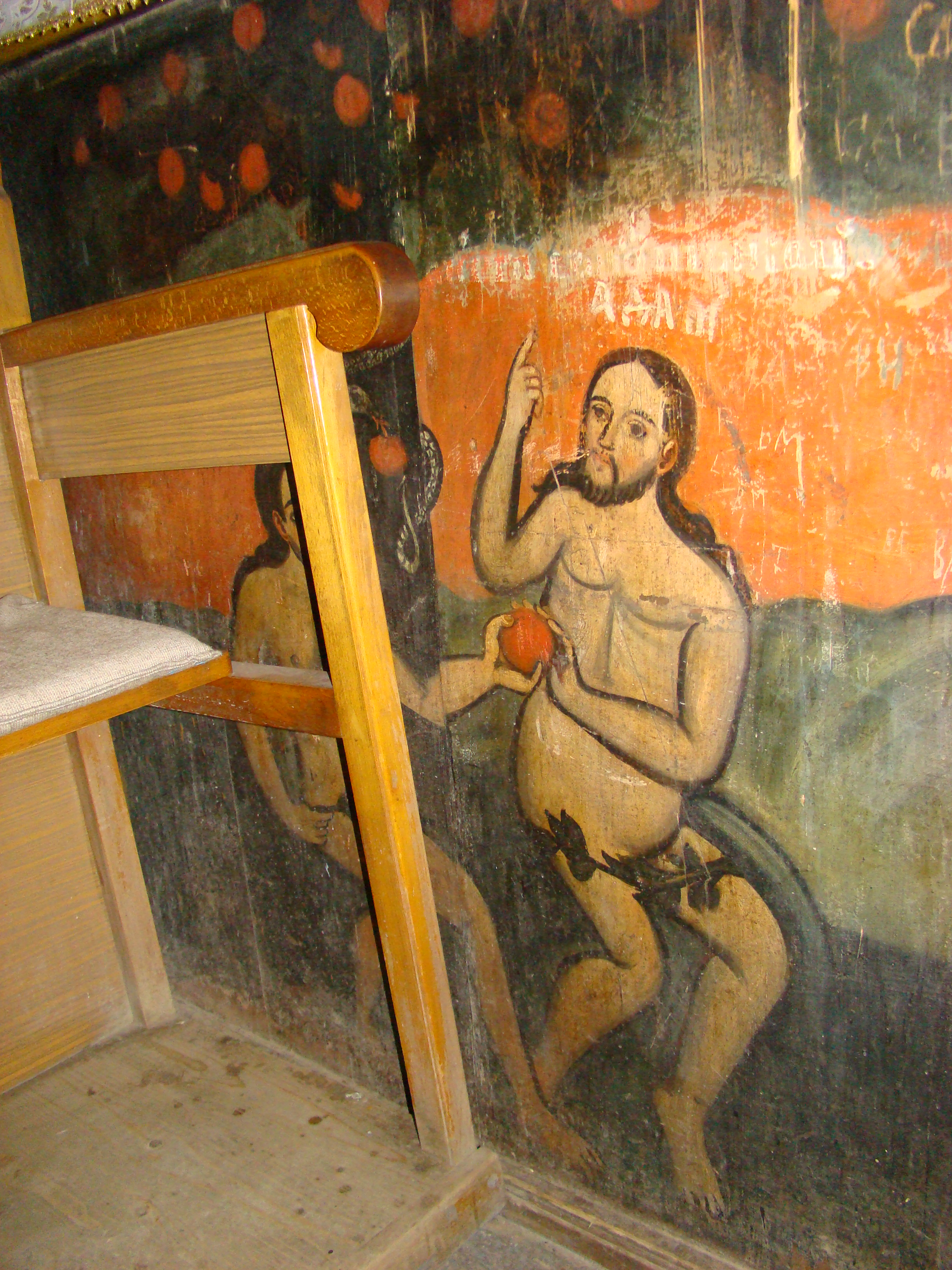
Scena păcatului originar „Adam şi Eva”

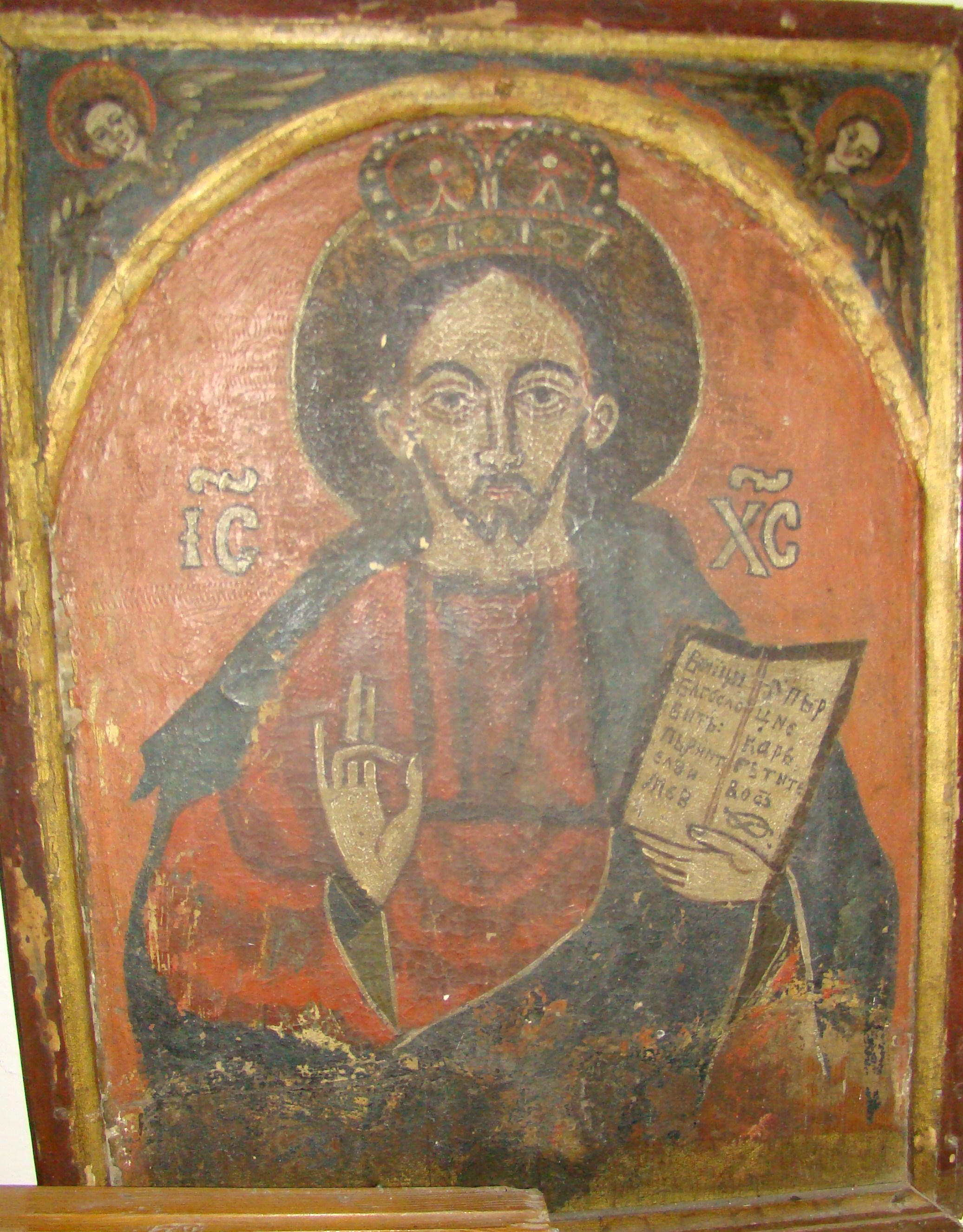
„Iisus binecuvântând”, pictură pe lemn, sec.XVIII

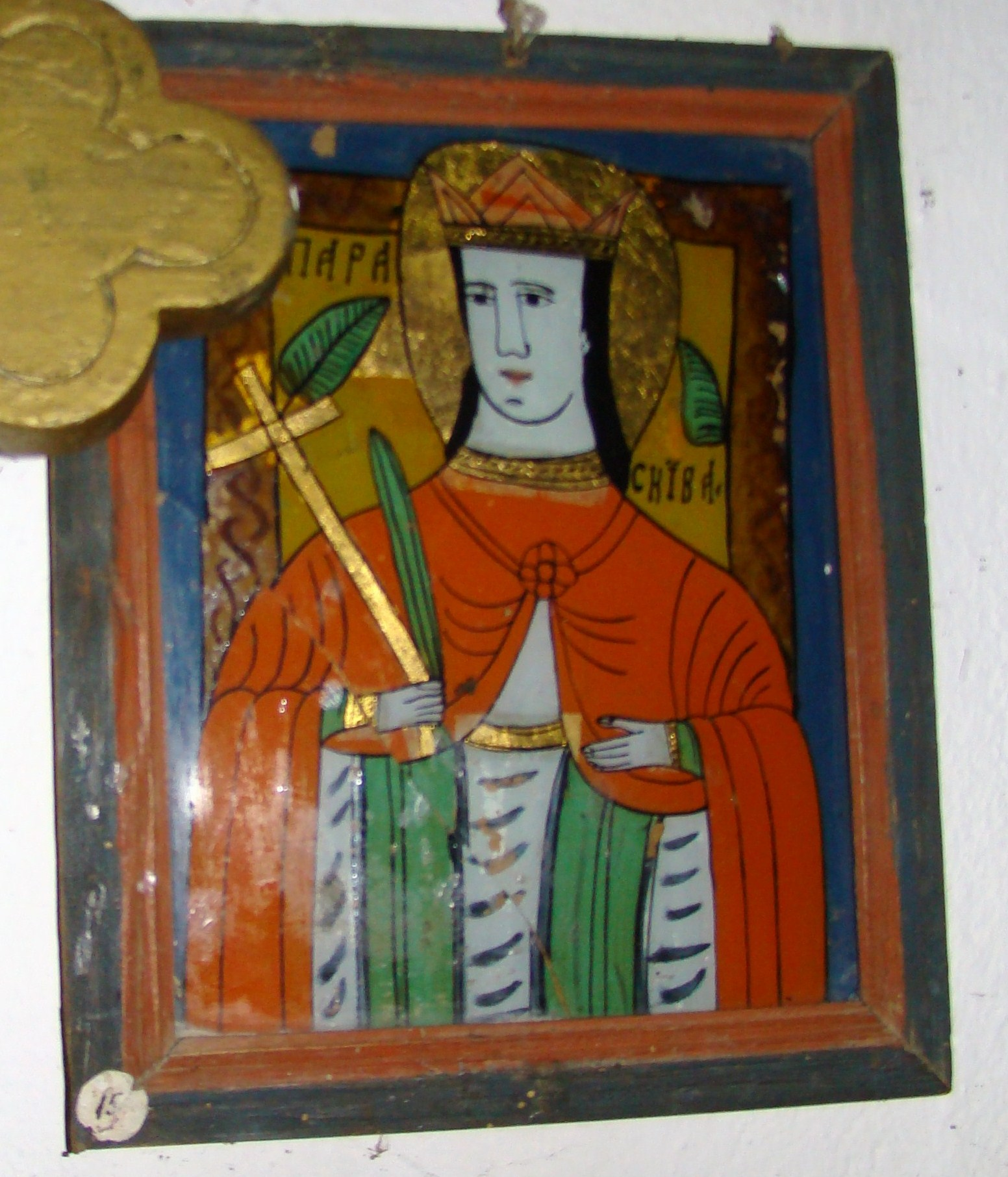
Icoană pe sticlă „Sfânta Paraschiva”, sec. XVIII

Biserica de zid cu hramul „Nașterea Maicii Domnului” din Homorog, comuna Mădăras, județul Bihor, România datează din secolul al XIX-lea (1837). Biserica se află pe noua listă a monumentelor istorice sub codul LMI:  BH-II-m-B-01161.

## Istoric și trăsături
Satul Homorog este așezat în partea de nord – vest a României, în județul Bihor, la o distanță de 37 km de municipiul Oradea și 7 km de orașul Salonta, învecinându-se cu localitățile: Ianoșda, Tulca, Inand și Mădăraș. Pe întinderea sa, Homorogul are un pământ arabil mănos, o însemnată pescărie, situată lângă șoseaua națională Oradea-Arad, precum și o porțiune din canalul colector ce leagă râurile Crișul Repede și Crișul Negru.
Urmele arheologice atestă o locuire neîntreruptă a pustei satului, Homorogul numărându-se între primele localități atestate documentar în Bihor. Semnificativ este faptul că, de la început, în decursul istoriei, așezarea a fost locuită de către autohtoni, individualizați, în vremea ducatului lui Menumorut și a descendenților săi, drept români, motiv pentru care cei de alt neam și credință, și, deopotrivă, românii l-au numit Homorogul Român, așa cum limpede se poate constata din următoarele atestări: 1202-1203 Homorb, villa Humorok;1 214 Humuroc, 1273 decime provenientes de Homorok, 1291-1294 Humunik (=Humuruk), 1332 archidiaconus de Humruk, Humrak, Homrus, Homruk, 1333 sacerdos de villa Humrugd, 1387 Homoruk, 1397 Hunruk, 1409 Homrok, 1518 Nagyhomrok, 1587 Homrok, 1828 Oláh Homorok, 1851 Homorog, Oláh-Homorog.
	Necontenit, în decursul evului mediu, Homorogul a fost un sat de iobagi, supus unor biserici catolice, de asemenea mai multor nobili ori domni de pământ, privilegiați ai regatului ungar. Mărturiile, chiar sporadic, atestă însemnătatea aparte a așezării. “Dacă pe la mijlocul secolului al XII-lea, pe cele 24 de moșii ale bisericii din Sâniob (Bihor) se amintesc 14 case de slugi care în mod cert aveau această situație, la începutul secolului al XIII-lea, potrivit daniei, din 1202-1203, a regelui Emeric pentru biserica din Arad, numai în 13 sate sau moșii existau 52 familii de slugi, care în mod sigur erau slugi domestice, deoarece se specifica în document că, în limba poporului, se numesc slugi (nomina illorium qui dicuntur vulgo sulga), alături de care existau alte 101 familii, care probabil îndeplineau numai serviciile la curțile bisericii, deci erau tot slugi. Întâlnim chiar la o singură curte, cum era cea din Homorog, 33 de familii de slugi(…). Curtea de la Homorog, după numărul mare al slugilor, se pare că era cea mai importantă, cea mai dezvoltată dintre curțile bisericii din Arad, de pe cele 13 moșii. „În socoteala dijmelor către Biserica romano-catolică, pe anii 1332, 1334-1336, era amintit arhidiaconatul de Homorog, ce cuprindea un număr important de sate din partea Salontei, Oradiei și Beiușului.
În anul 1715, protopopiatul din Homorog avea în subordine 42 de preoți, iar în 1727 preotul satului, Popa Ioan, în vârstă de 52 de ani, era pomenit alături de clerici ortodocși români pe care Episcopia Romano-Catolică din Oradea încerca să îi convertească la unirea cu Biserica Romei.
	În decursul veacului al XVIII-lea, a existat în Homorog o impunătoare biserică din lemn, ce s-a păstrat până în anul 1836. Alături de vechile tipărituri și manuscrise, de la această biserică au ajuns până în zilele noastre o parte din scândurile pictate, care, cu prilejul construirii noii biserici, avându-se în vedere frumusețea picturii, au fost folosite la căptușirea noului iconostas, două icoane pictate pe lemn de pe la cumpăna veacurilor XVII-XVIII, precum și osia de lemn inițială a clopotului mic, din secolul al XVII-lea.
	Între anii 1836 și 1838, s-a înălțat actuala biserică de zid, având hramul „Nașterea Maicii Domnului”. Lăcașul are fundația din piatră, iar pereții din cărămidă. Edificiul are planul în formă de navă, cu o lungime de 22 m, lățimea de 9,5 m, iar turnul înalt de 20 m. După ce a fost tencuita în interior și exterior și acoperită cu șindrilă, în anii 1846 și 1847, a fost realizată pictura murală, de asemenea mobilierul interior, din care astăzi se mai păstrează cele două strane de lemn.
	În anul 1874, comunitatea a reușit să înzestreze lăcașul cu un clopot mare, turnat la Oradea, iar în anul 1878 șindrila de pe acoperiș a fost schimbată.
	În a doua jumătate a secolului al XIX-lea, atât biserica și preoții ei, mai ales Dimitrie Popovici și George Blaga, cât și școala, prevăzută cu un edificiu de sine stătător și condusă prin dascăli luminați, precum Nicolae Tonțiu, Gavril Cioara, Teodor Șendruțiu și Ambrozie Catona, au avut un rol însemnat în viața comunității, polarizând în jurul lor, în semnul ritului, în virtutea conștiinței naționale, cele mai importante momente de trăire sufletească românească din viața comunității. În august 1892, fruntașii satului aderau la mișcarea națională pentru revendicarea drepturilor națiunii române, prim-pretorul din Salonta, Nagy Marton, informând autoritățile comitatului Bihor că „în satul Homorog au locuit dintotdeauna români”, că „ideile cunoscutului Memorandum al românilor au pătruns până la preoțimea ortodoxă de aici” și că „înfăptuirea României Mari prin înglobarea părților maghiare reprezintă și pentru aceștia apogeul celor mai secrete dorințe”. Delegați ai satului Homorog participau, în august 1898, la Adunarea generală a Astrei, ținută la Beiuș.
	În anul 1906, când preot în sat era George Blaga, biserica a fost renovată. Cu acel prilej a fost așezat, în globul crucii de pe turnul bisericii, următorul document:
	„Dar și îndurare de la Dumnezeu-Tatăl și Domnul nostru I(i)sus Hristos tuturor oamenilor și celor ce vor fi de o credință cu noi și vor fi următorii noști, salutările noastre frățești.
	Am scris acest Memoriu pentru posteritate, ca să aibă cunoștință despre credința noastră, cea tare și neclintită către Dumnezeu și Sfânta noastră Biserică națională greco-orientală română, manifestată prin fapte, care izvorăsc din dragoste creștinească.
	Unul din acele fapte creștinești și de mare însemnătate pentru credincioșii sf(in)tei biserici greco-orientale române din parochia O(lah) Homorog este renovarea sfintei biserici, care de la edificarea ei, adică de la anul 1836 până în anul 1906, luna August 20, a fost acoperită cu șindrilă.
	În anul 1906 însă credincioșii acestei sf(in)te biserici, constatând necesitatea renovării Sfintei biserici, au decis cu unanimitatea voturilor, în ședința comitetului parochial ținută la 30 aprilie/13 mai 1906, ca biserica să se renoveze în următorul mod, anume: turnul de lemn să se facă din nou și să se acopere cu plev (adică tablă –n.n.) classa primă și zidul bisericii să se lege împrejur cu f(i)er, deoarece în zid sunt niște crăpături. Acest decis al Comitetului parochial a fost aprobat în sinodul parochial, în ședința extraordinară ținută la 14/27 mai 1906. În acel an, 1906, lăcașul a fost sfințit din nou de către Ioan Papp, Episcopul Aradului. 
Din nenorocirile cauzate satului de primul Război Mondial, biserica a rămas doar cu clopotul mic, de la 1645. Cu toată viața grea de după război, satul a avut puterea să înzestreze lăcașul cu alte două clopote, turnate în anul 1925, la Arad. Până la Salonta acestea au fost aduse cu trenul, iar de acolo până în sat cu două căruțe, de către sătenii Dumitru Birta și Gheroghe Balog. Bătrânii povestesc că, cu acel prilej, în sat a fost o adevărată sărbătoare. În căruțe, lângă clopote, se aflau fete tinere îmbrăcate în alb, cu flori în mâini, iar feciorii însoțeau alaiul purtând steaguri tricolore românești. Preot era în acel an Ignatie Prge, iar sfințirea clopotelor a fost oficiată de către arhiereul Andrei Crișanul. Clopotele conțin inscripția: „Comuna bisericească ort(odoxă) rom(ână) Homorogul român. 1925 aprilie 8. Turnat F.Hönig, în Arad, 1925”. Biserica satului a mai fost reparată când era preot Miron Mărușca, în vara anului 1941, fiind sfințită de către Nicolae Popovici, Episcopul Oradiei. În anul 1970, când era preot Gheorghe Nemeș, în urma electrificării satului, în sfântul lăcaș a fost introdus iluminatul electric. Perimetrul monumentului și a casei parohiale a fost împrejmuit cu gard și s-a amenajat parcul din fața bisericii. În anii 1978 și 1984, a fost vopsită tabla de pe acoperiș, iar în 1984 a fost renovat turnul bisericii. Recent, în anii 1996 și 1997, prin purtarea de grijă a părintelui Ioan Caciora, alături de restaurarea casei parohiale și a edificiului ce adăpostește Colecția muzeală, a fost refăcută complet, din terasit alb, tencuiala exterioară a bisericii-monument, tot cu acest prilej pictorul Vasile Savin realizând, pe fața turnului, scenele înfățișând Nașterea Maicii Domnului și Sf. Arhangheli Mihail și Gavril, iar pe peretele sudic al navei scena, de mari dimensiuni, redând Înmulțirea pâinilor și a peștilor.

## Pictura bisericii
Pictura murală interioară conferă bisericii satului Homorog o importanță deosebită, înscriind-o între lăcașurile de cult de interes patrimonial cultural național din partea vestică a României. Dacă această pictură nu ar exista, edificiul nu s-ar deosebi prea mult de celelate biserici construite, în prima jumătate a veacului trecut, în satele și târgurile Crișanei. Important este astfel, în primul rând, faptul că decorația interioară veche se păstrează, aproape peste tot, începând din altar și până în spațiul de acces în turnul înalt, în forma sa originală. În al doilea rând, atrage luarea aminte complexitatea decorului, în speță a iconografiei, întru totul conformă cu ținuta exemplară tradițională a comunității ortodoxe din Homorogul Român. În al treilea rând, importanța picturii o dă prestanța autorului ei, zugravul bisericii din Homorog fiind unul din cei mai importanți, dacă nu chiar cel mai de seamă, pictor pe care i-a dat, în epoca modernă, lumea satului românesc din Crișana. 
	Pictura bisericii din Homorog a fost menționată, pentru prima dată, în cercetările de specialitate, în anul 1931, de către istoricul de artă Coriolan Petranu, cu prilejul scrierii cărții despre bisericile de lemn din Bihor, ce releva din cuprinsul ei (fără a o atribui în mod explicit cuiva) faptul că, între scene, „sunt zugrăviți preotul și cititorii în costum țărănesc”, în cadrul planșelor lucrării amintite reproducând portretul preotului și a ctitorilor bisericii. Descrierea amănunțită a picturii a făcut-o, în anul 1973, Ecaterina Sasu, ce a relevat, pentru prima dată, faptul că aceasta a fost realizată de către „pictorul popular Ioan Lăpoșan, între anii 1846-1848”. Monumentul și pictura de la Homorog au mai fost amintite în 1974, în cuprinsul Repertoriului monumentelor istorice din Bihor, în anul 1976, în cadrul albumului Monumente din Bihor, în 1978, de către Aurel Chiriac și, în 1980, de către Vasile Vid, în cuprinsul unui scurt istoric al lăcașului de cult.
Pictura din naos- Șarpanta a fost pictată în întregime. Zugravul a împărțit spațiul gri-albăstrui al cerimii în doua registre longitudinale și alte patru registre transversale, delimitate prin brâie sugerând motivul funiei și ornamente florale, pictate cu roșu, galben și verde. Cadrul pictural al boltei astfel structurate îl compun mai multe scene de forma unor medalioane. În primul medalion, între ghirlande, este reprezentat Dumnezeu –Tatăl („D(omnu)l Tat(ăl)”); celelalte, redau: chipul antropomorf al Soarelui, Maria Orantă, Sf. Împărați Constantin și Elena, încadrând o cruce înaltă, decorată cu motive florale, în fine, reprezentarea antropomorfă a Lunii. La capătul registrelor trnsversale sunt reprezentați serafimi. 
	Pereții naosului au pictura dispusă în cadrul a două registre delimitate prin brâie decorative identice cu cele de pe șarpantă.
Registrul I, de pe peretele sudic, înfățișează (de la est spre vest) următoarele scene: Sf. Evanghelist Ioan („S.Ev.Ioan”) și un număr de șase reprezentări din ciclul patimilor Domnului: Vânzarea Domnului („Vânzarea lui Hs.”), Iisus la Ana („Anna”), Iisus la Caiafa („Caiafa”), Iisus la Pilat („Pilat”), Iisus în închisoare („Temniță”), friza încheindu-se cu reprezentarea Sf.Evanghelist Marcu („S.Ev.Marcu”). Același registru redă, pe peretele nordic (de la vest la est), scena cu Sf. Evanghelist Luca („S.Ev.Luca”) și următoarele alte șase scene din ciclul patimilor Domnului: Divanul („Divan”), Încoronarea cu spini („L-au încoronat pre Is.Hs.”), Iisus la stâlp („Când l-au legat pre Hs.”) – scena în care cel ce îl schingiuiește pe Iisus Hristos a fost înfățișat aievea unui păgân turc, îisus pe drumul Golgotei („Ducerea Crucii”), Răstignirea Domnului („Răstignirea lui Is.Hs.”), Coborârea de pe cruce („Pogorârea de pre cruce a lui Is.Hs.”) și, în final, chipul Sf.Evanghelist Matei („S.Ev.Matei”), toate învăluite în ghirlande din frunze și flori.
Registrul II cuprinde, pe peretele sudic (de la est la vest), delimitate prin draperii și ghirlande, următoarele scene: Omul cel flămând (astăzi, scena nu are legendă sau titlu), Nașterea Maicii Domnului (nu are titlu), Nașterea Sf.Ioan Botezătorul („Nașterea S.Ioan„), Tăierea capului Sf. Ioan Botezătorul („Tăerea capului S.Ioan”), Înălțarea Sfintei Cruci („Înălțarea Crucii”), Omul cel setos („Omul cel sătos”), iar pe peretele nordic (de la vest la est): Omul cel robit („Omul cel robit”), Duminica Orbului („Dumineca orbului”), Duminica Tomii („Dumineca Tomi-Is.Hs.”), Duminica Samarinencei („Dumineca Samarinăn.”-Is.Hs.”), Intrarea în biserică a Maicii Domnului (Intrarea în biserică a Preaci”) și Omul cel gol („Omul cel gol”).
	În extremitatea vestică a naosului, deasuspra scaunelor, pe peretele sudic, zugravul le-a înfățișat pe cele Cinci fete înțelepte („Cinci fete înțelepte”), iar pe peretele nordic pe cele Cinci fete nebune („Cinci fete nebune”).
	Peretele vestic al naosului (din fața iconostasului) are dispusă pictura în cadrul a trei registre, redând teme din Vechiul Testament și altele contemporane, profane, din viața comunității. 
Registrul I îl compun (de la sud la nord) scenele: Cain și Abel („Cain” – „Abel”) și Sf. Prooroc Iona și Chitul(„Ioan (a) proroc”).
Registrul II cuprinde (de la sud la nord) scenele: Daniil în groapa leilor („În groapa....pasaj șters – n.n., F.D.), portretul unui bărbat distins și cucernic în costum de epocă, cu suman lung și cu mâinile la piept, Sf. Prooroc Ilie, ținând hățurile în mână, într-un car tras de doi cai, iar alături Proorocul Elisei, ținând, deasupra capului, cojocul, portretul altui bărbat distins si cucernic, într-o ținută identică, cu mâna ridicată și degetul arătător întins, amintind postura de închinare a sfântului lăcaș, și scena Jertfa lui Avraam („Jertfa lui Avram”), în care Avraam se aseamănă cu omul sărman, din cele patru scene amintite mai sus.
Registrul III înfățișează (în stânga) tabloul tutorilor bisericii. Astfel îi numește însuși zugravul, în cadrul legendei scenei: „Tutori(i) biserici(i)”, astăzi ștearsă, fiind vorba, prin urmare, despre epitropii lăcașului. La ieșirea din naos (în dreapta) a fost pictat portretul înfățișându-l pe preotul satului Homorog („Parohul locului”, legendă astăzi ștearsă).

## Galerie de imagini

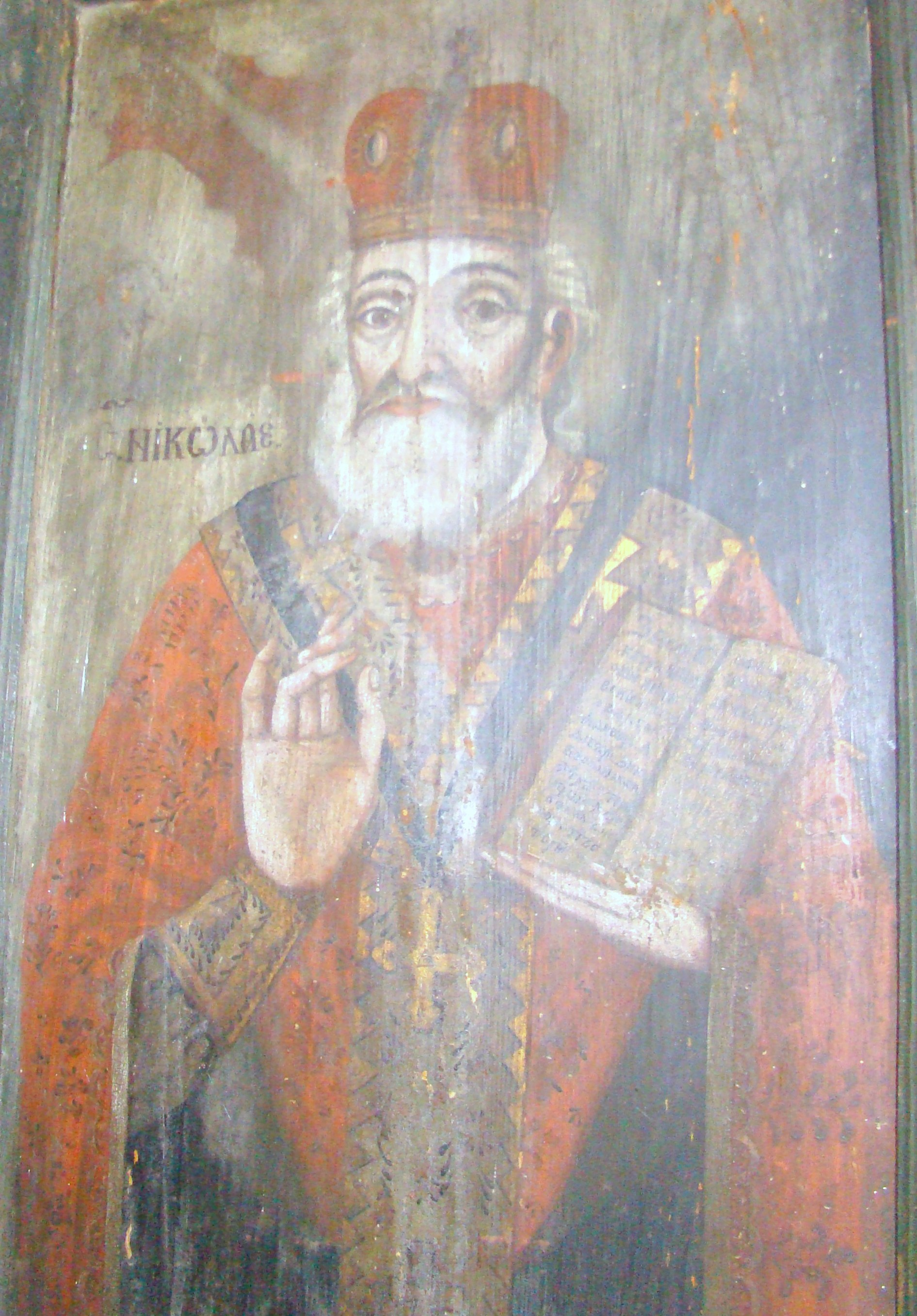
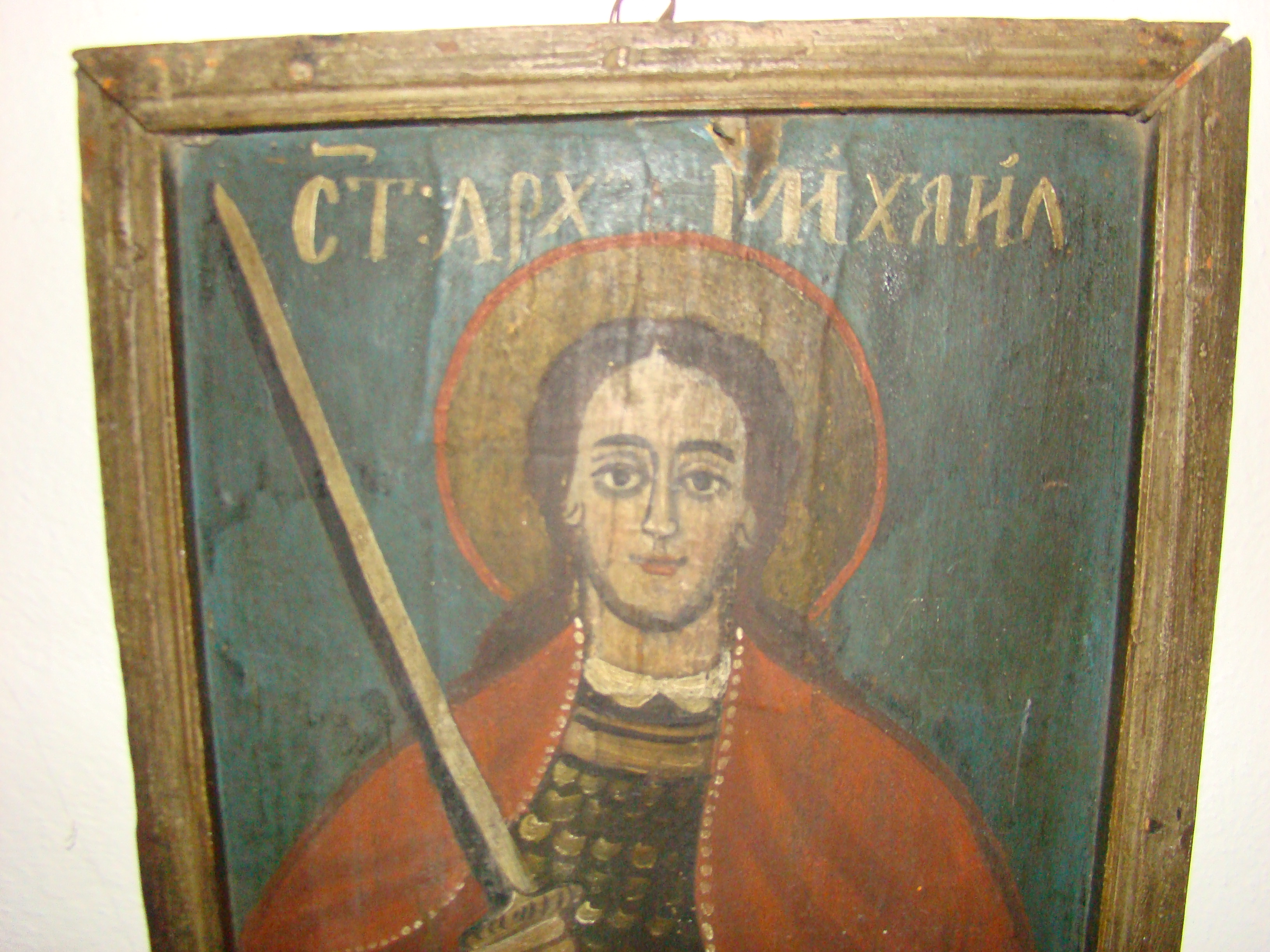
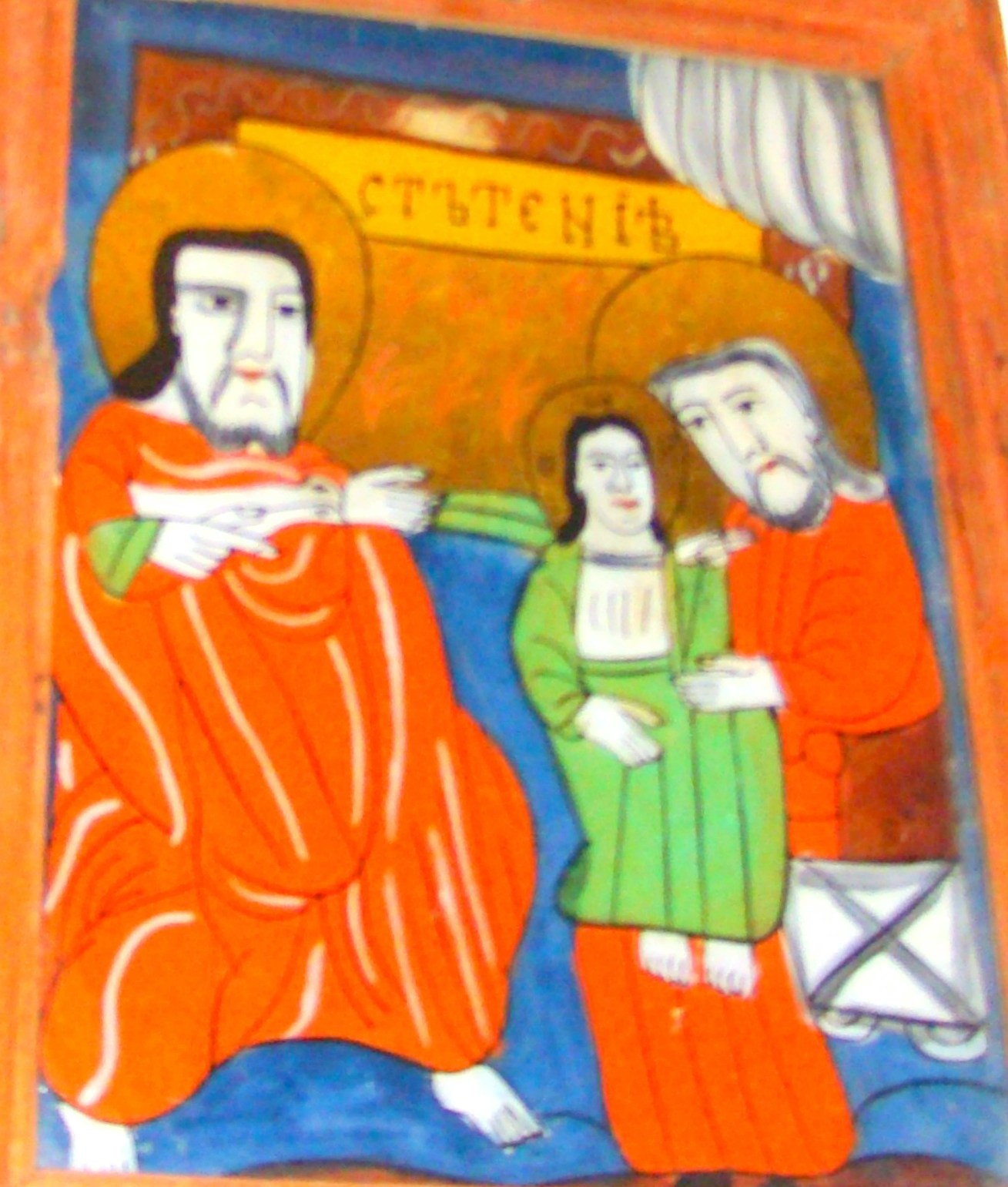
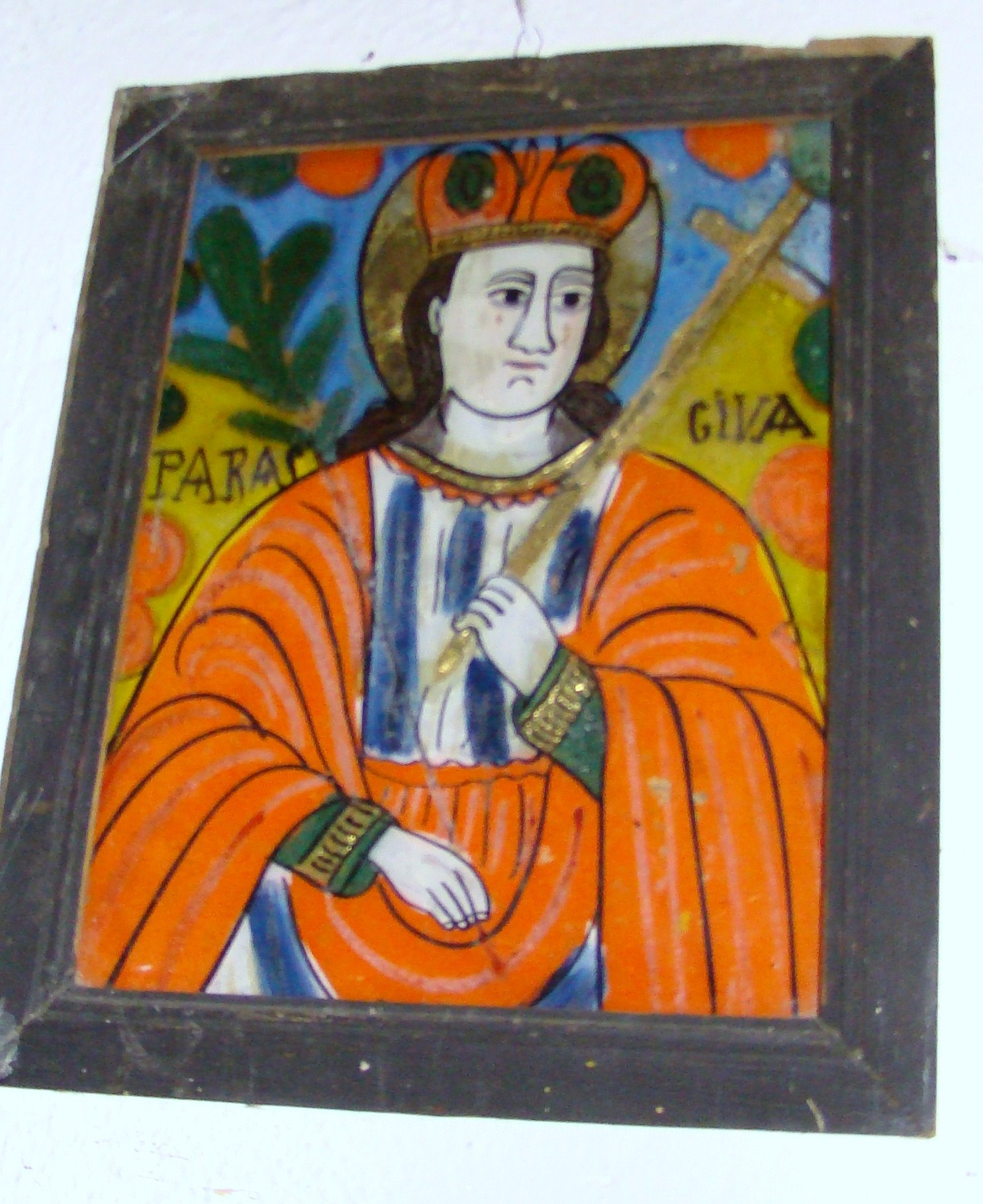
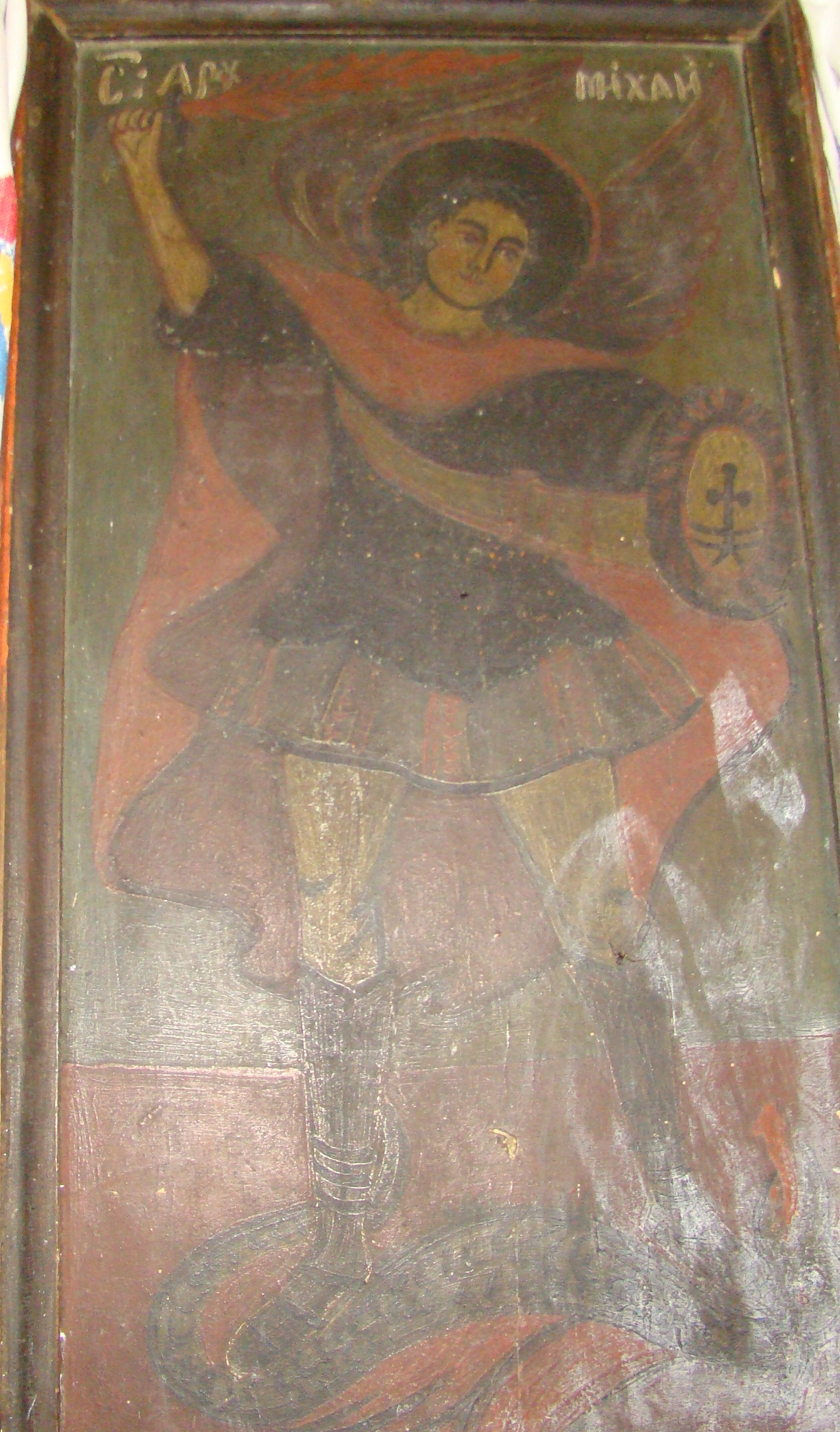
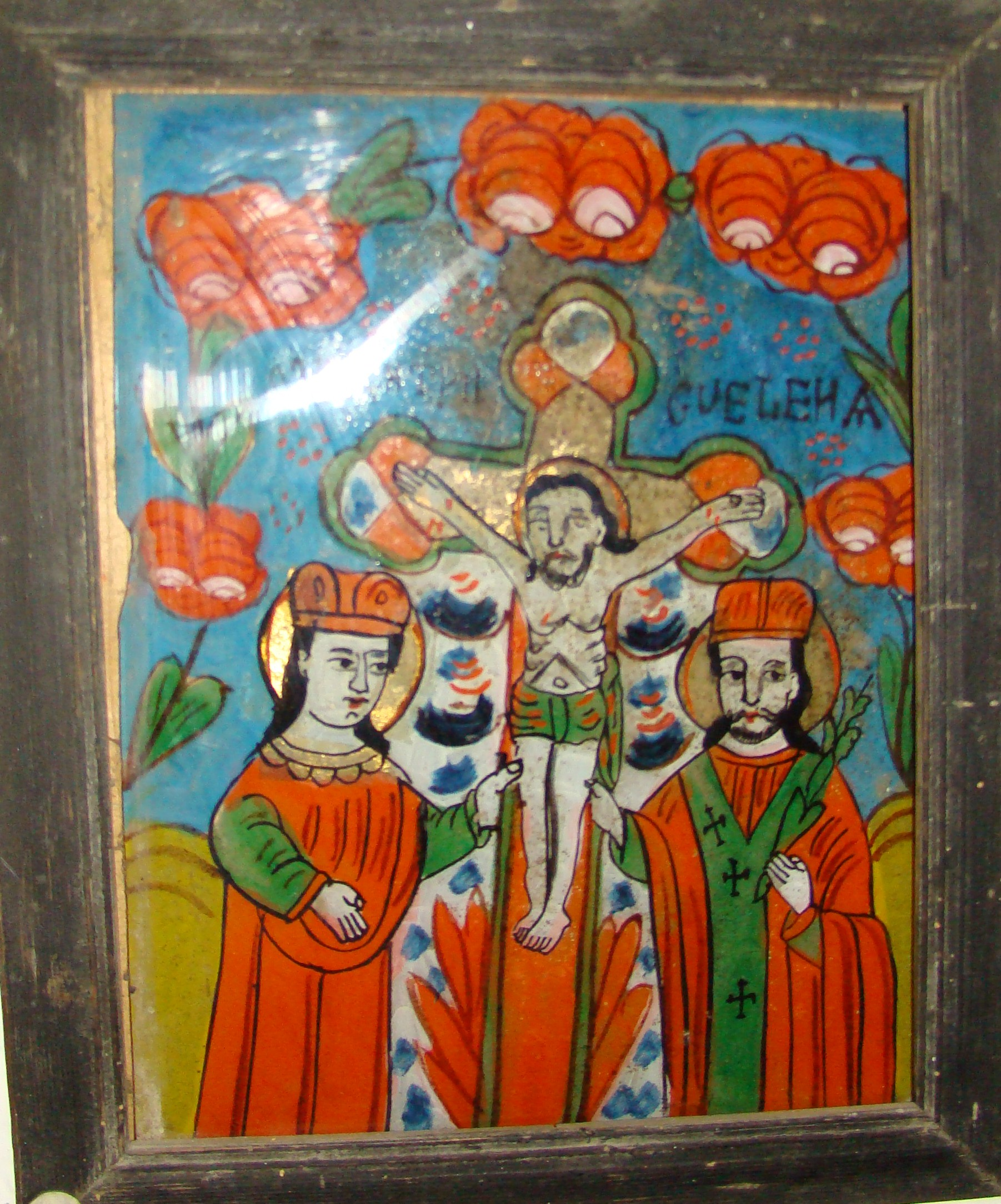
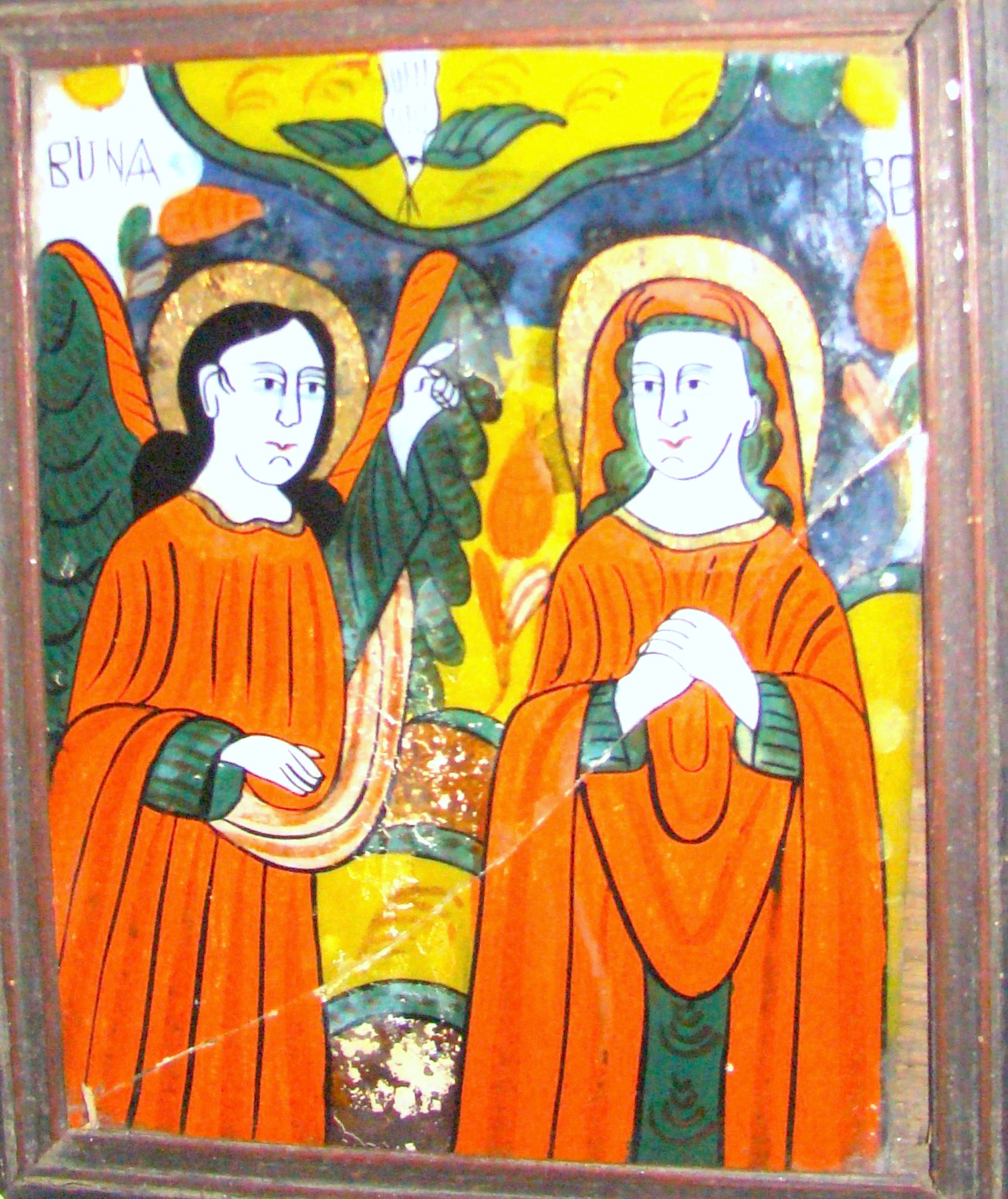
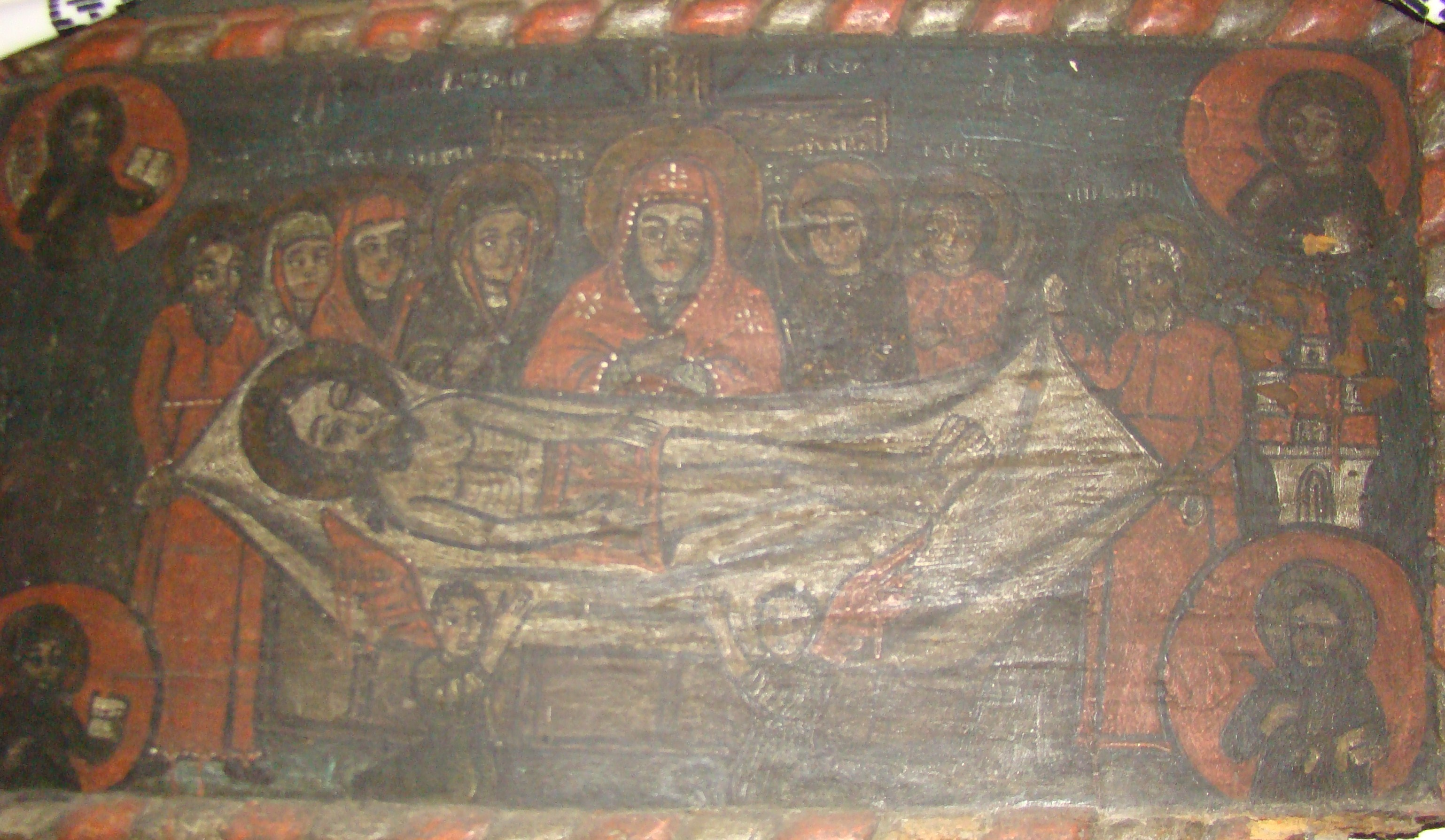
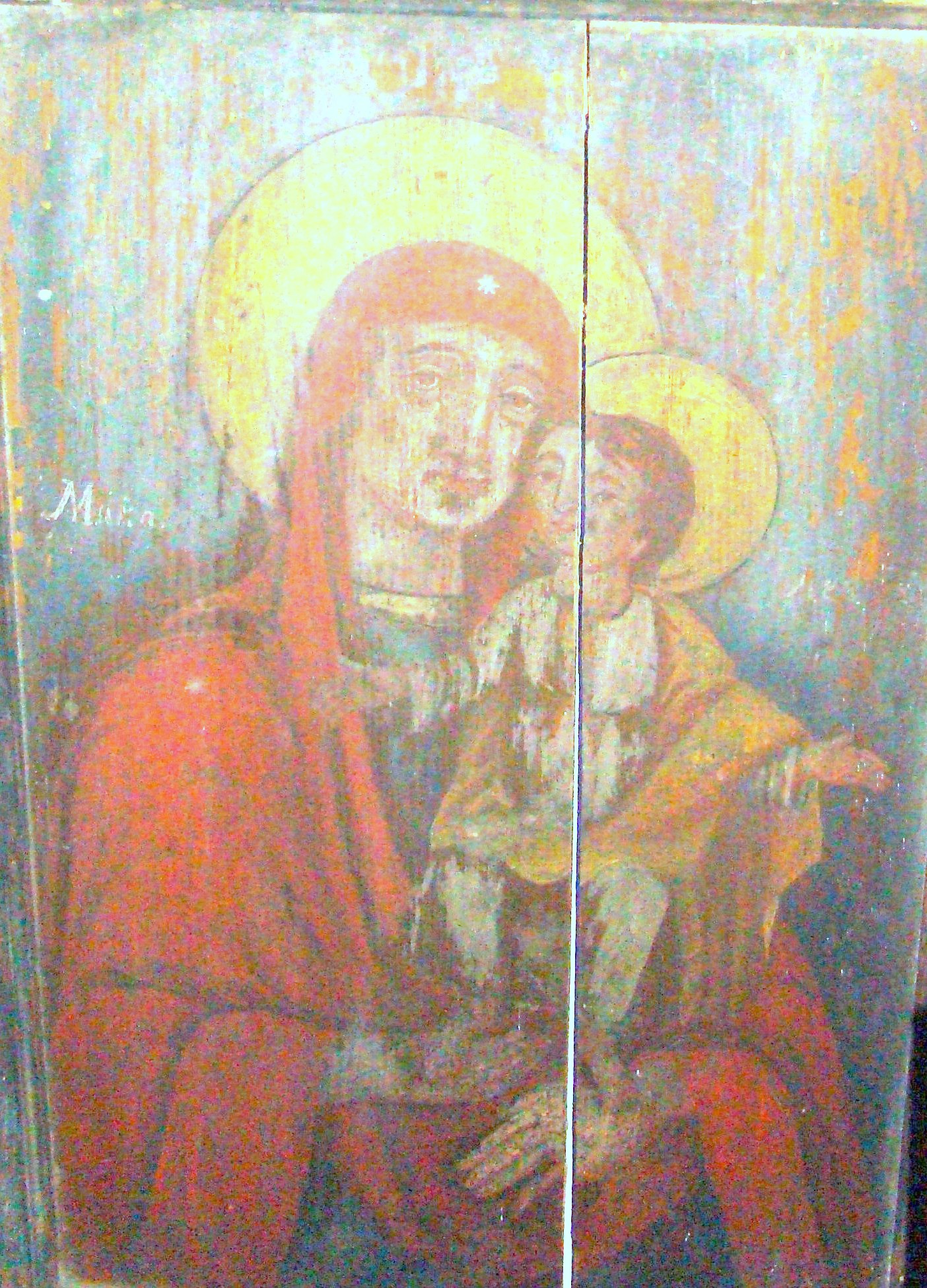
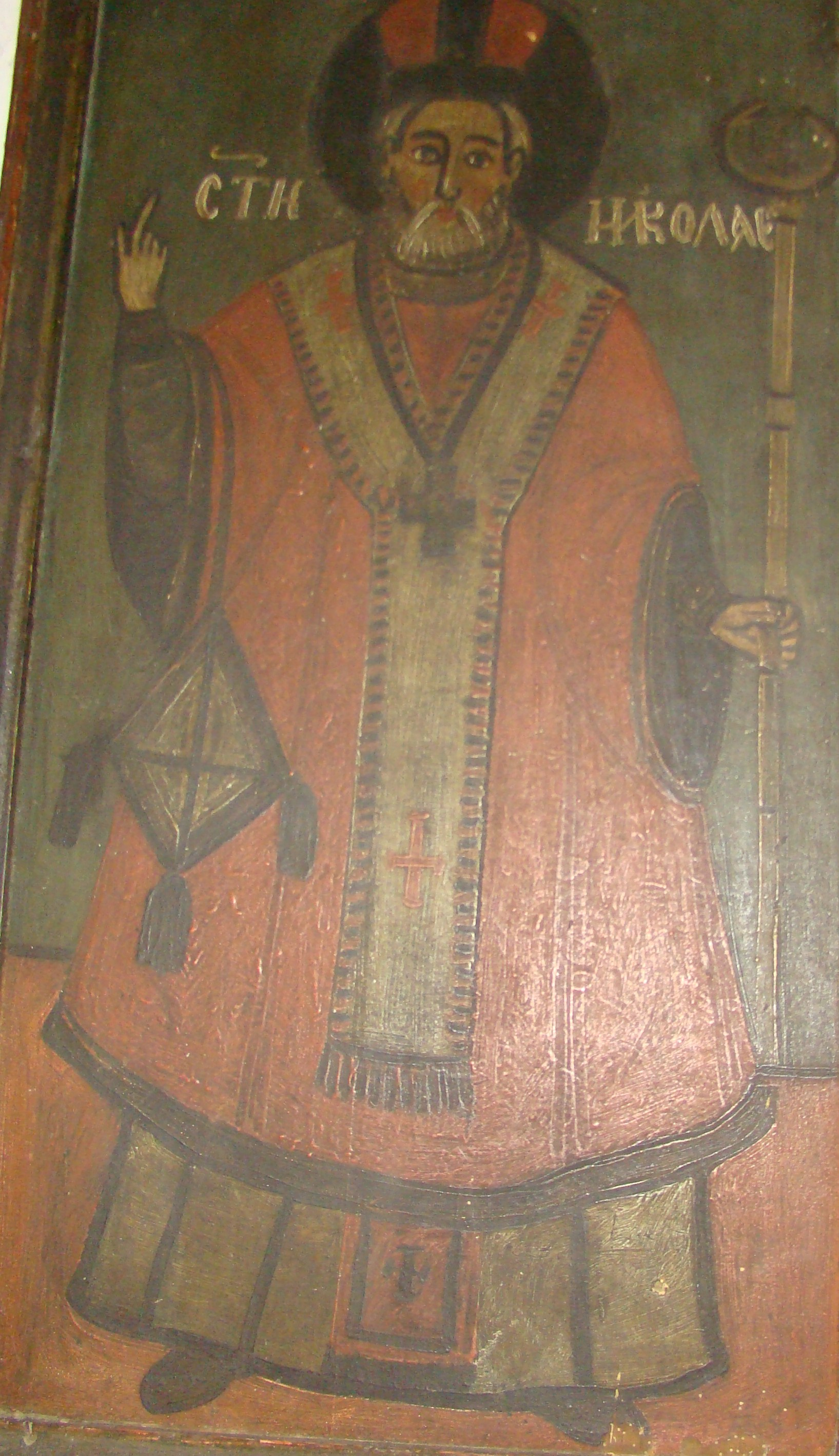
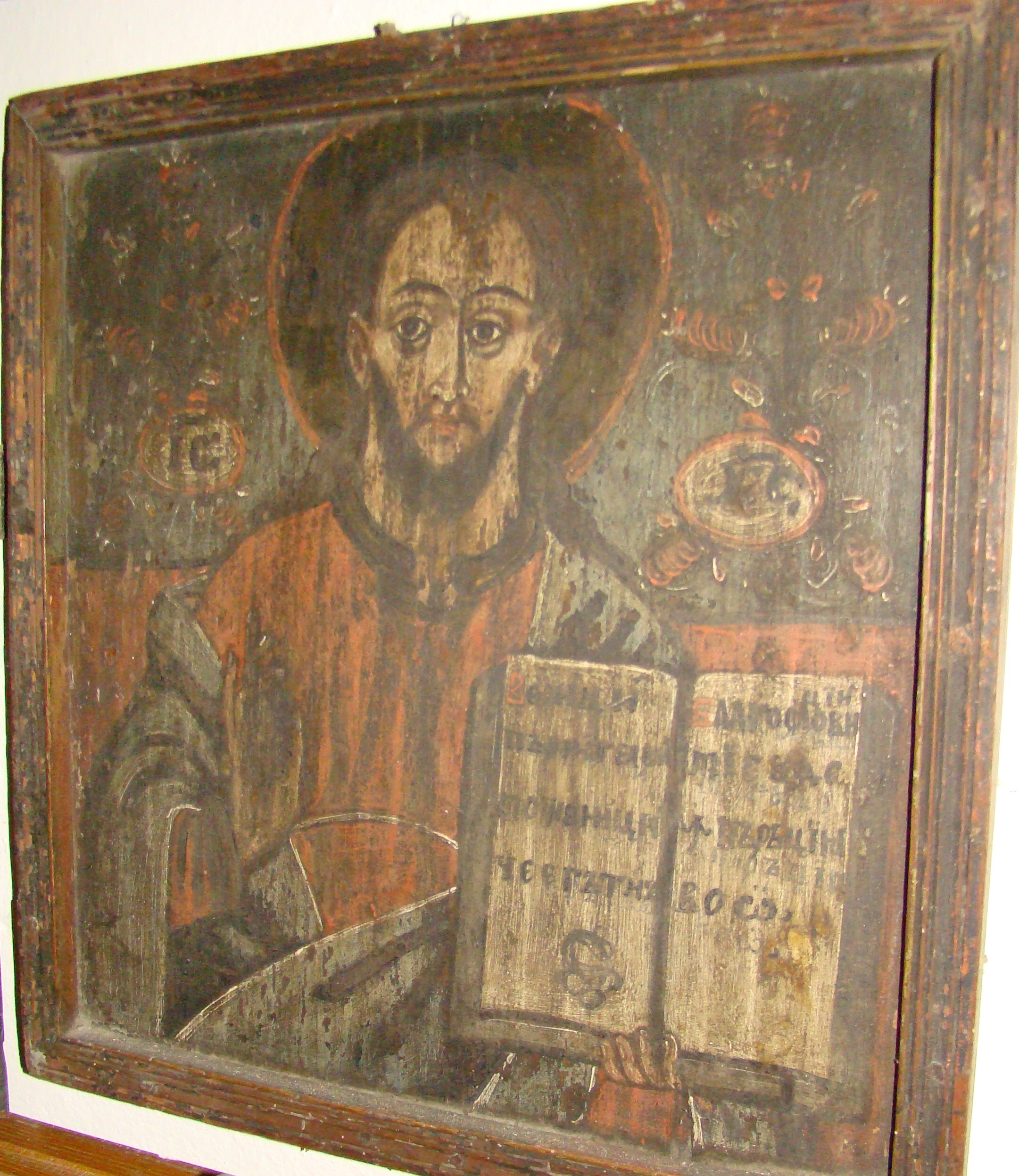
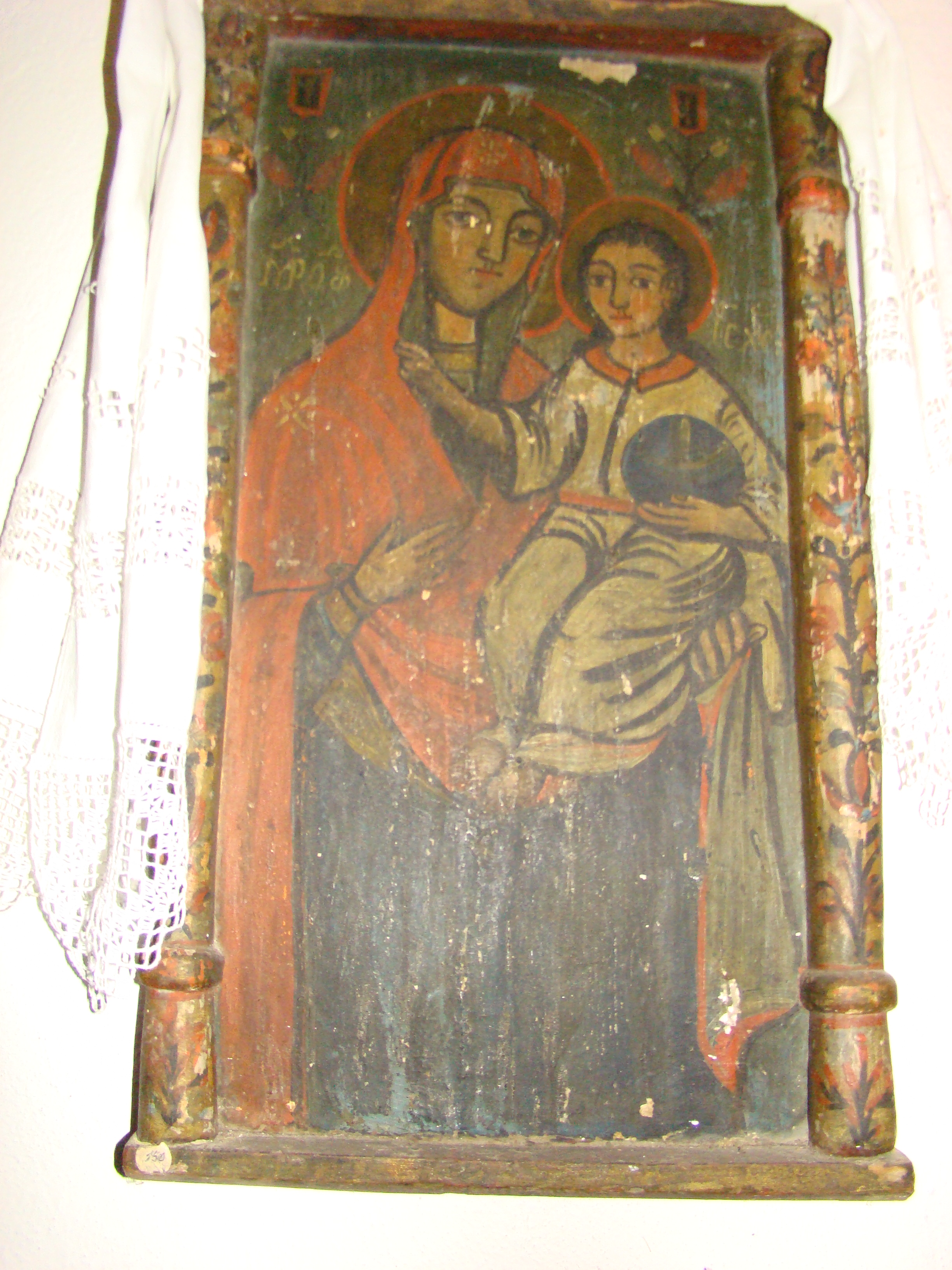
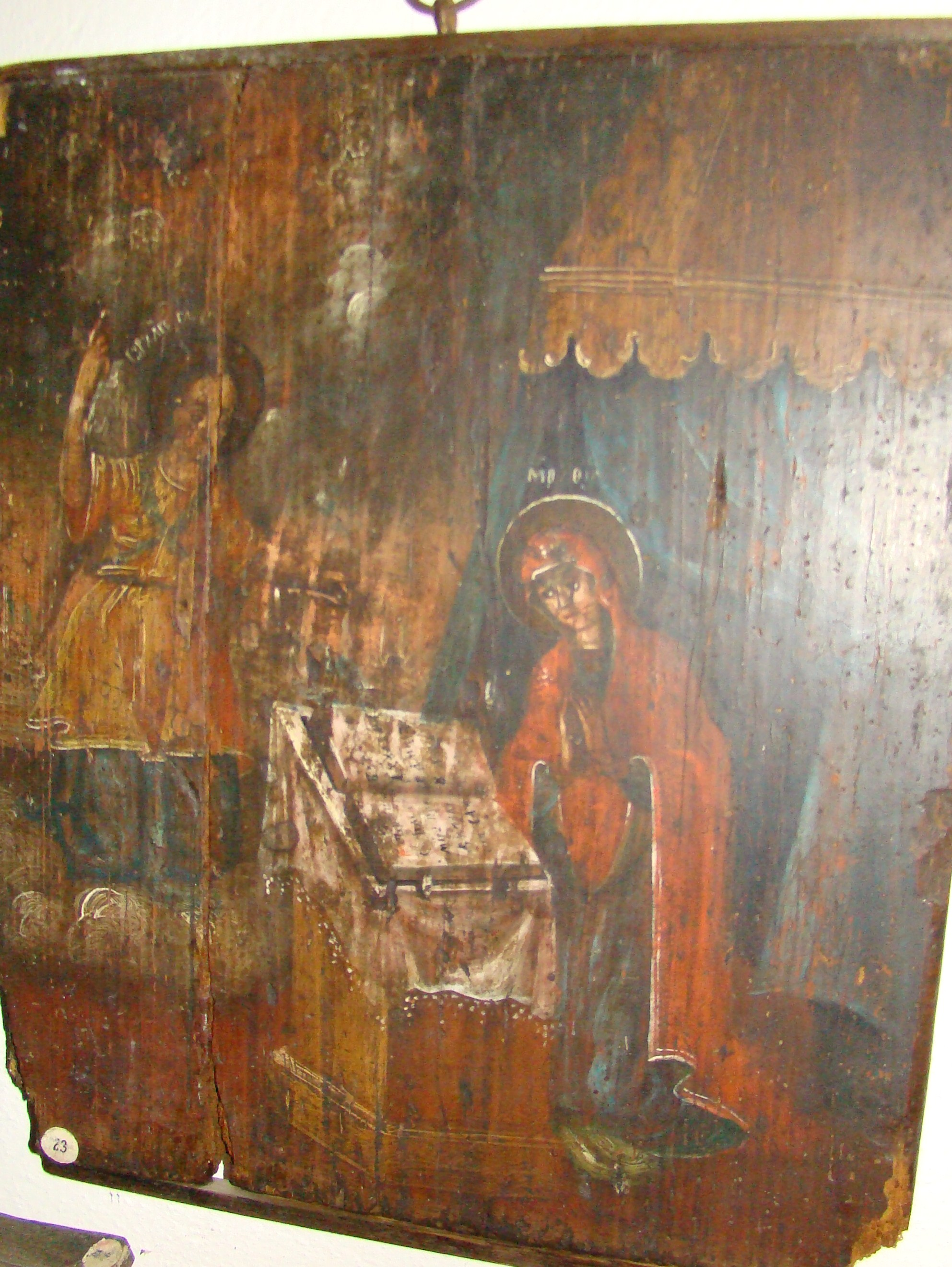
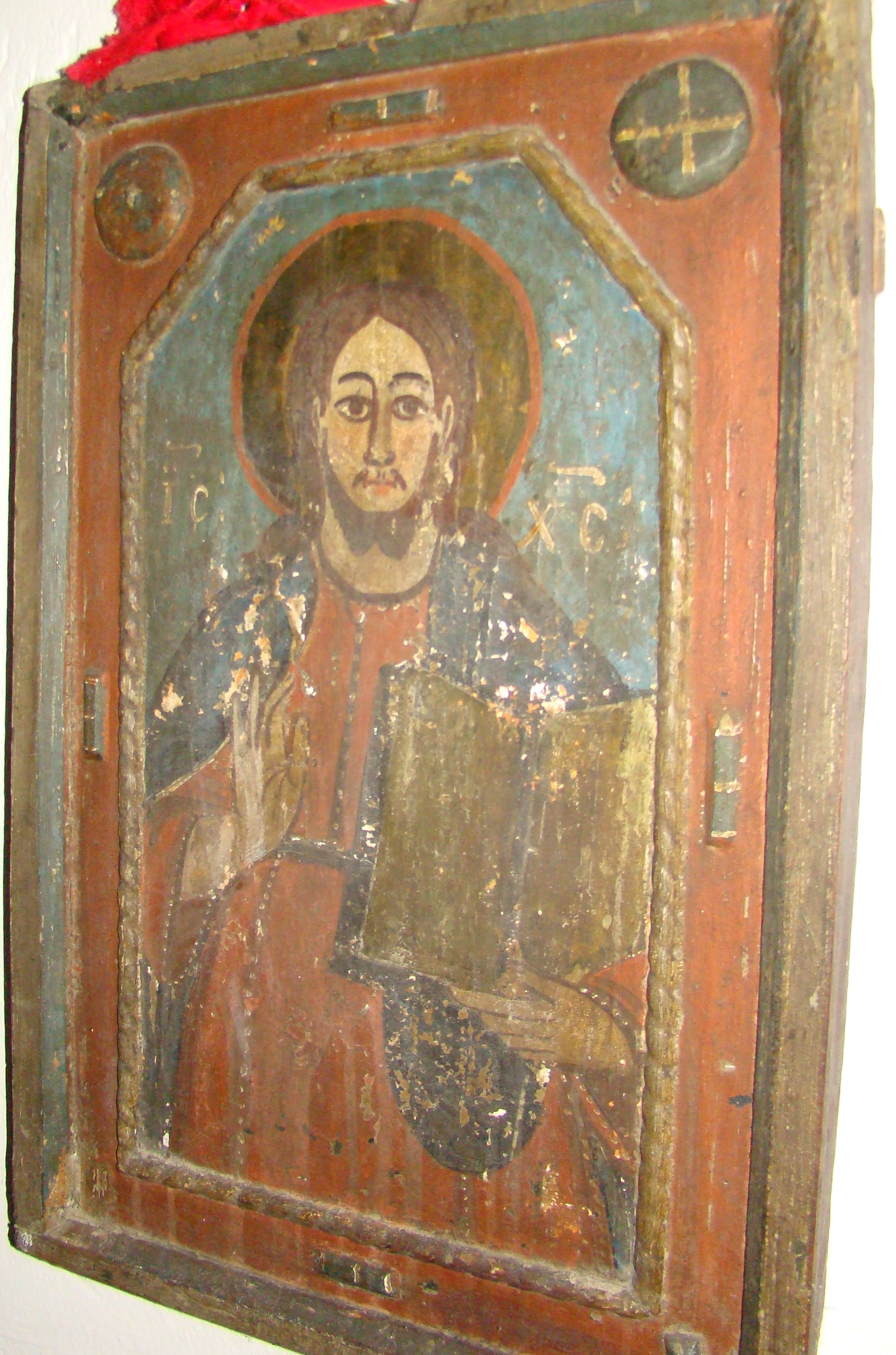
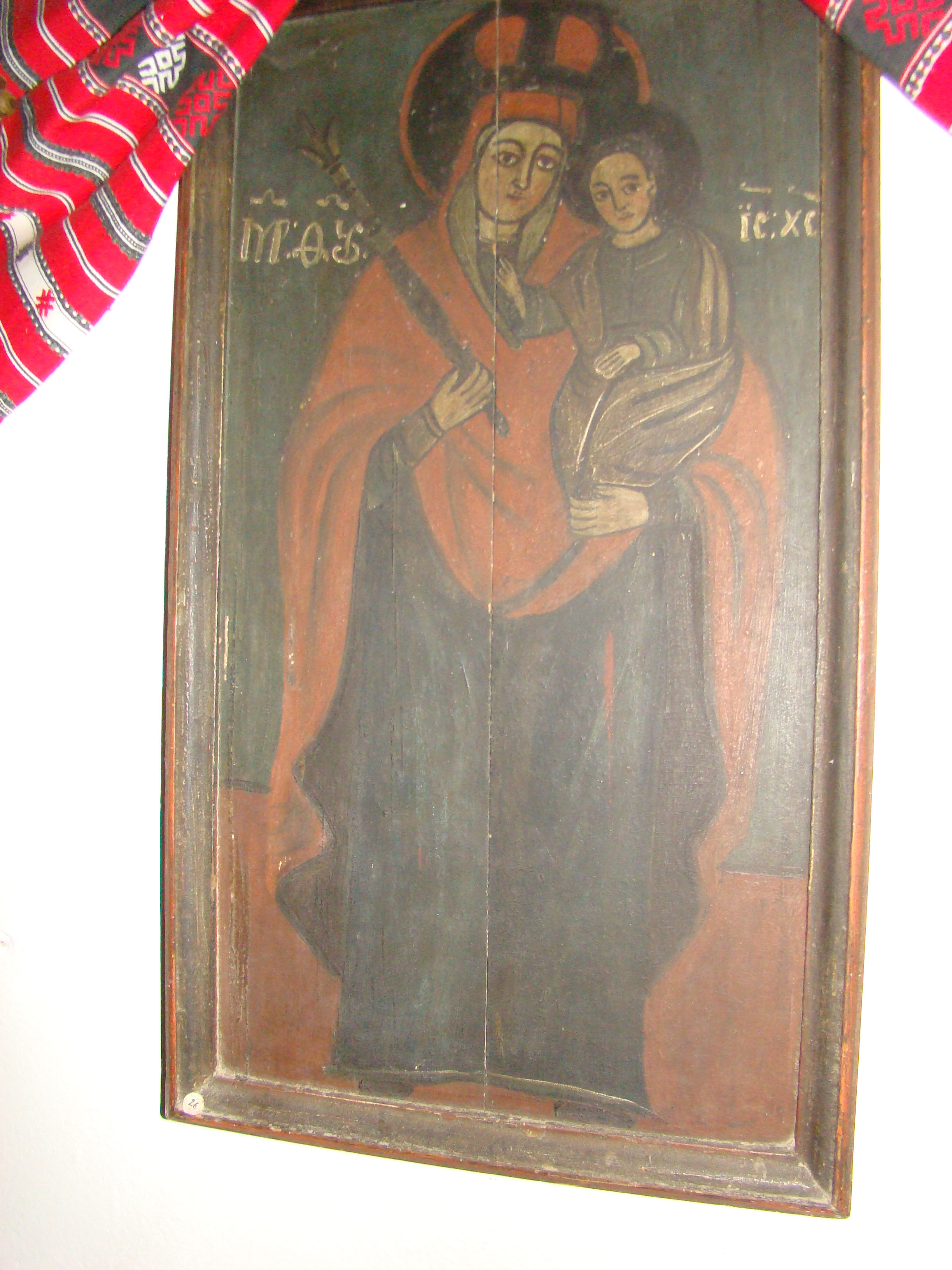
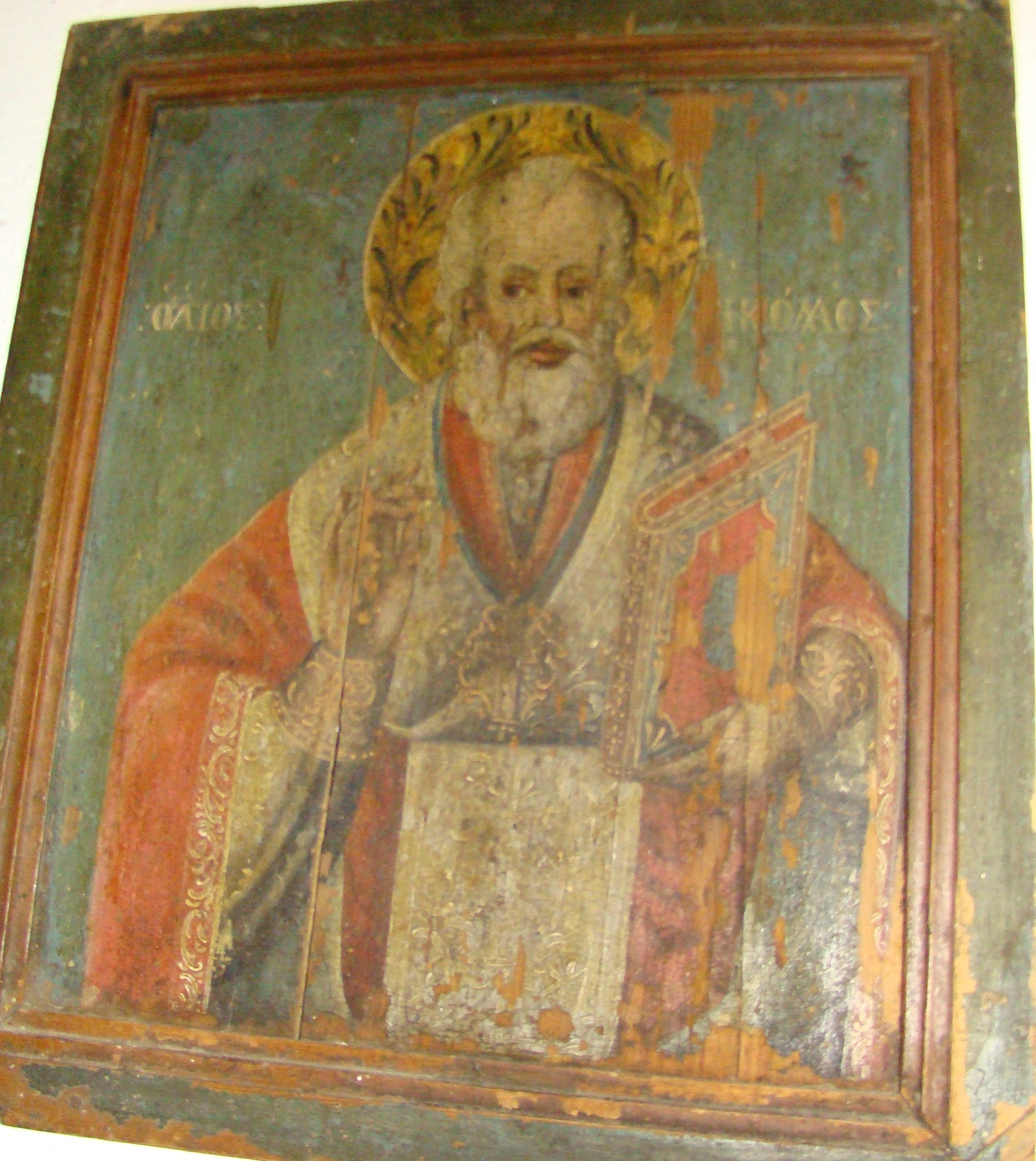
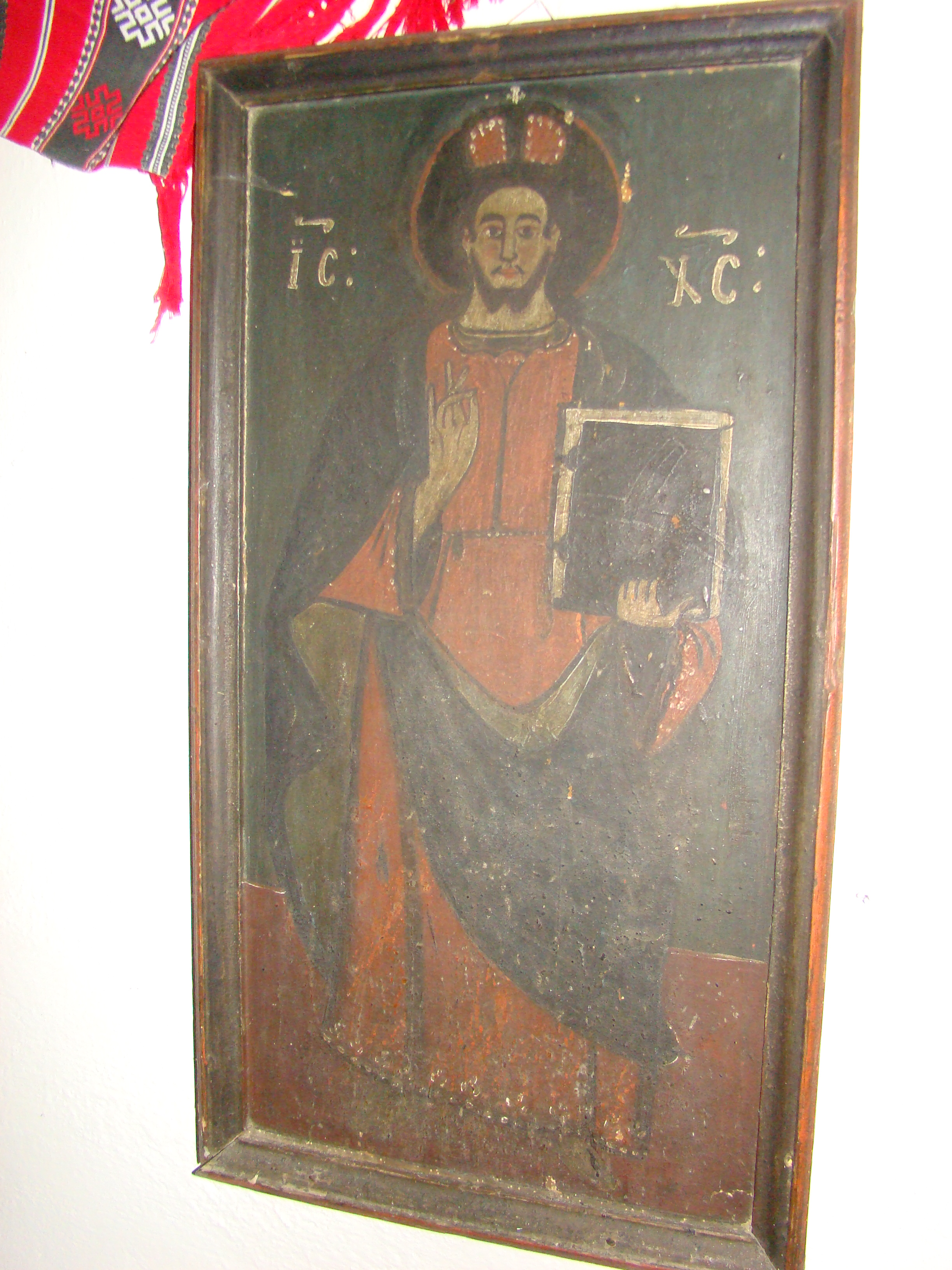
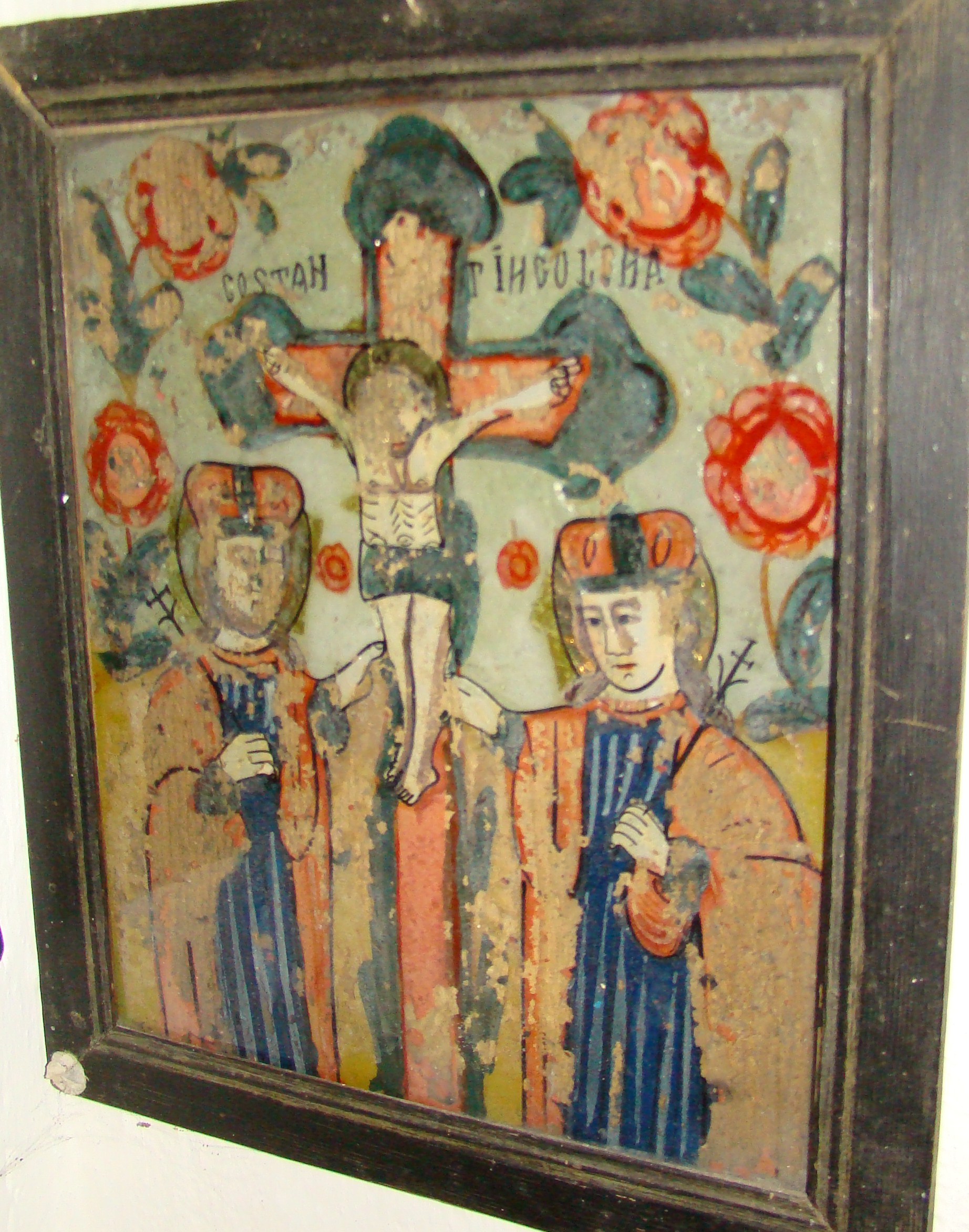
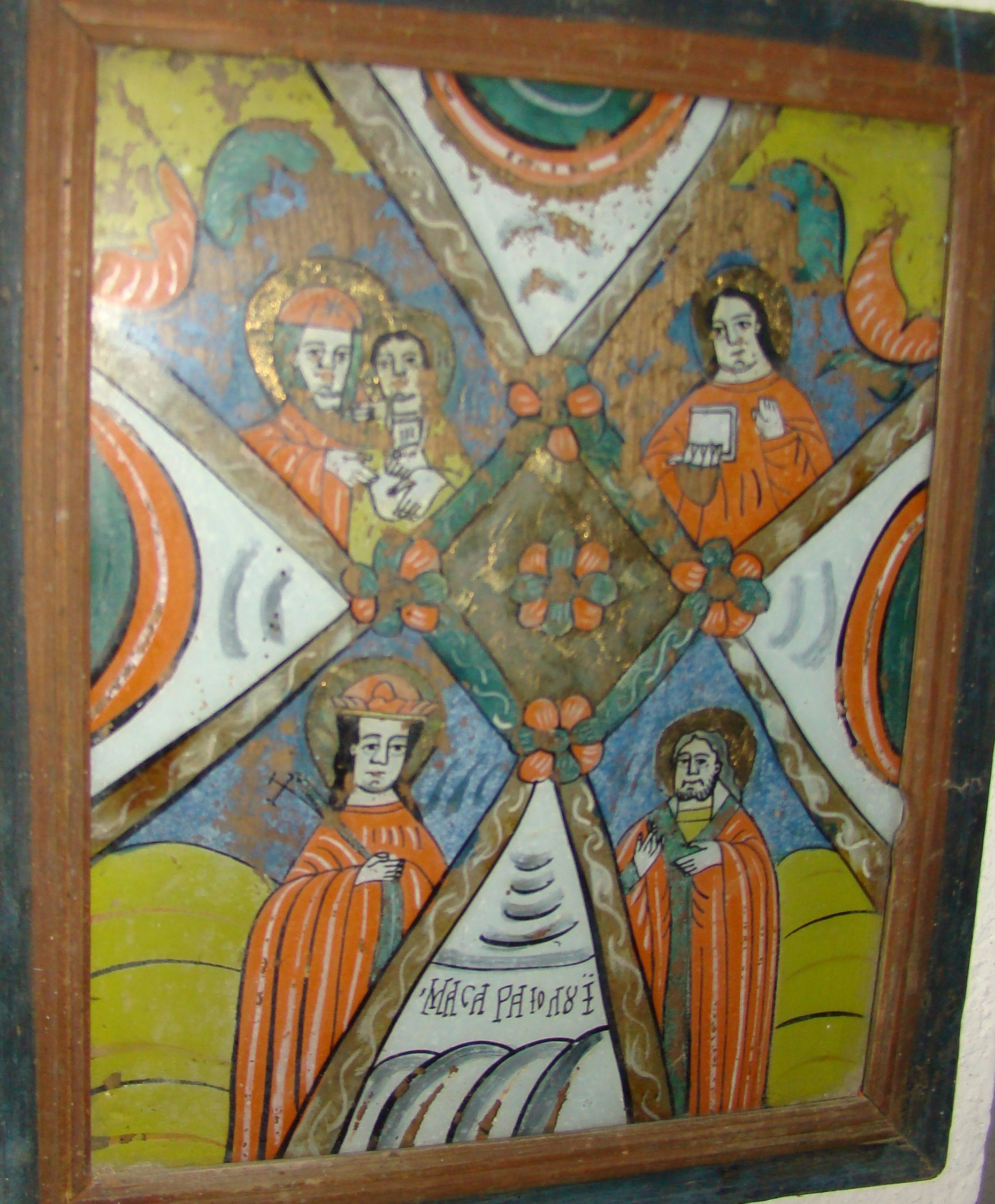
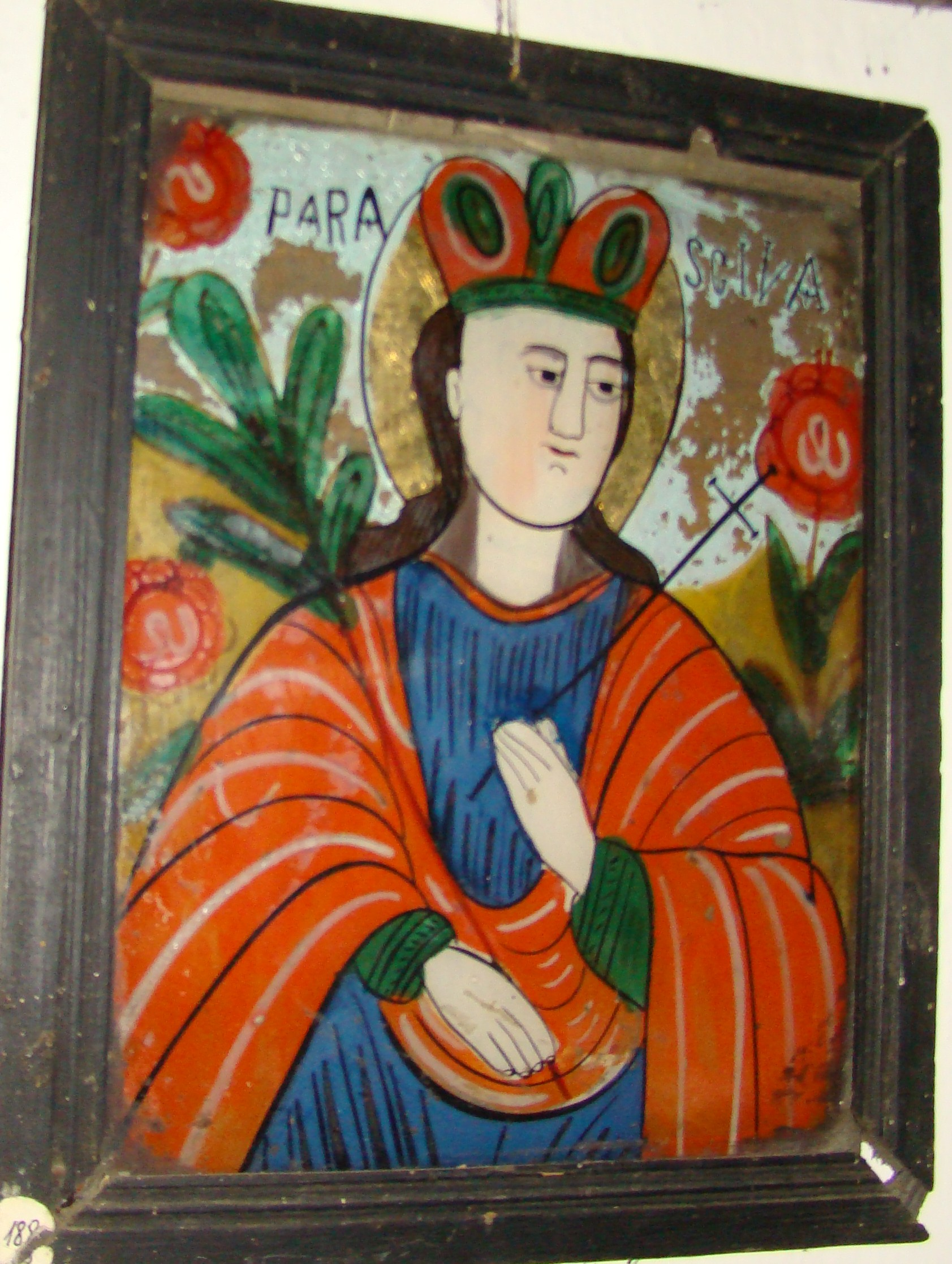
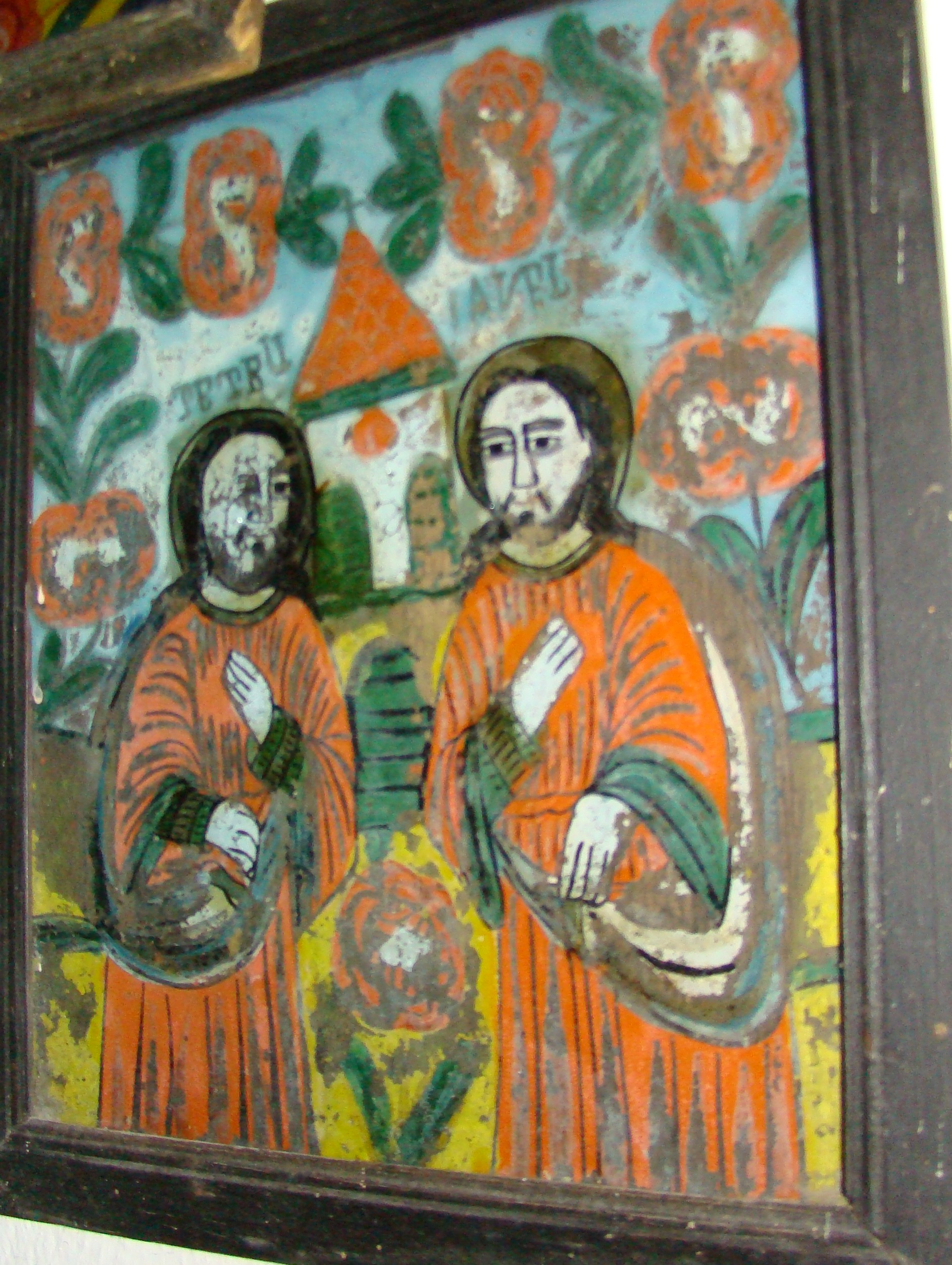
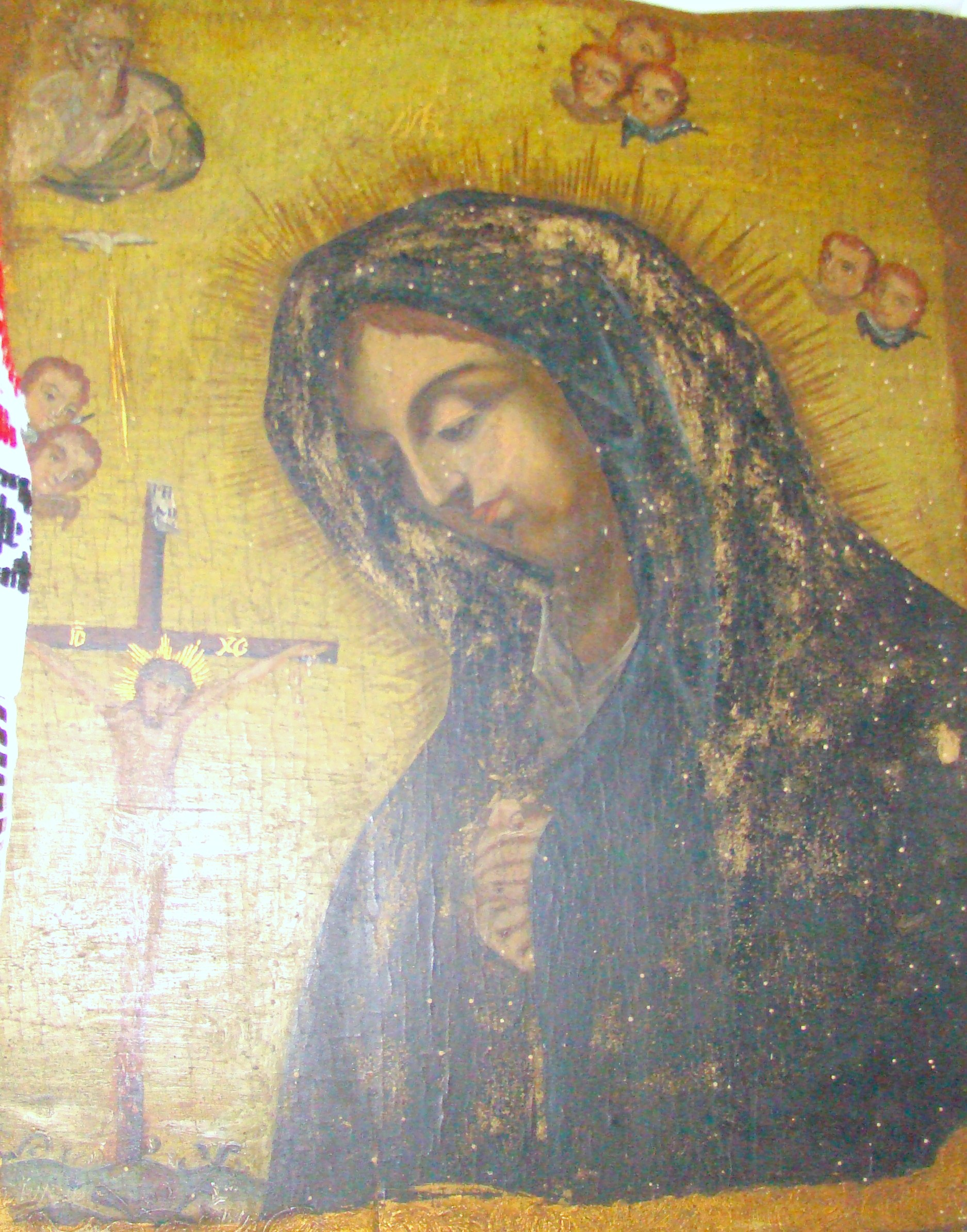
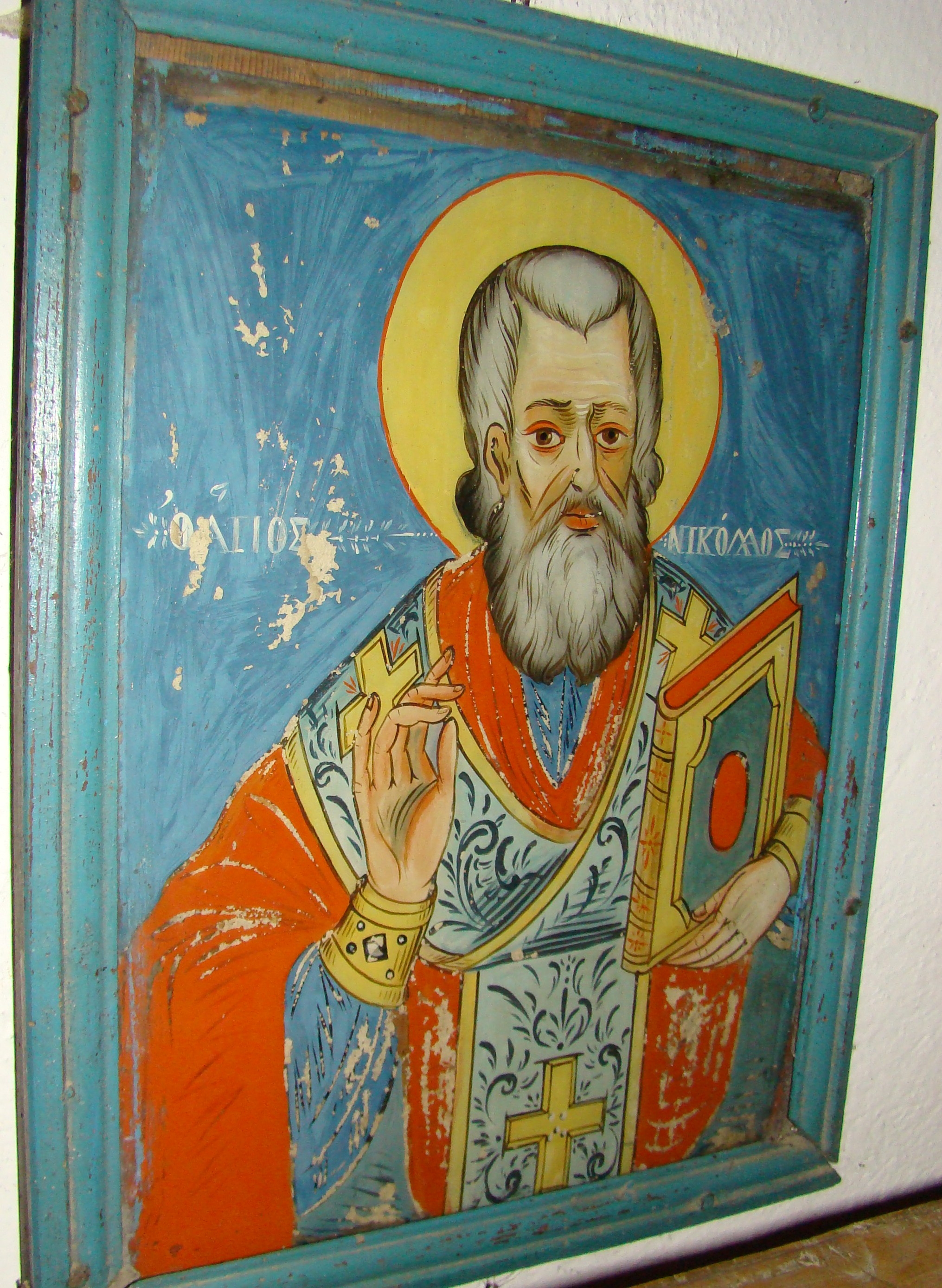
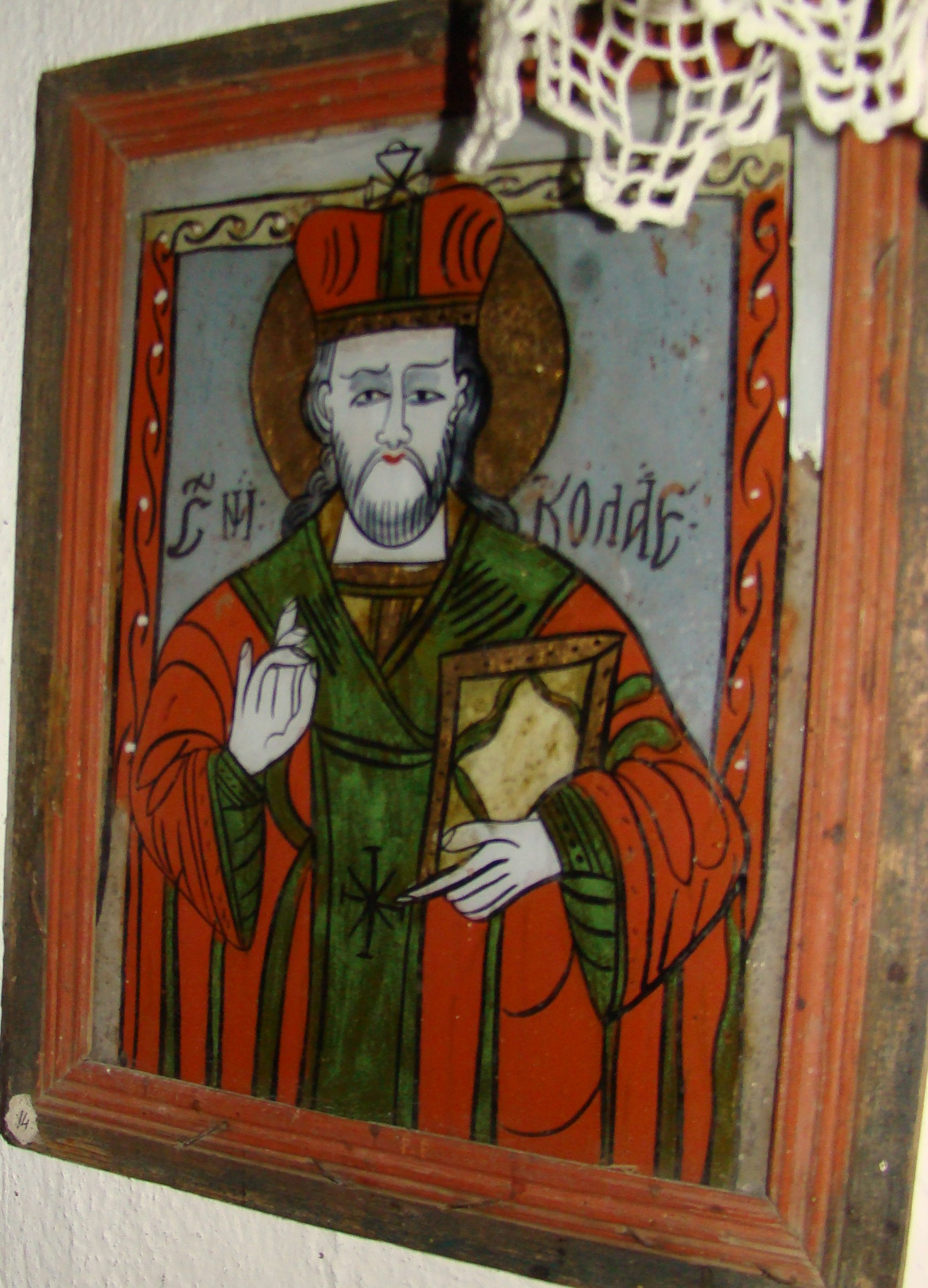
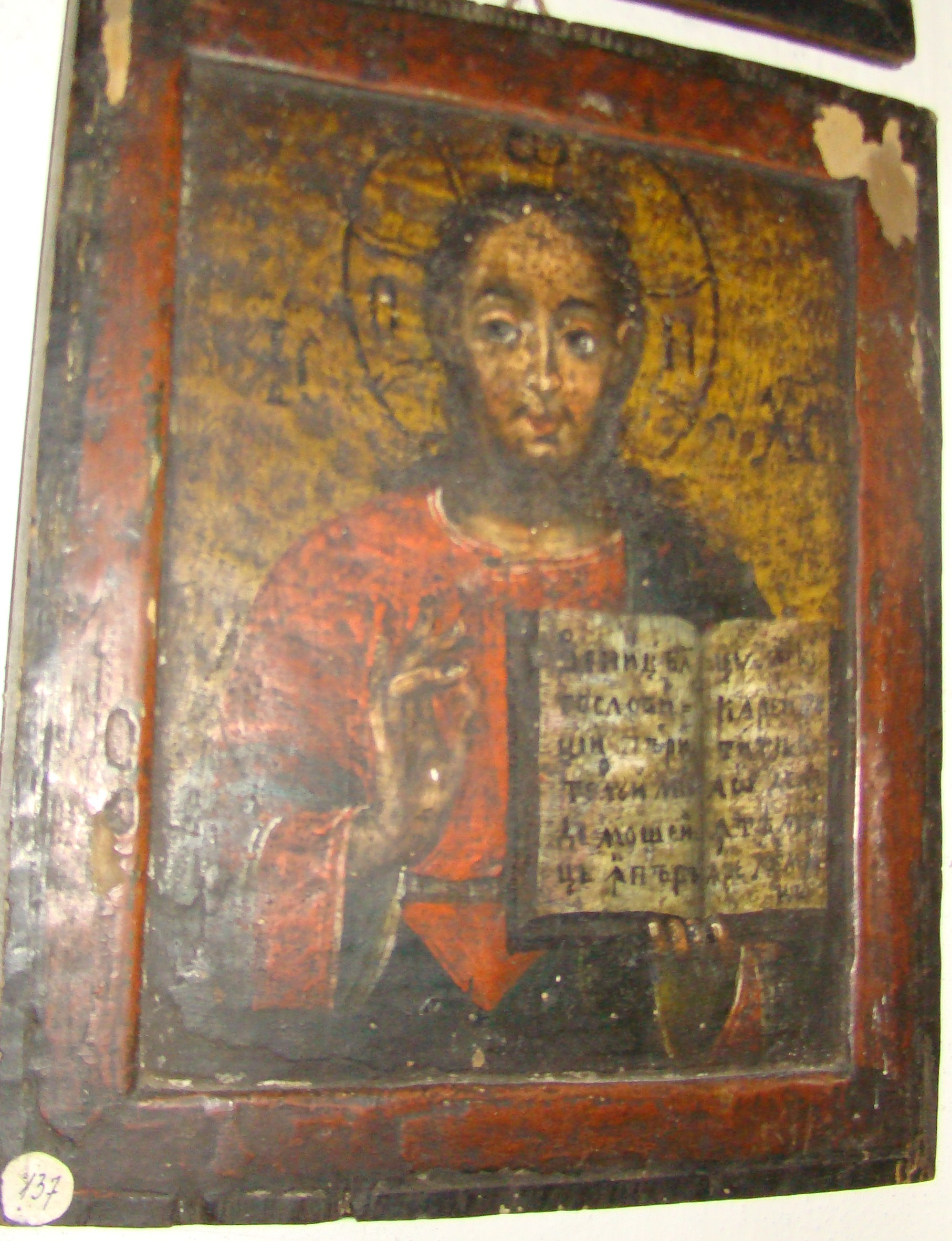
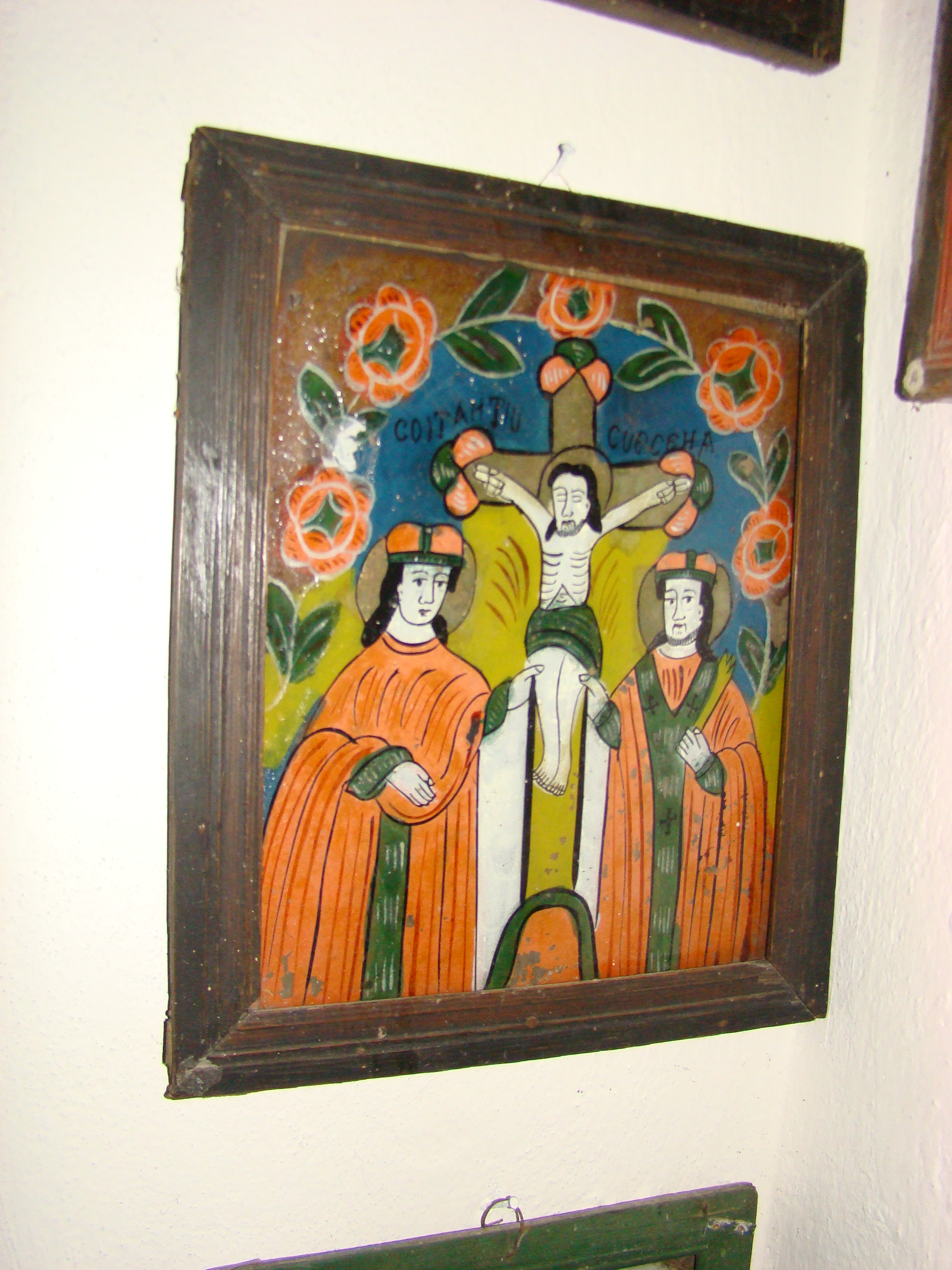
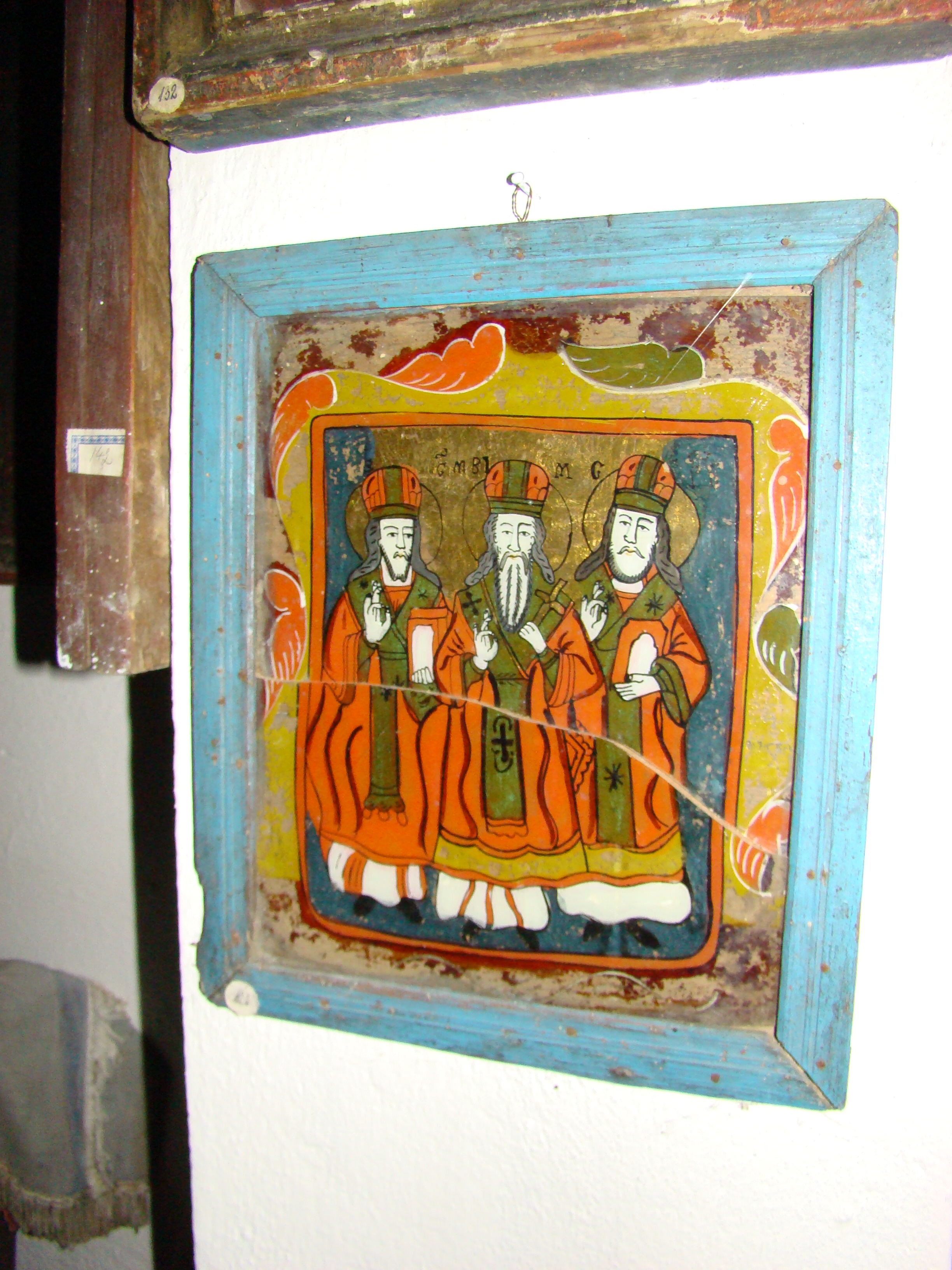
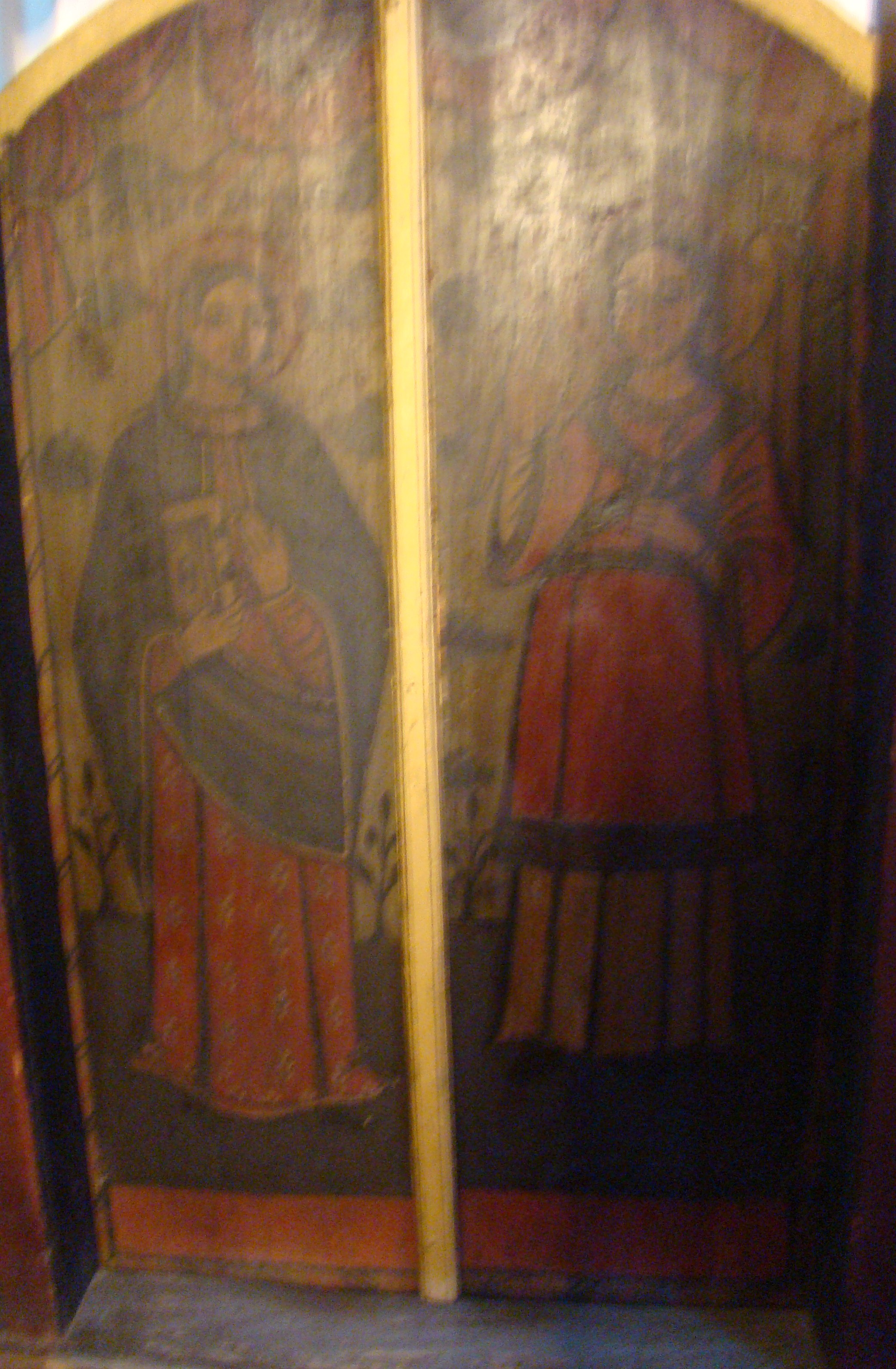
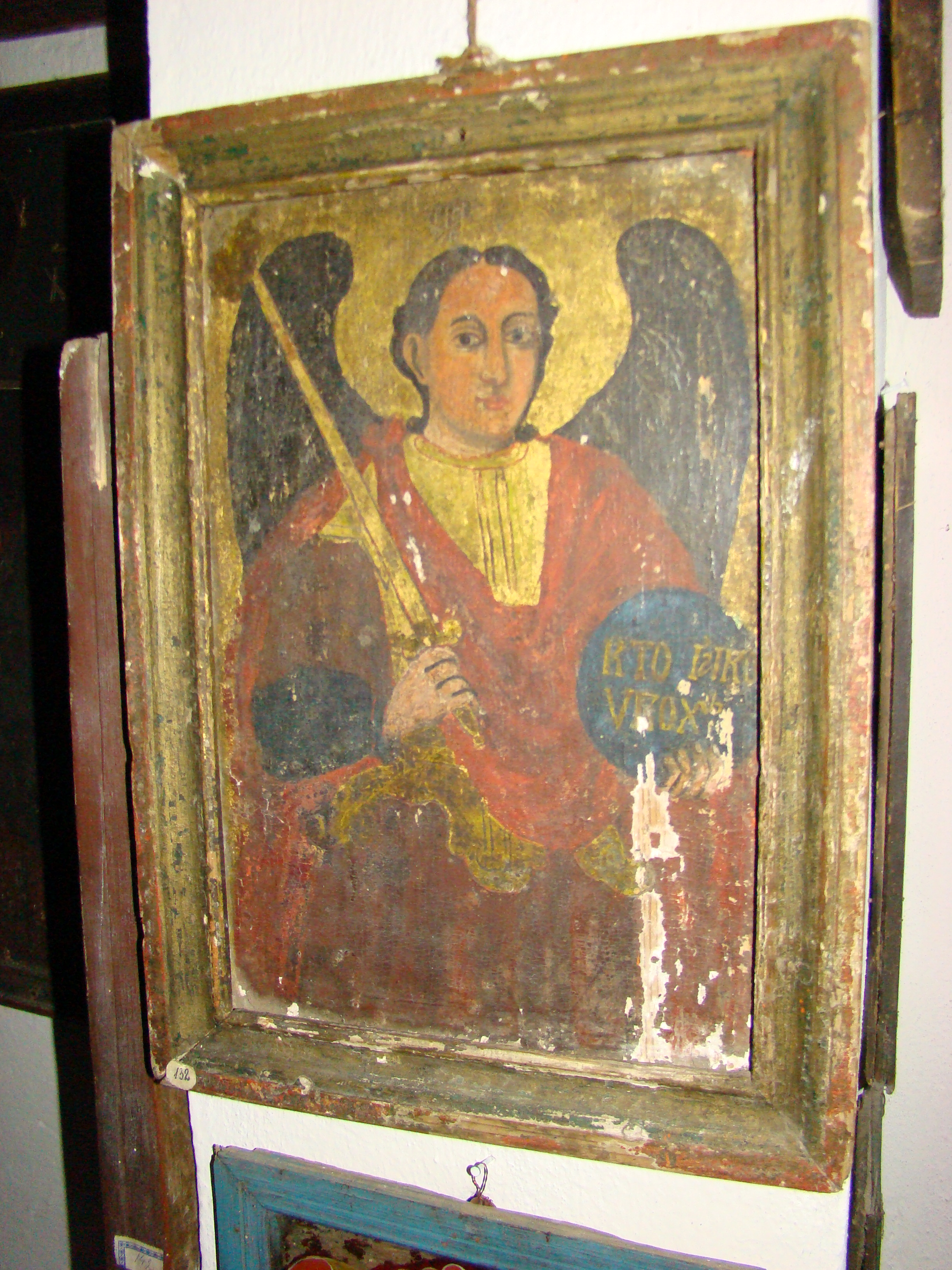
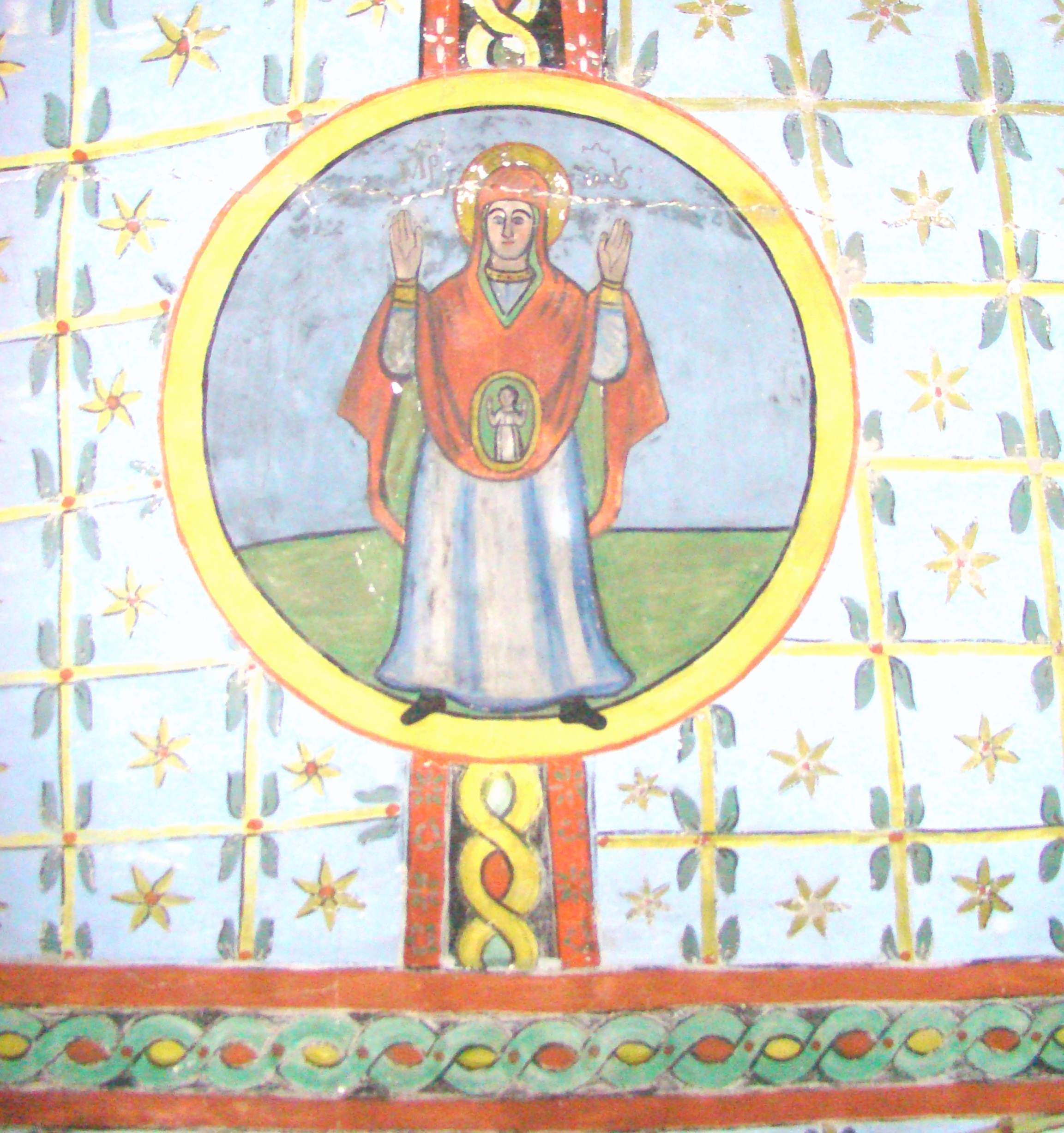
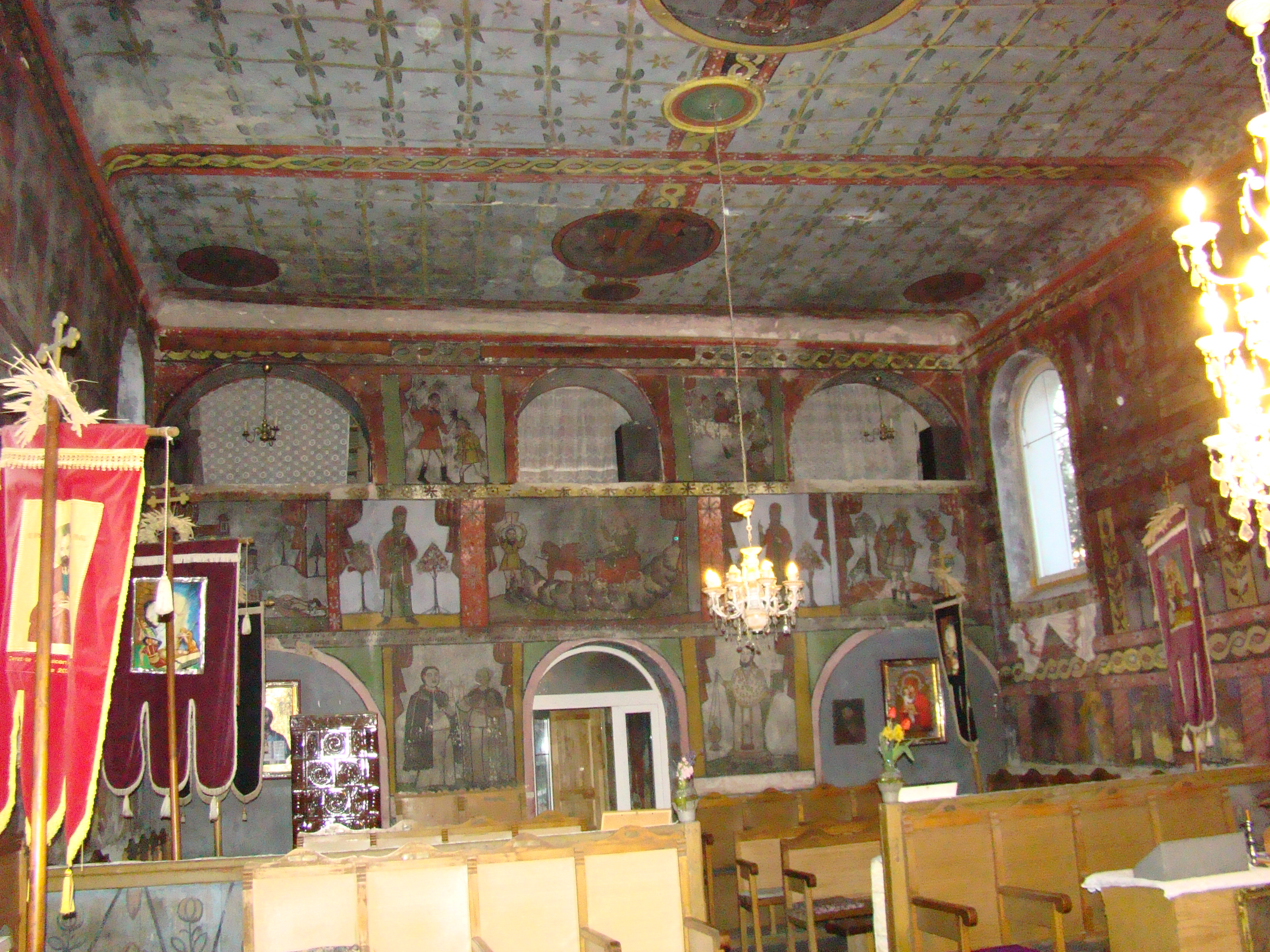
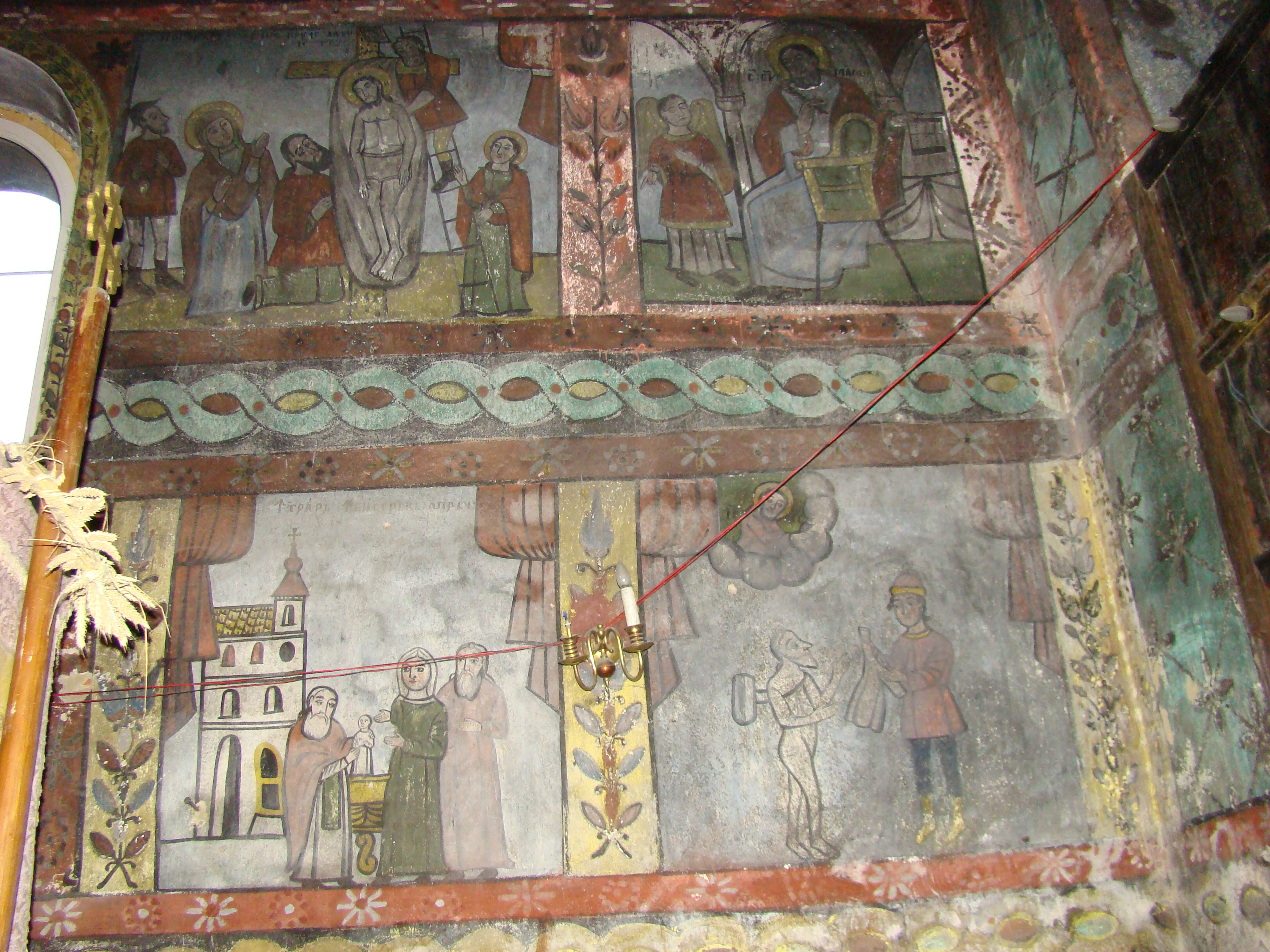
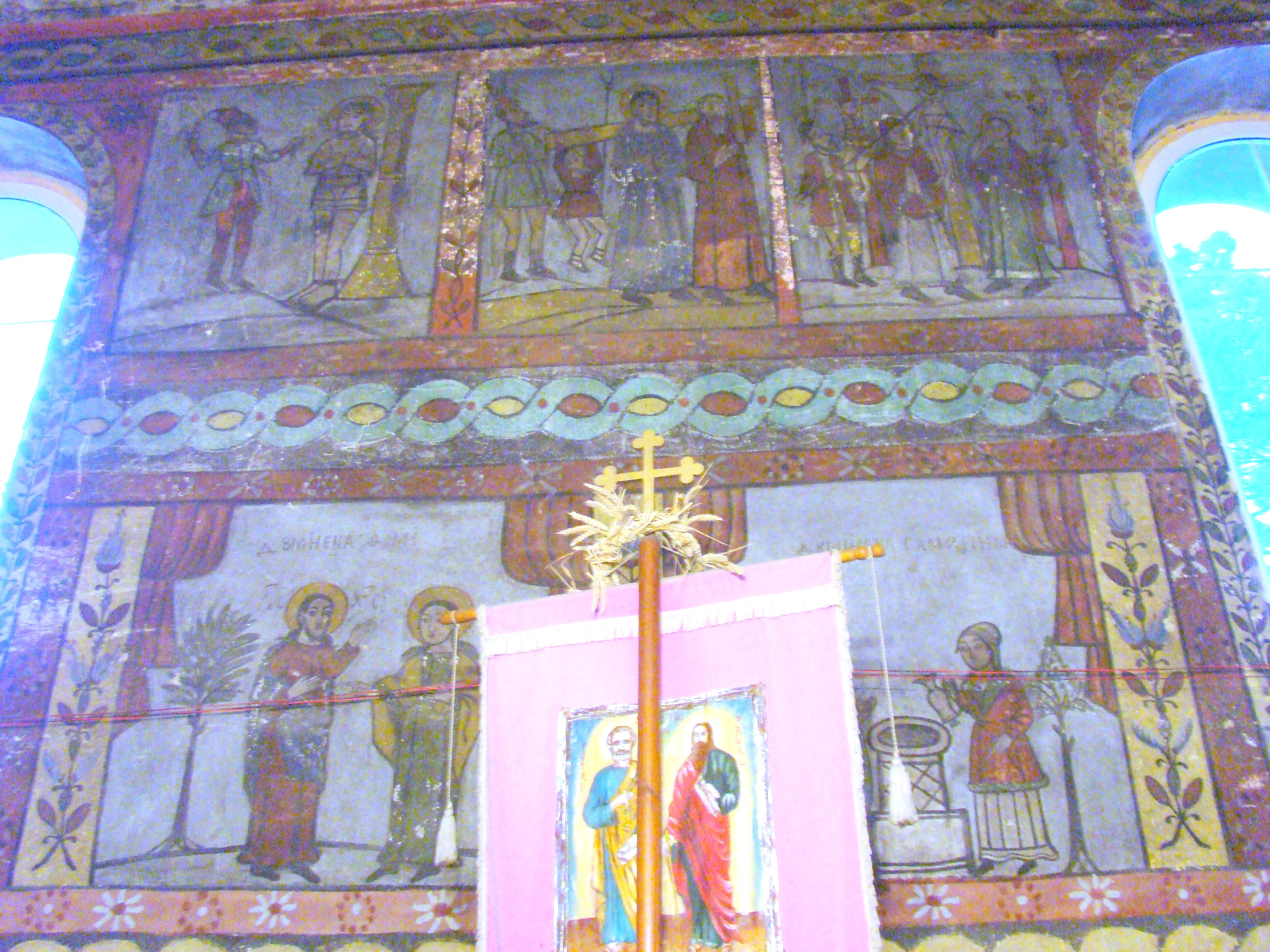
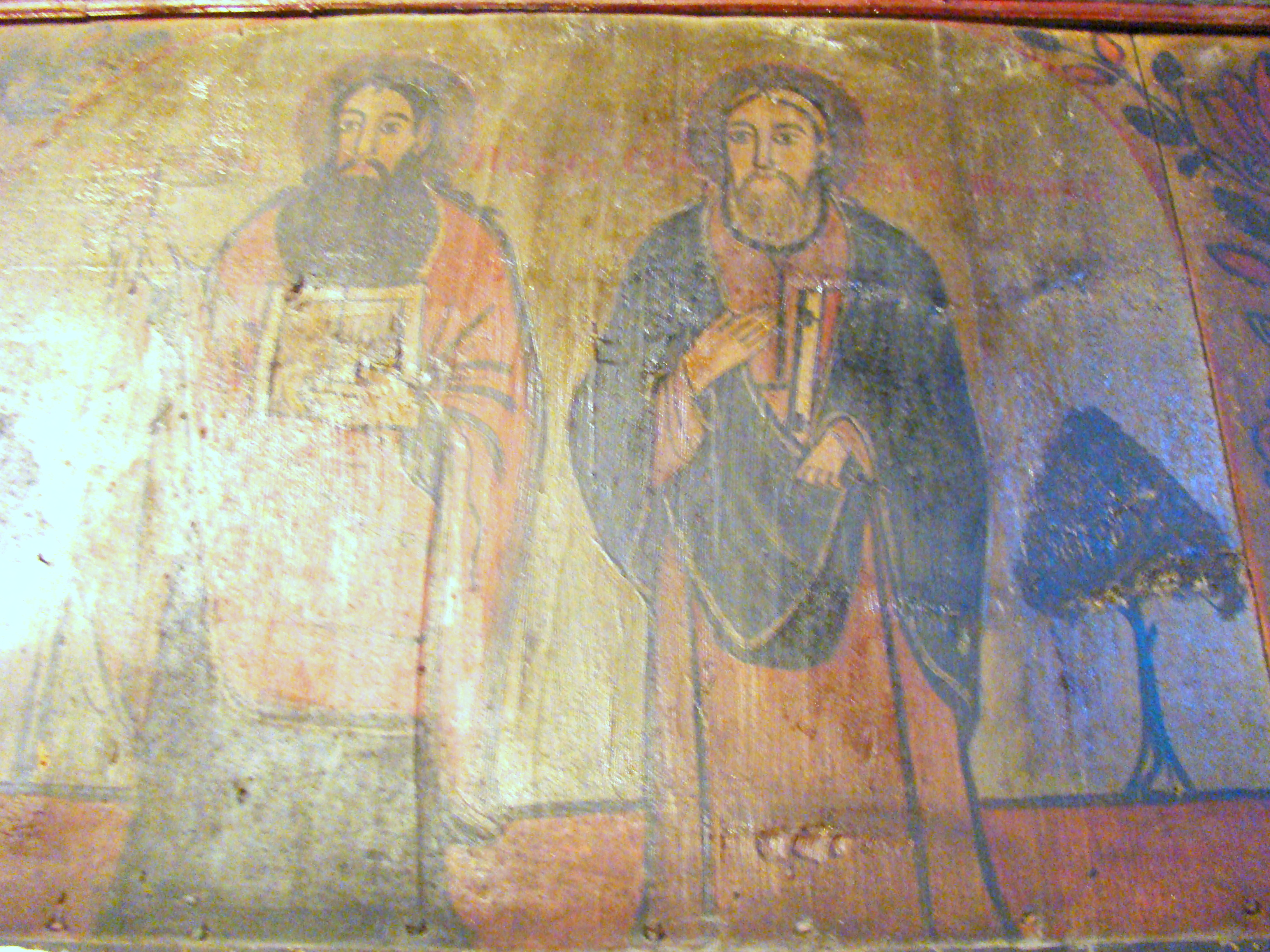
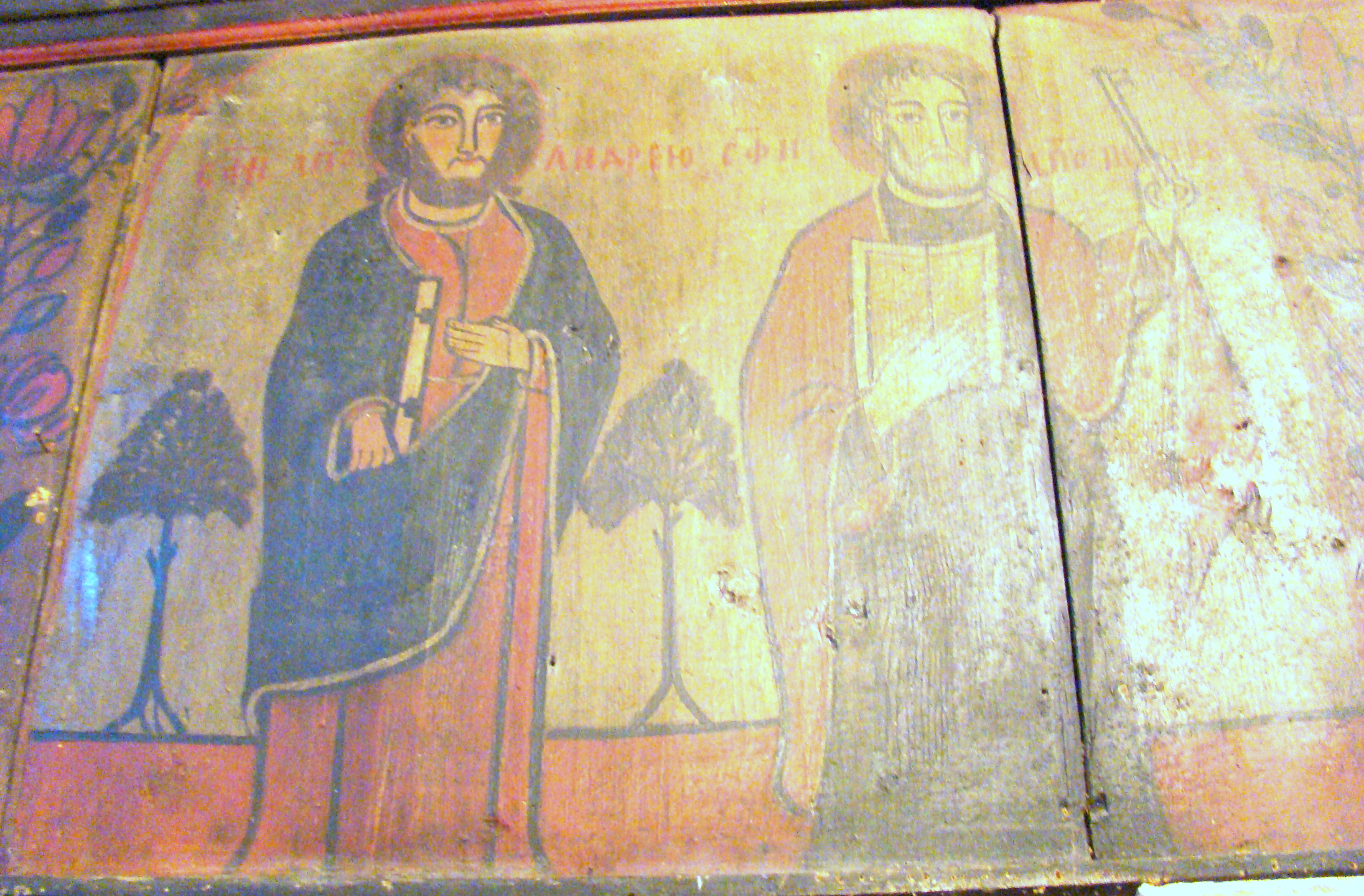
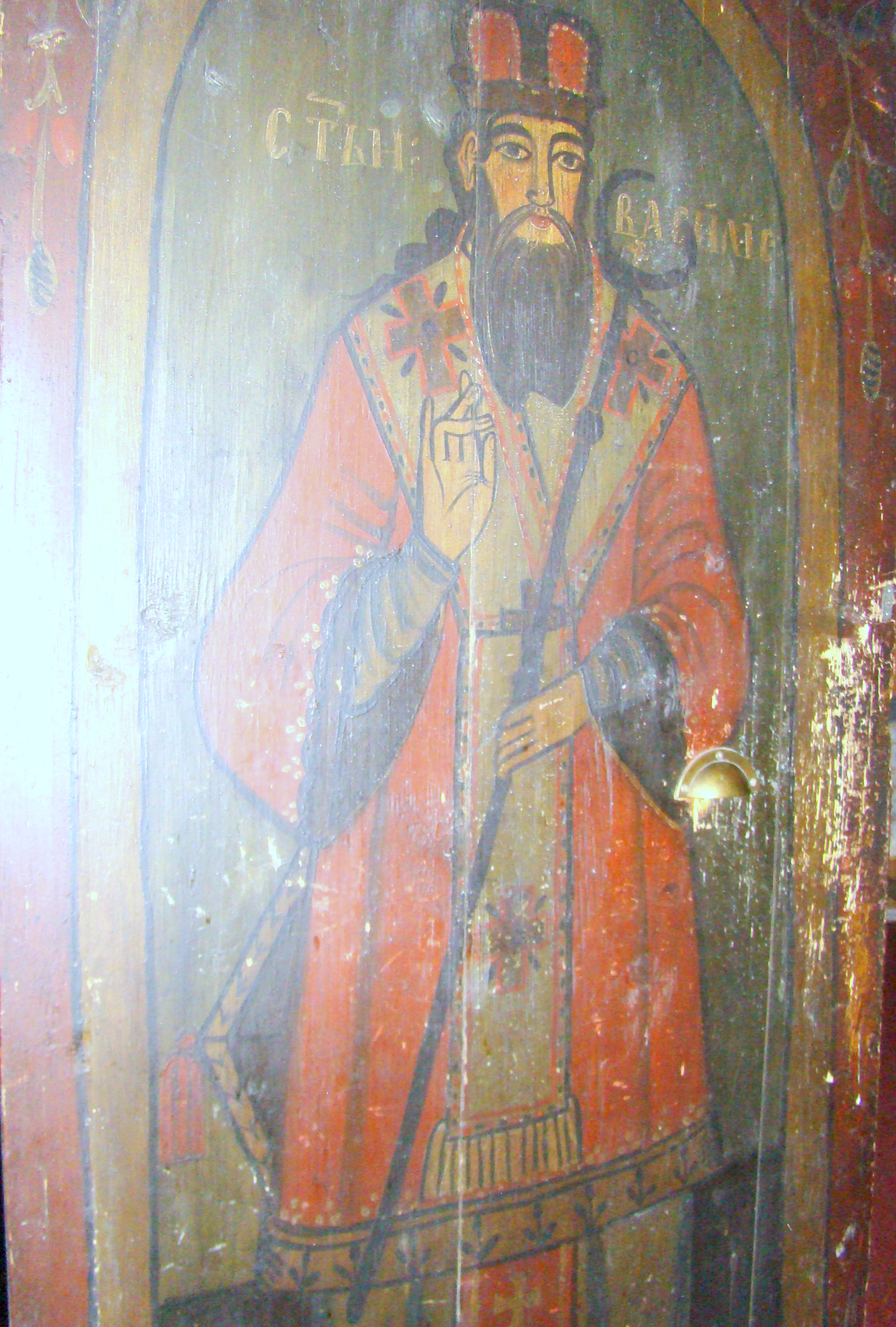
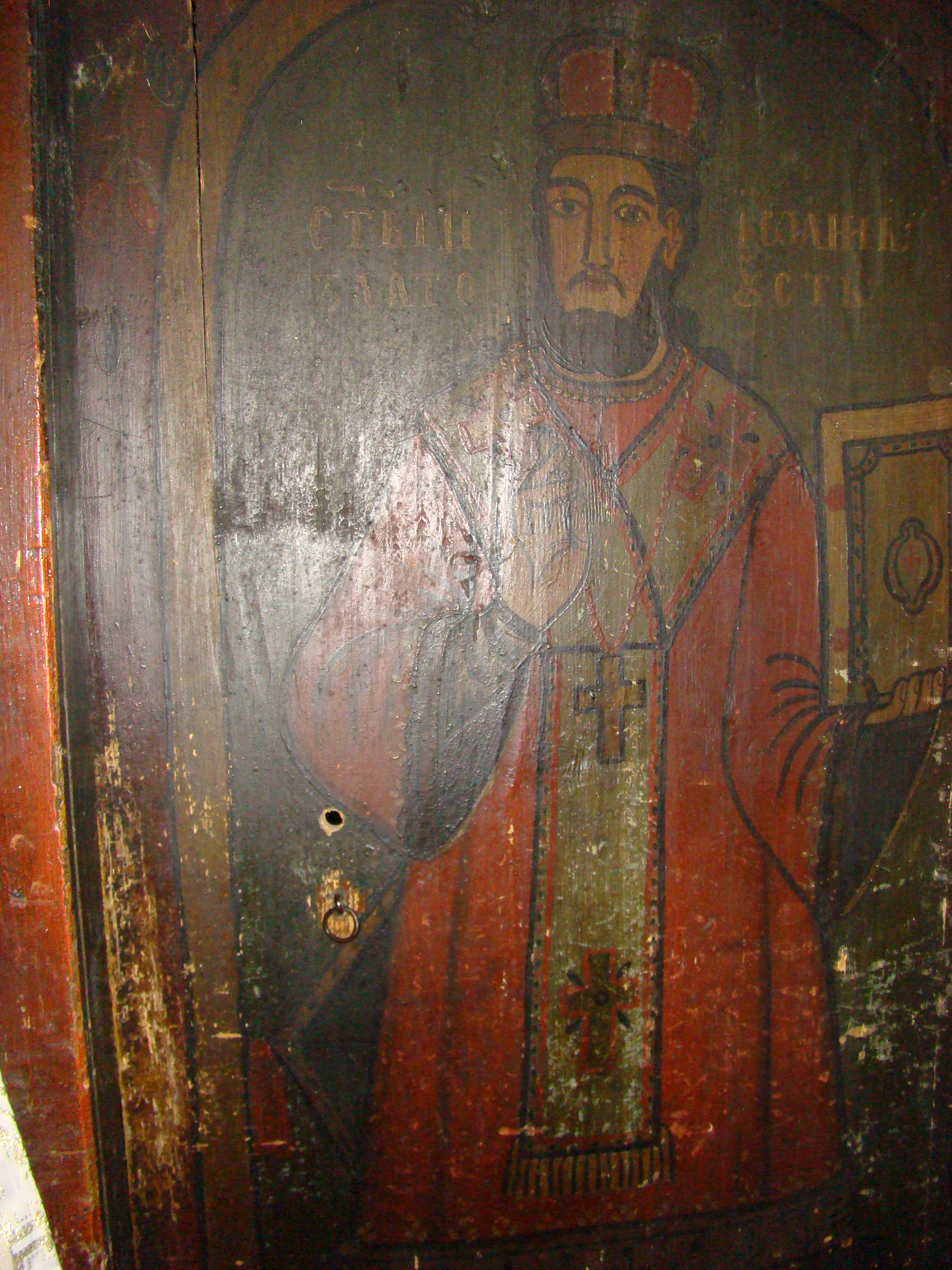
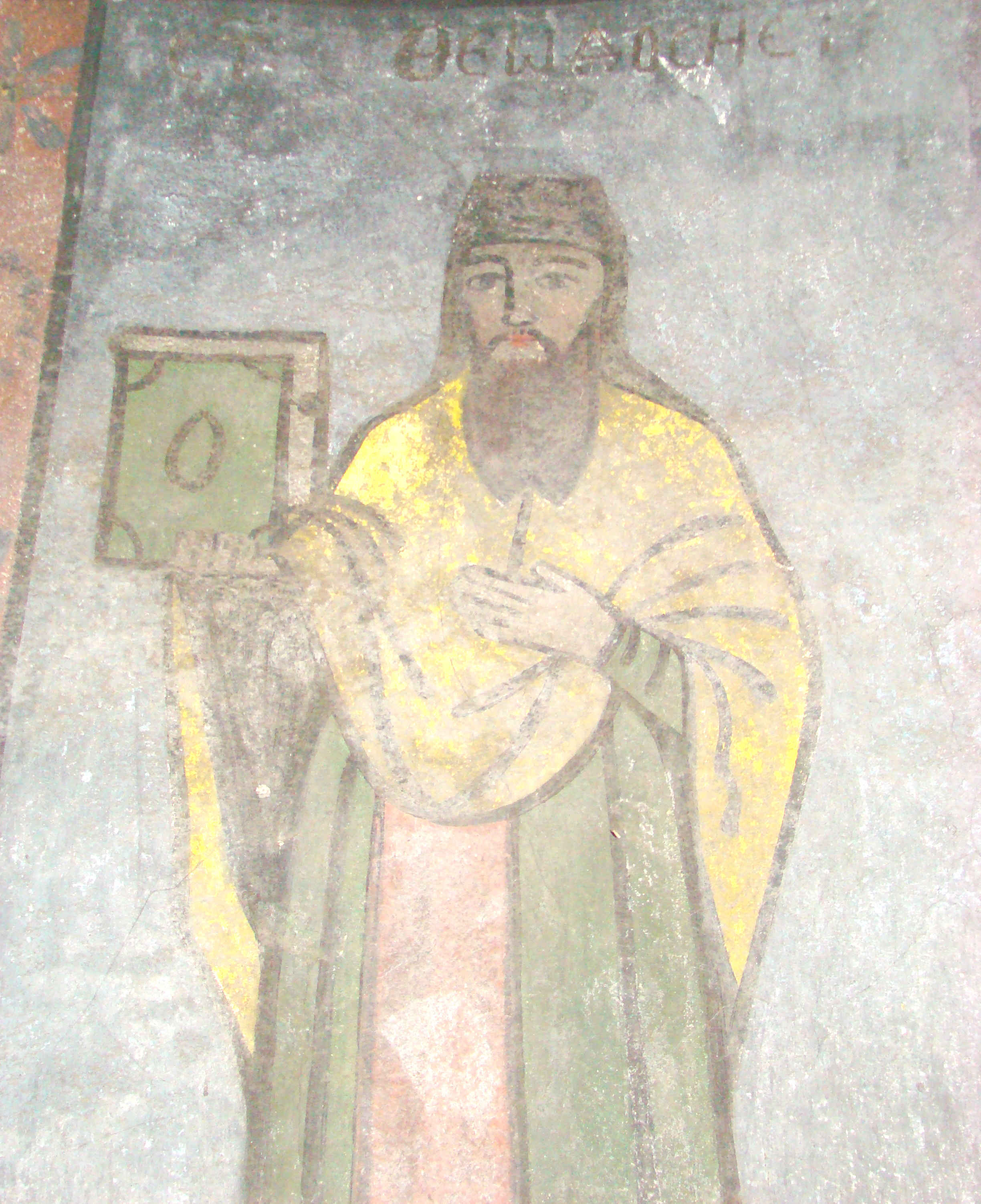
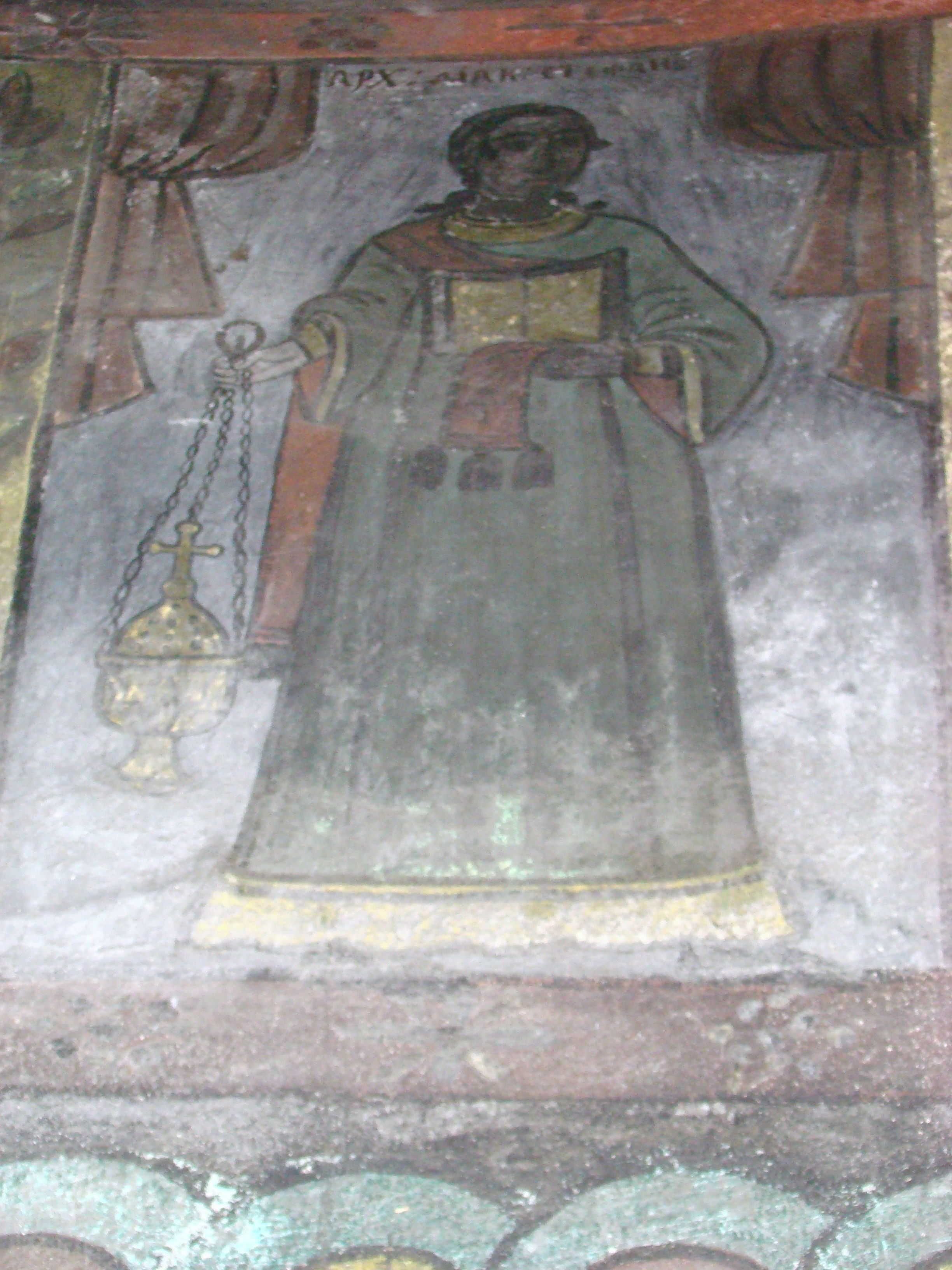
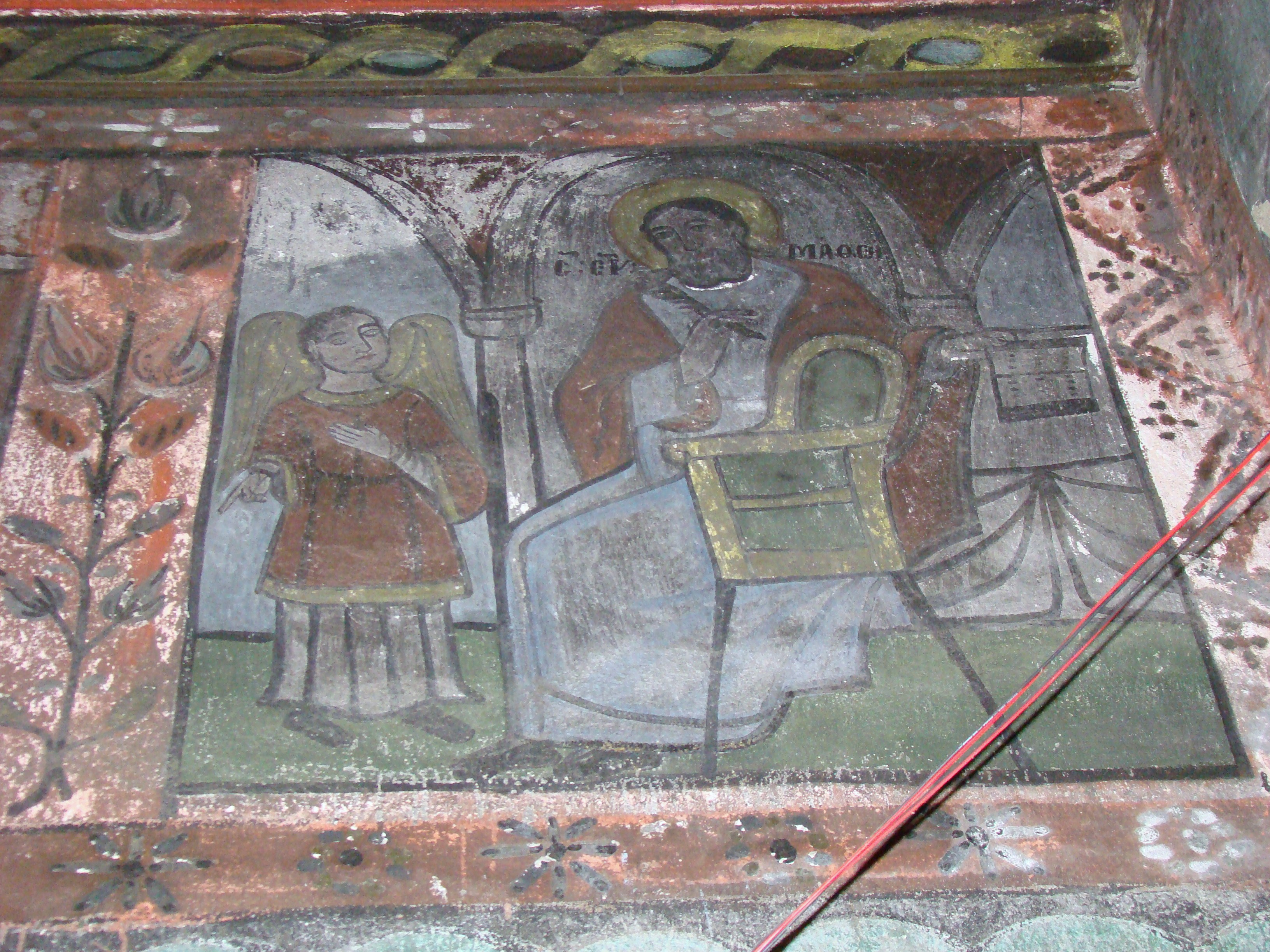
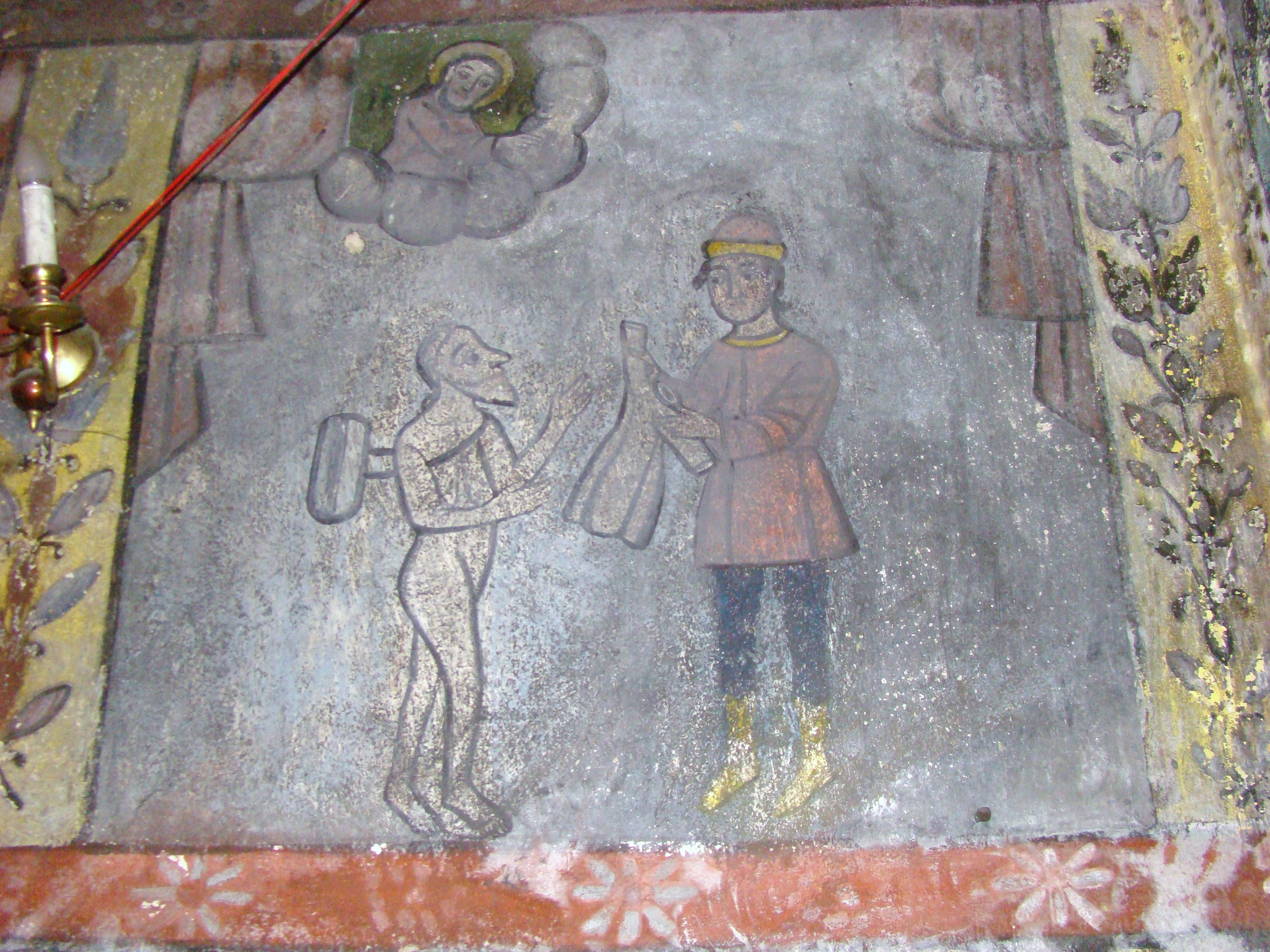
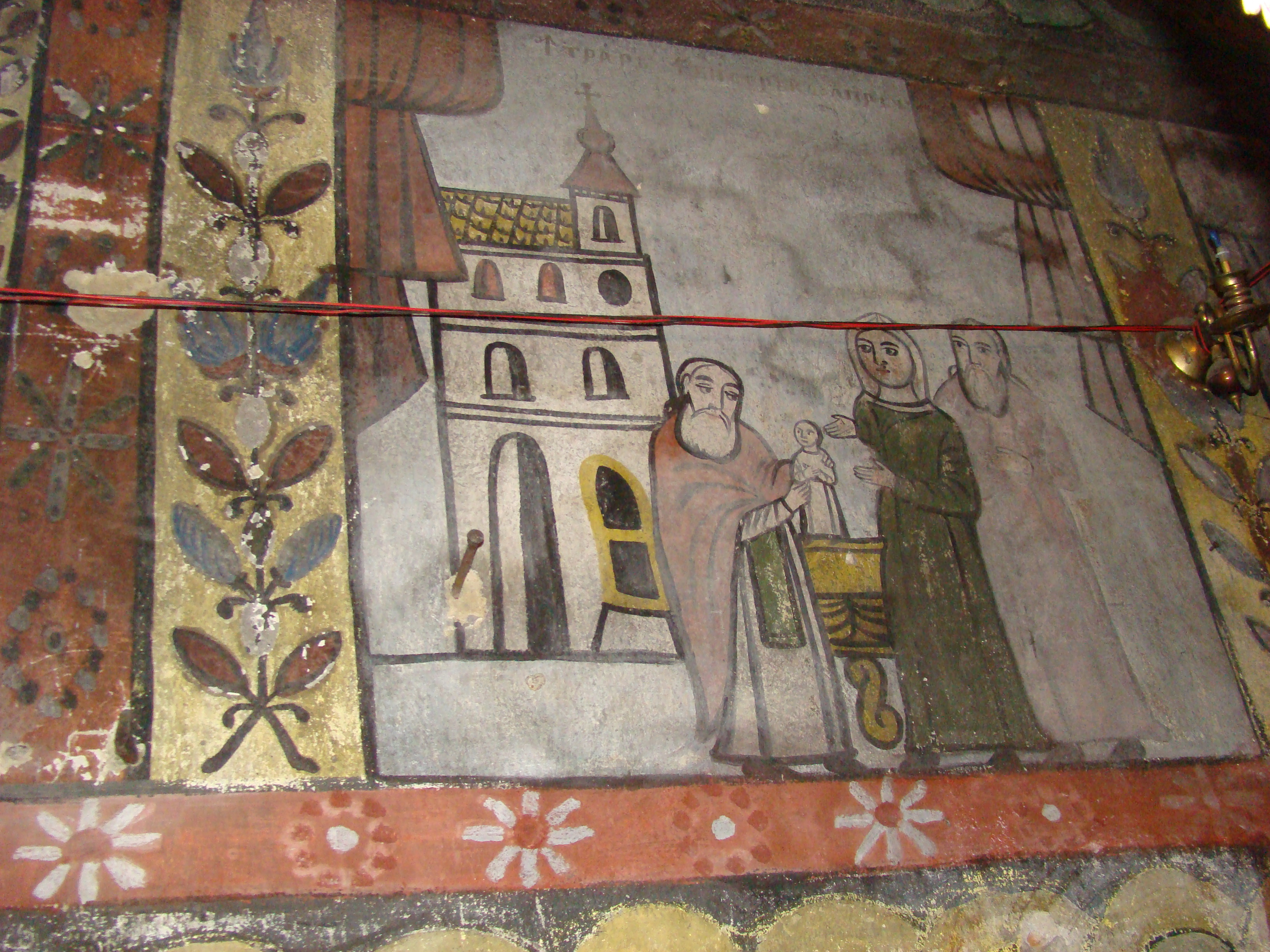
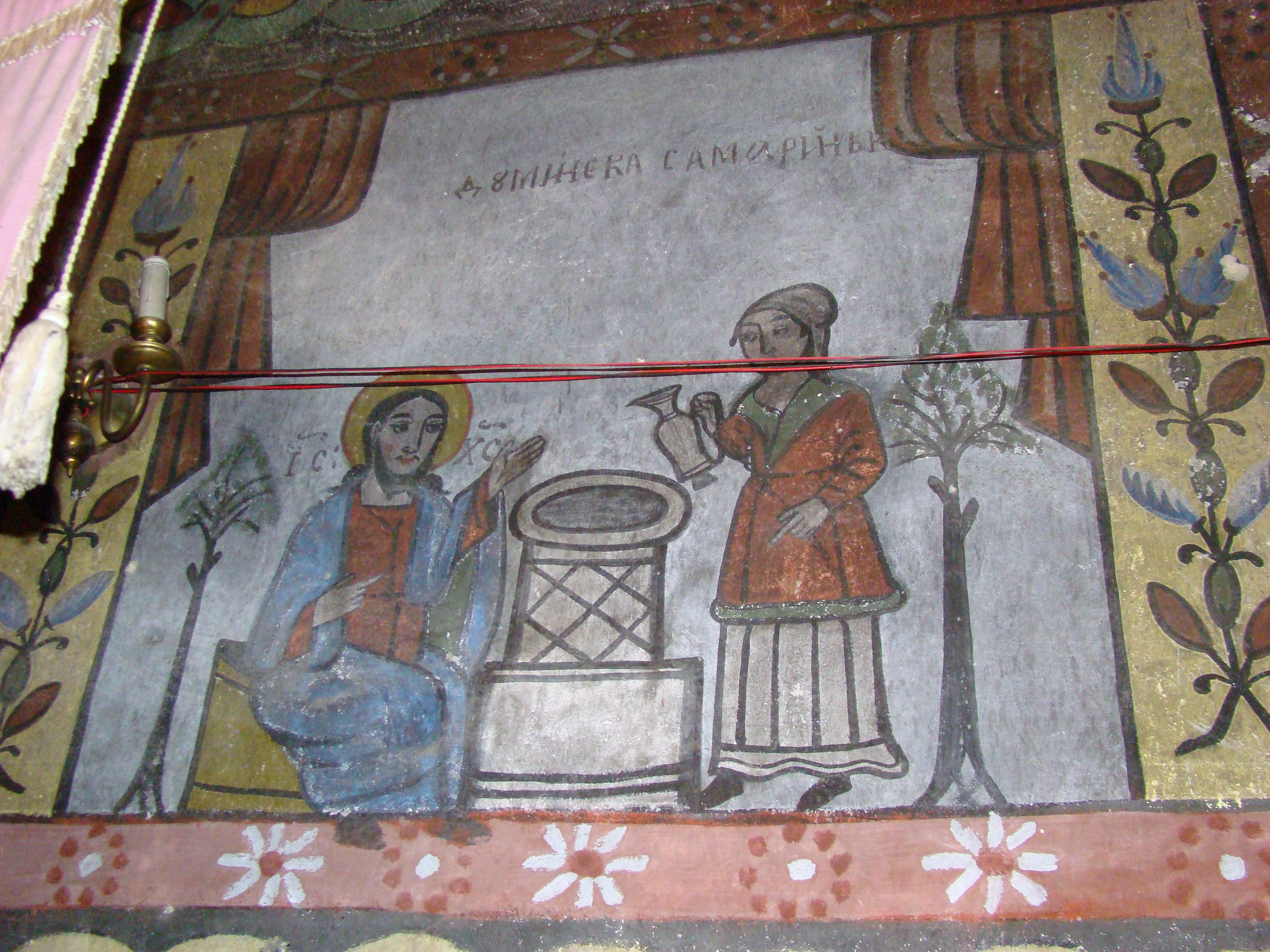
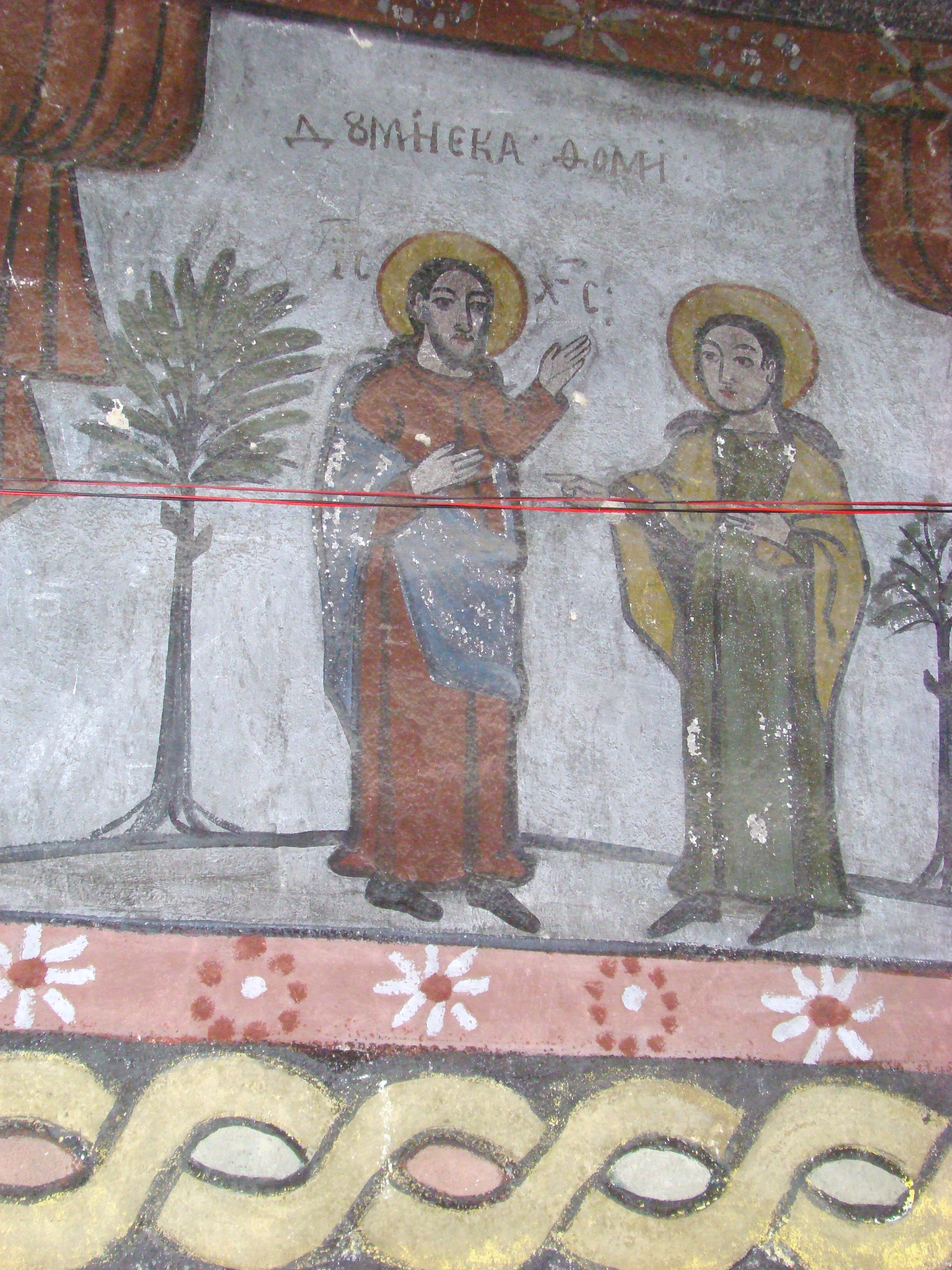
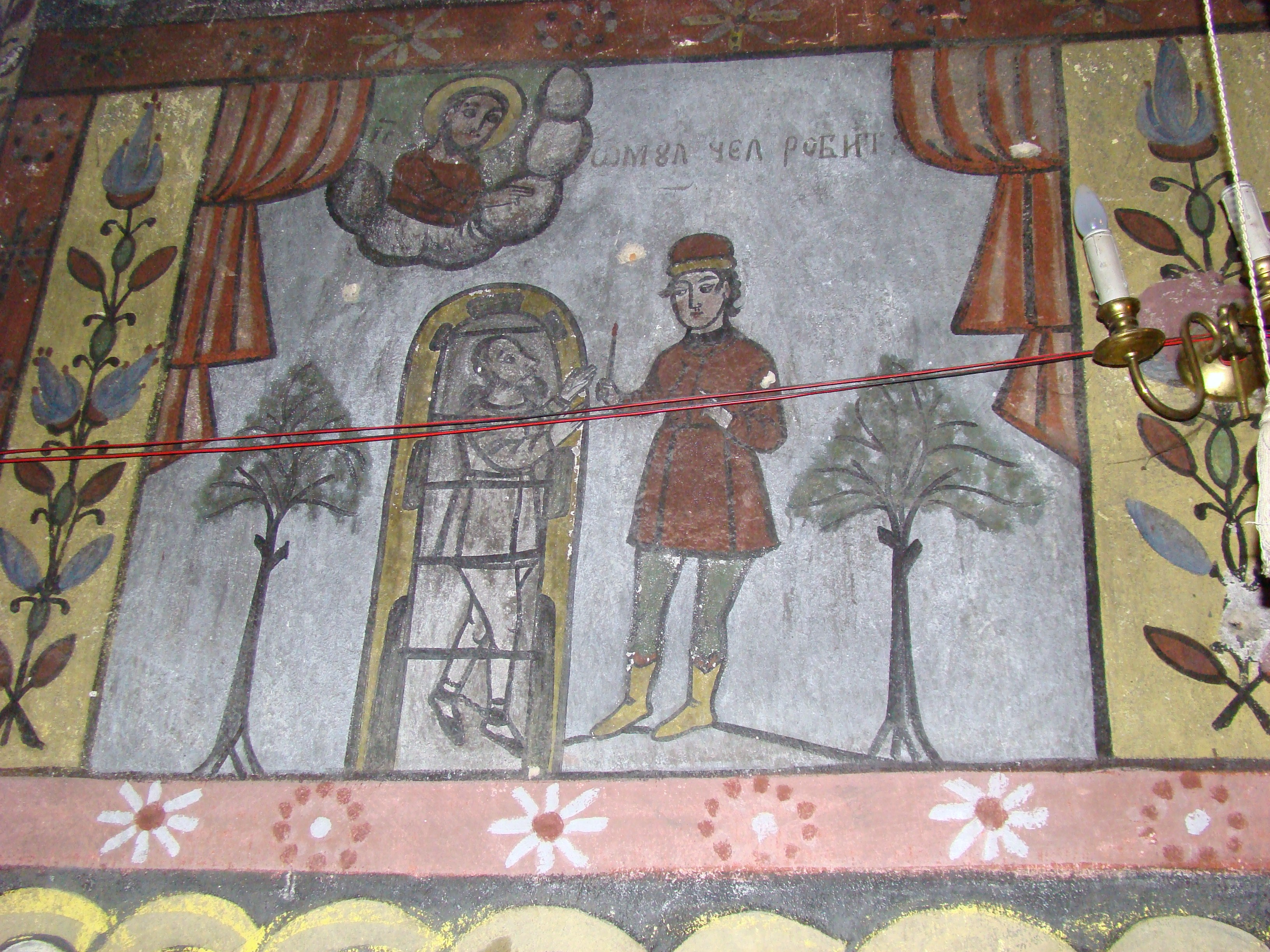
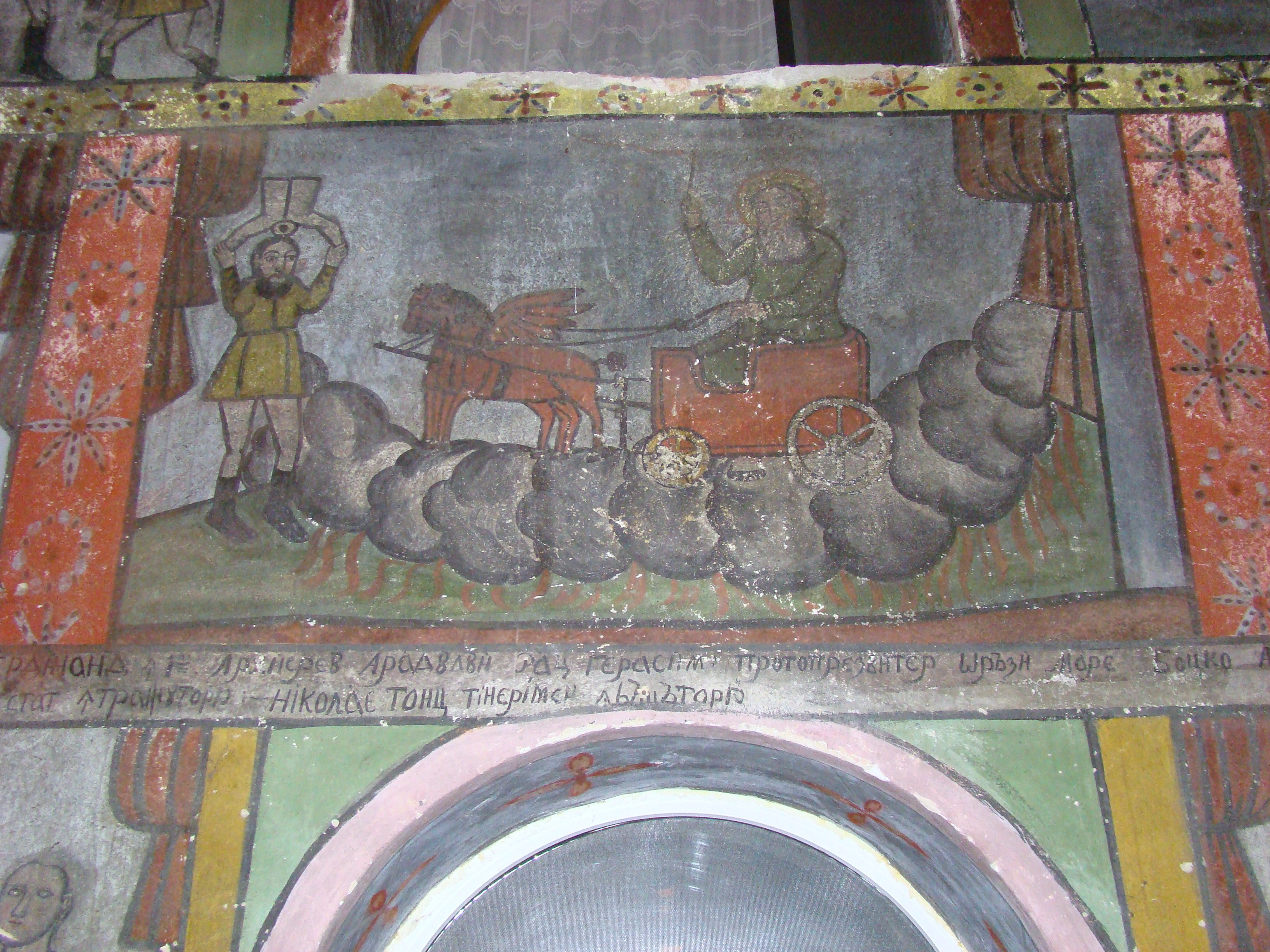
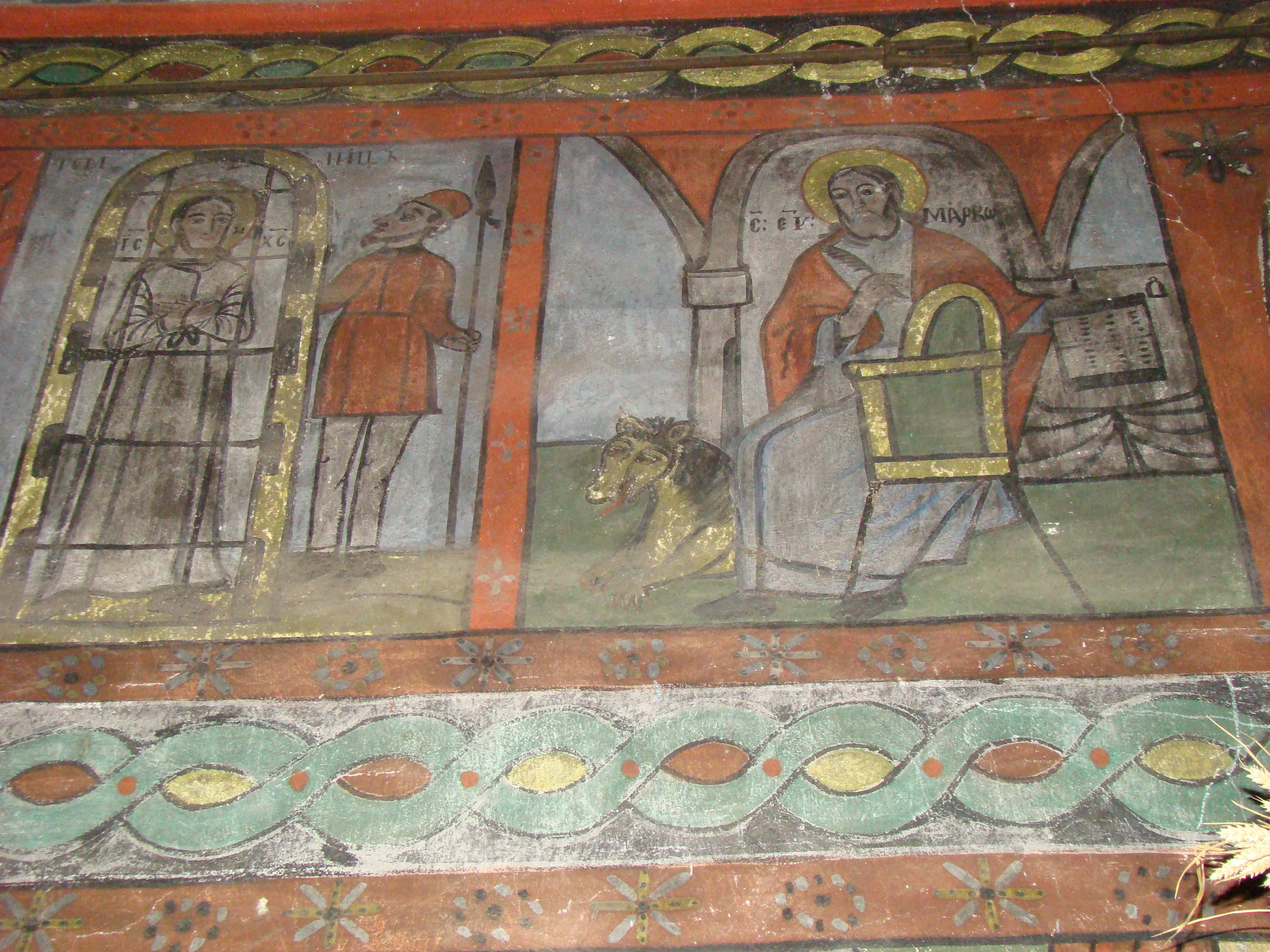
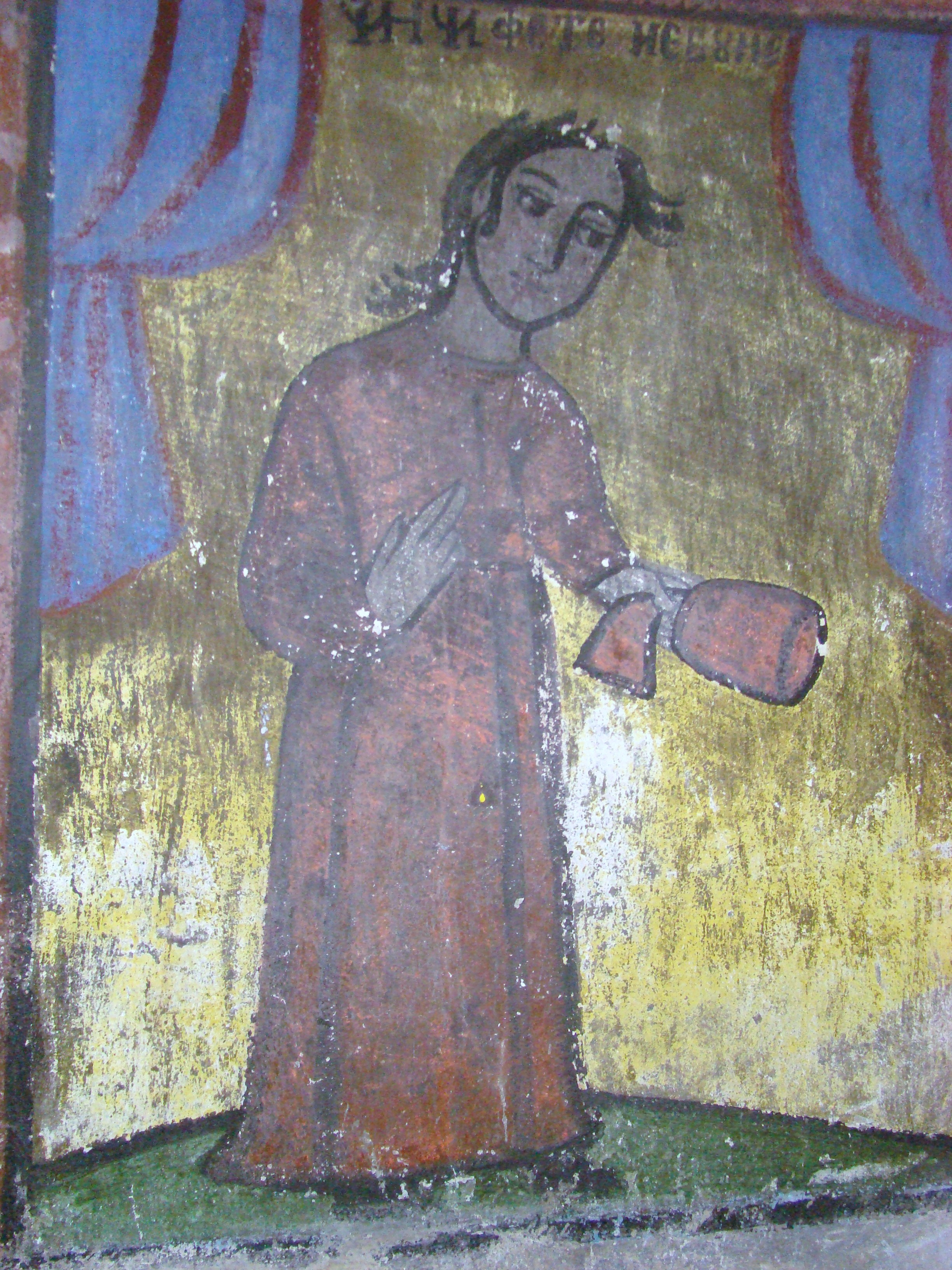
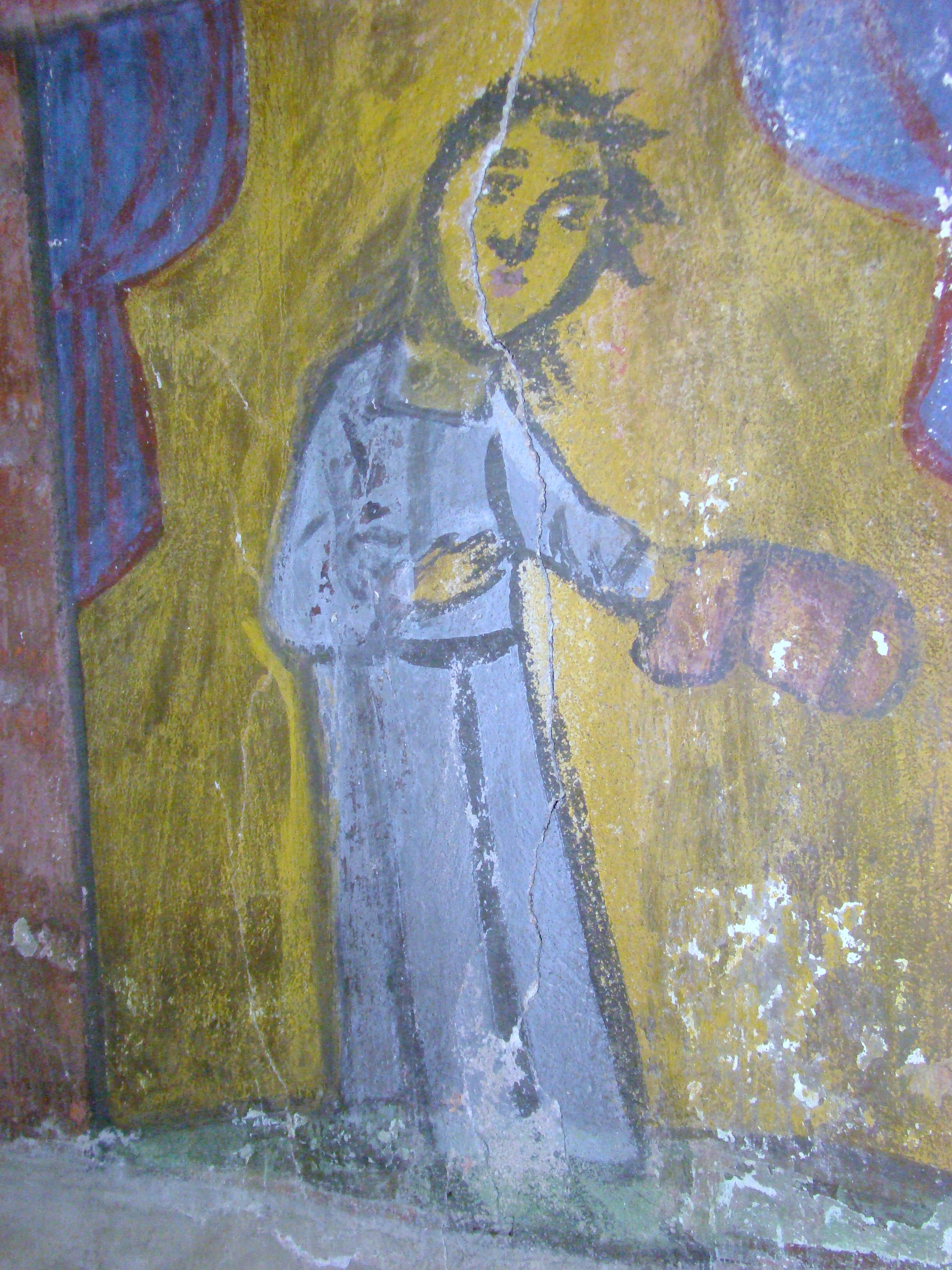
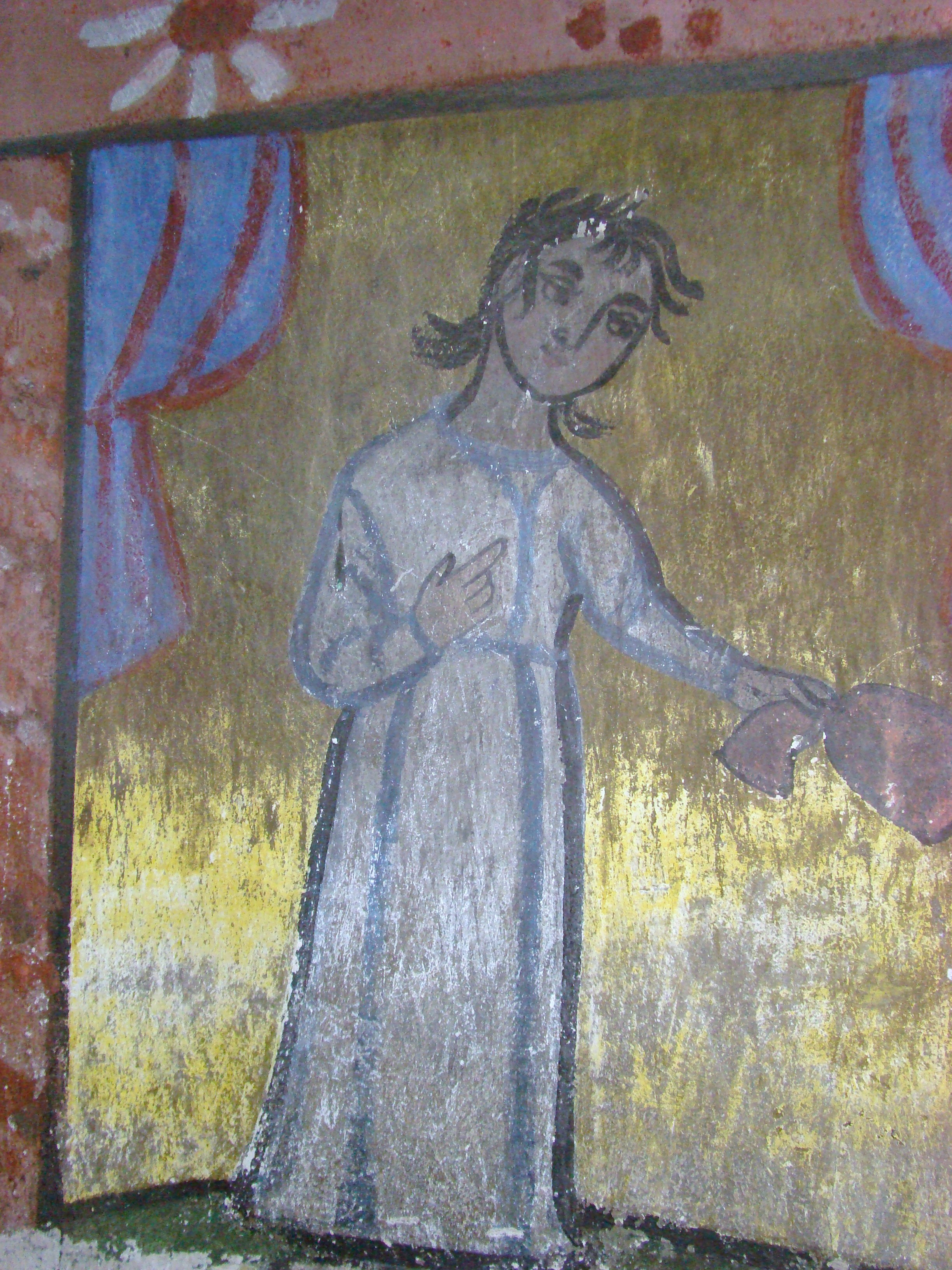
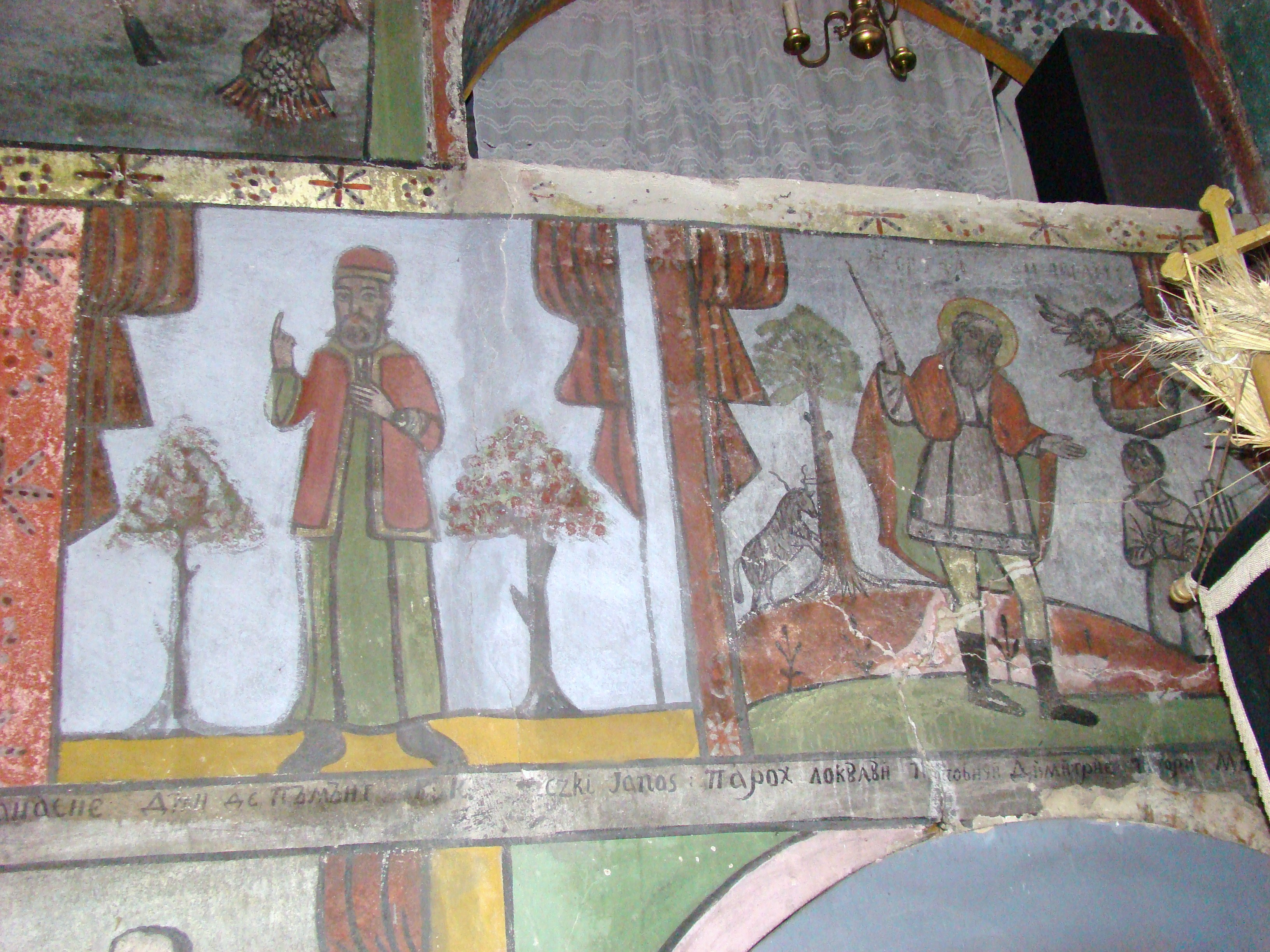
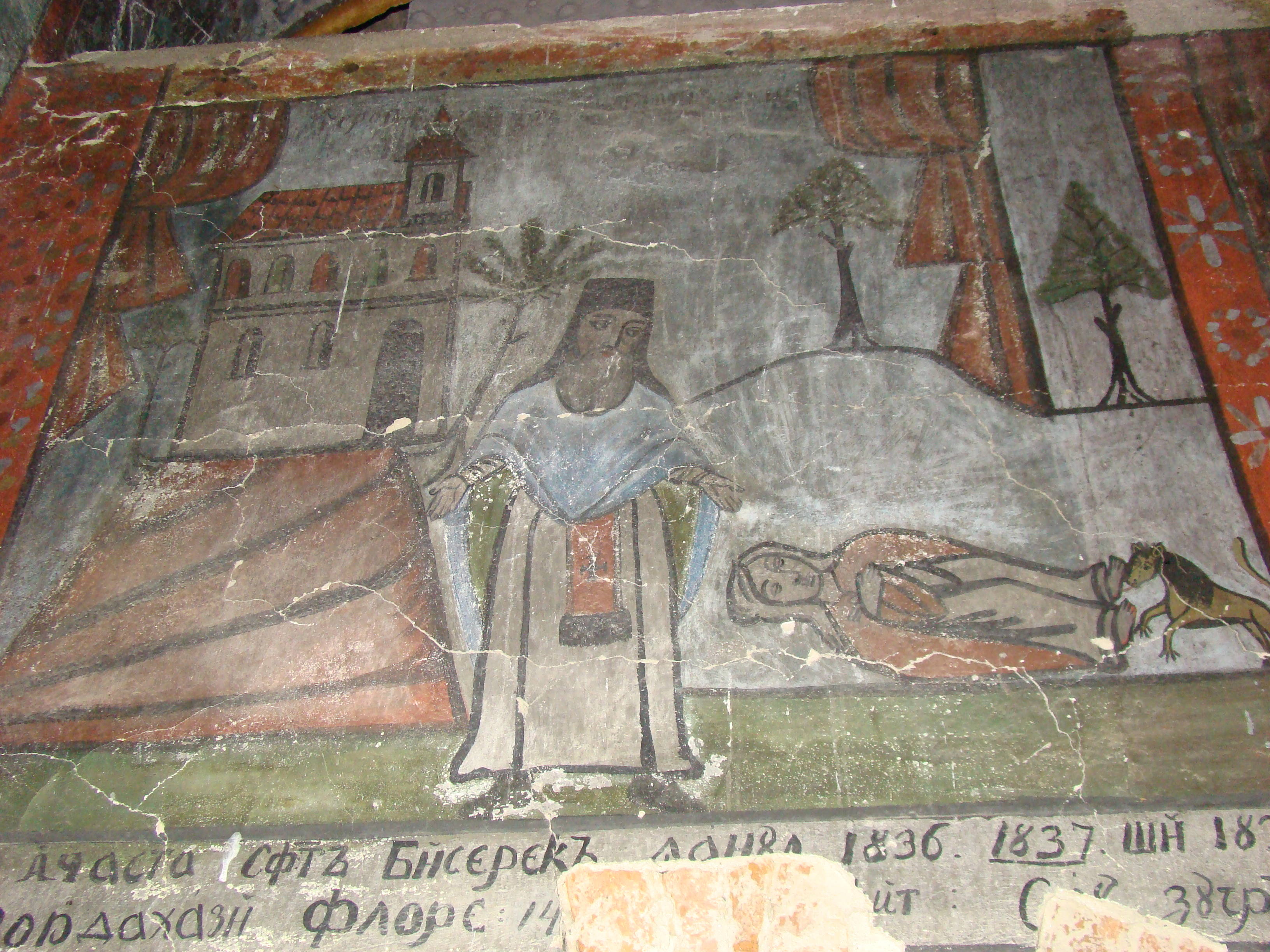
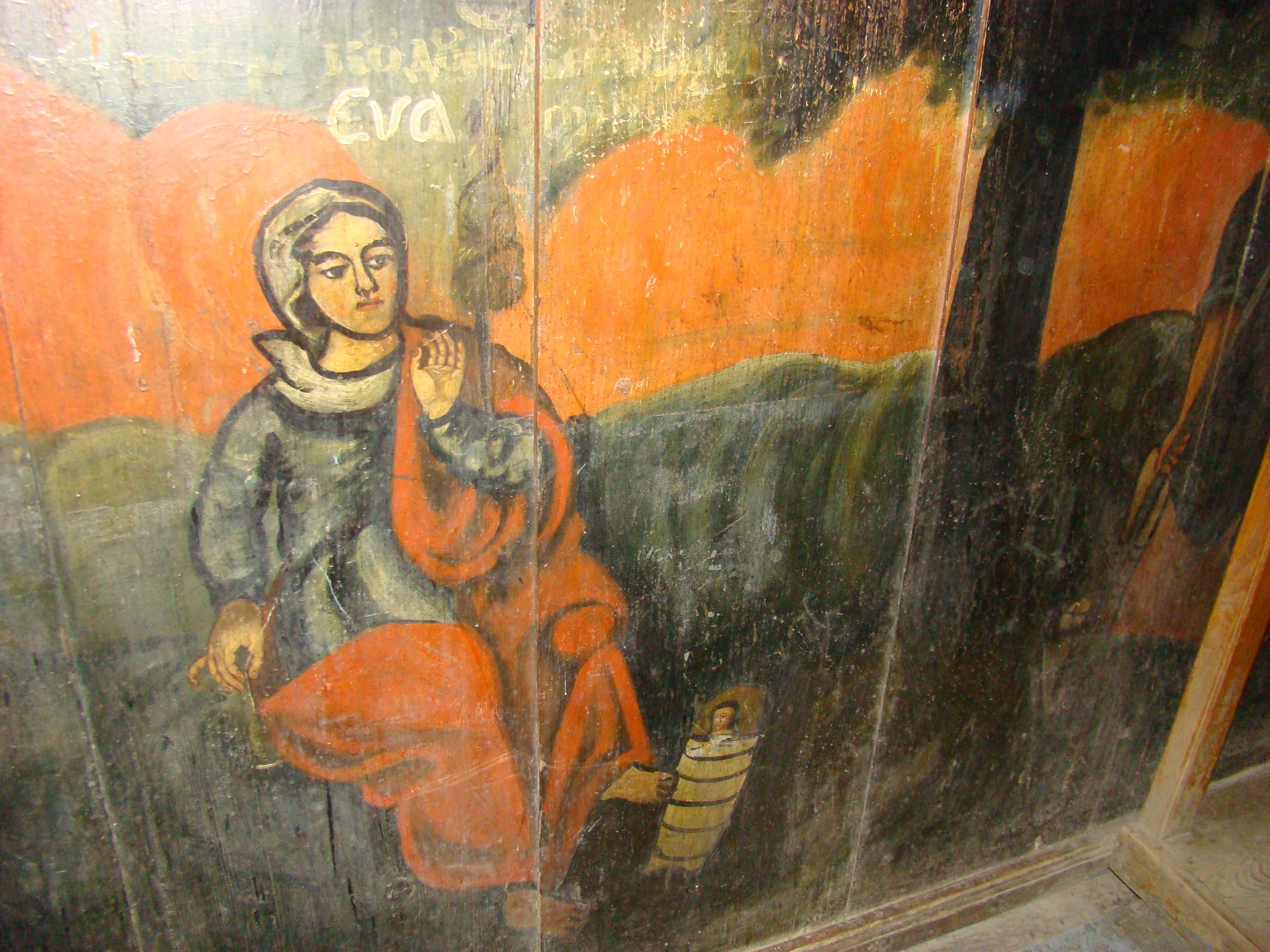
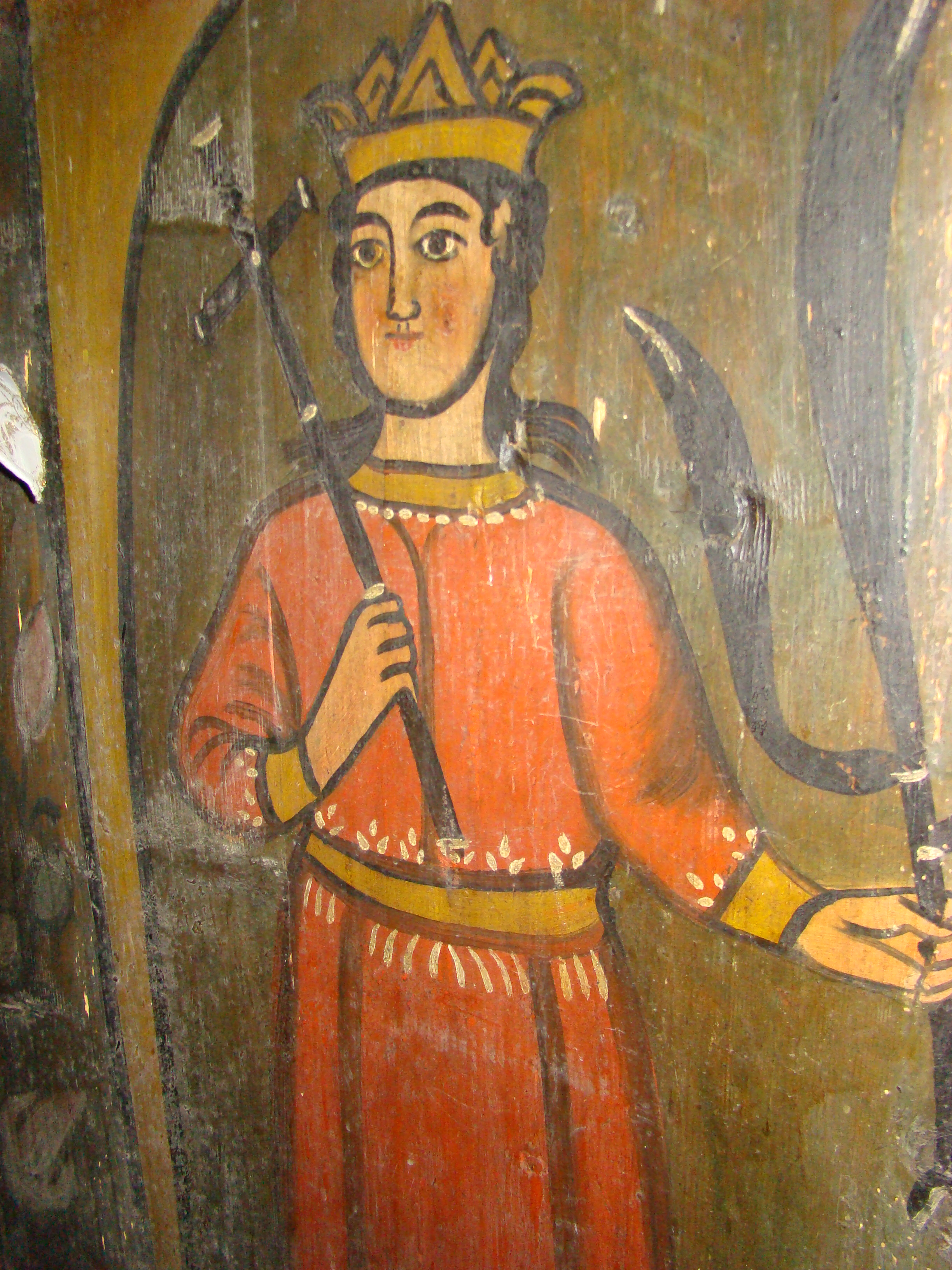
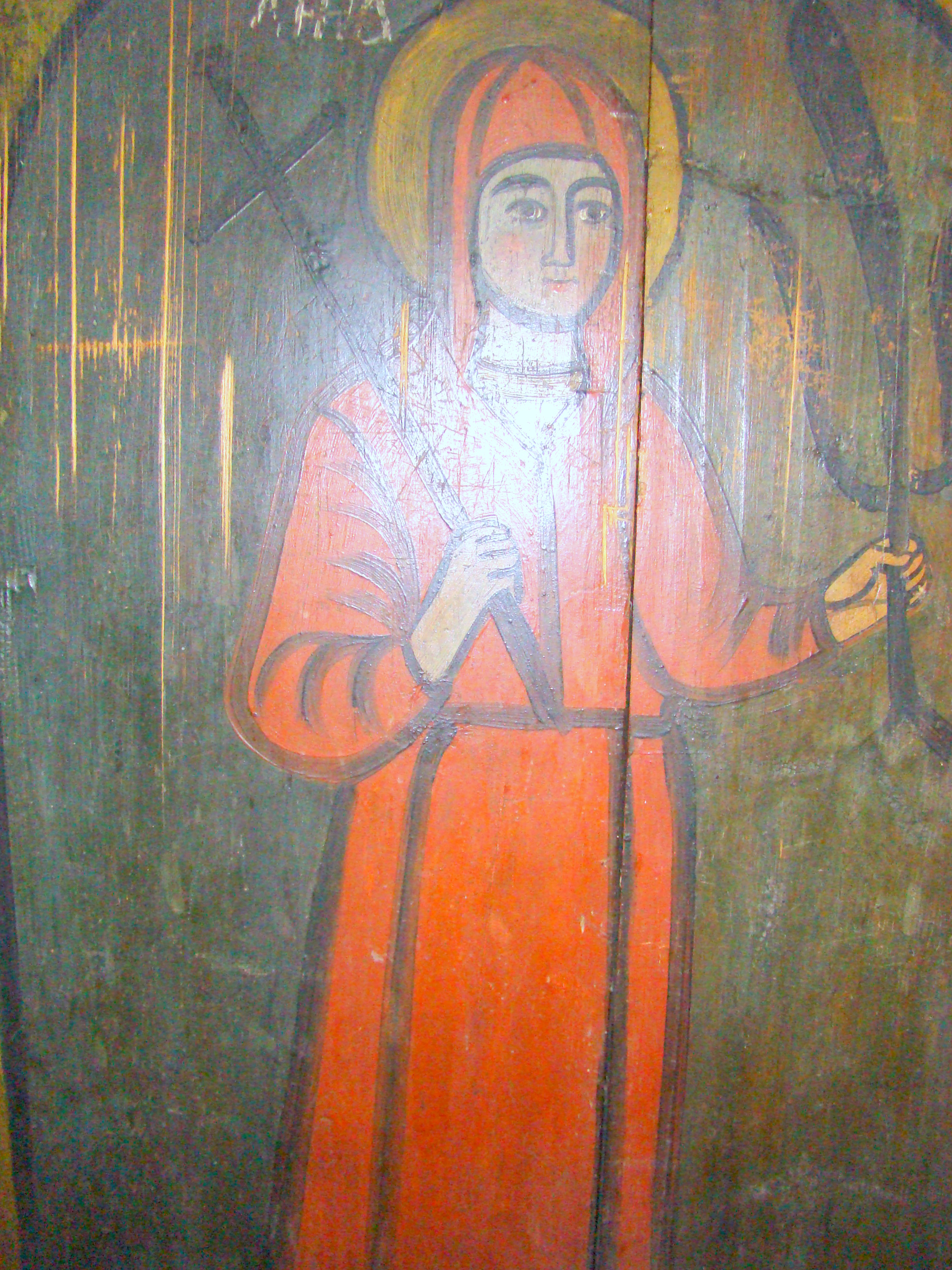
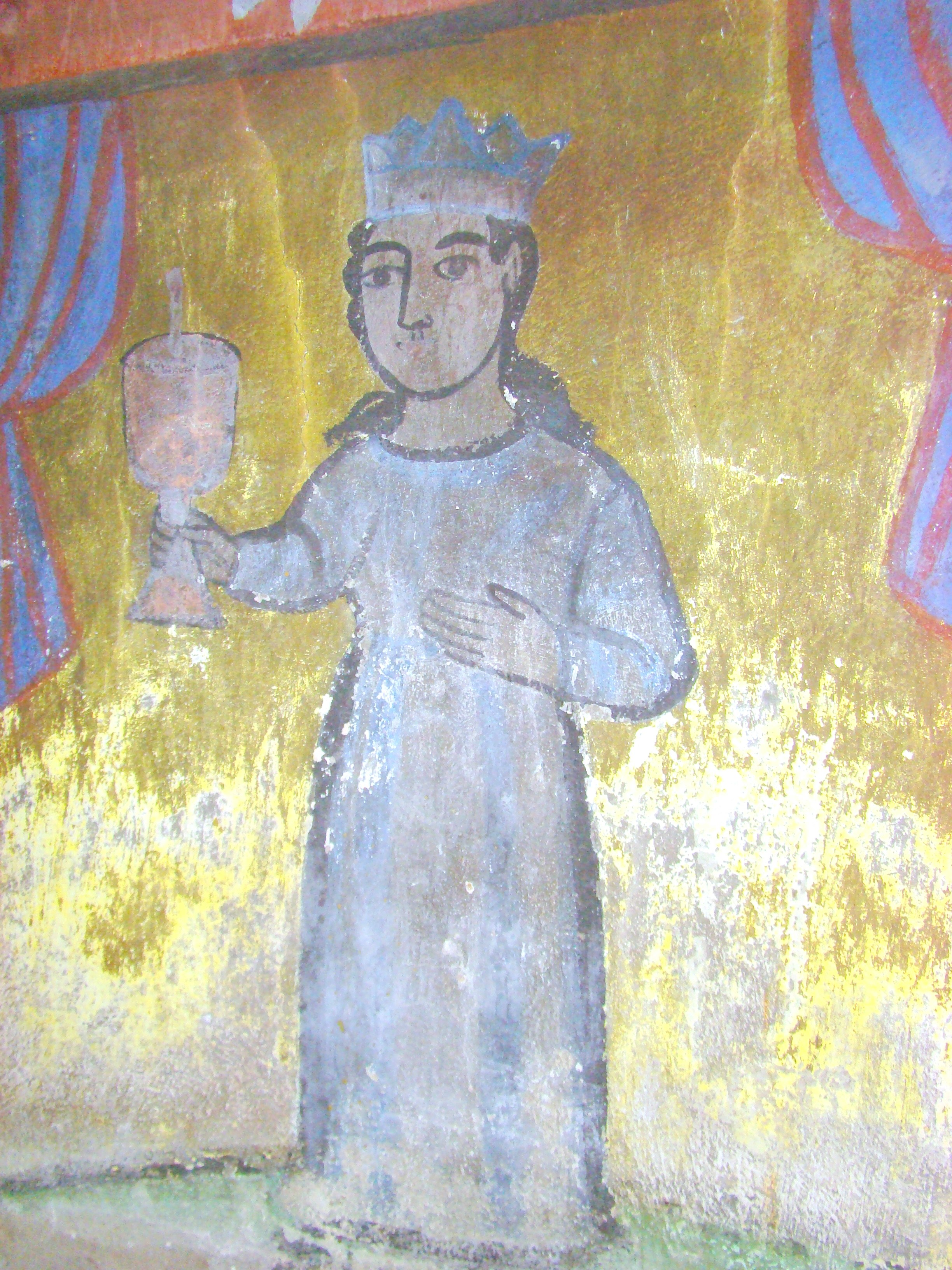
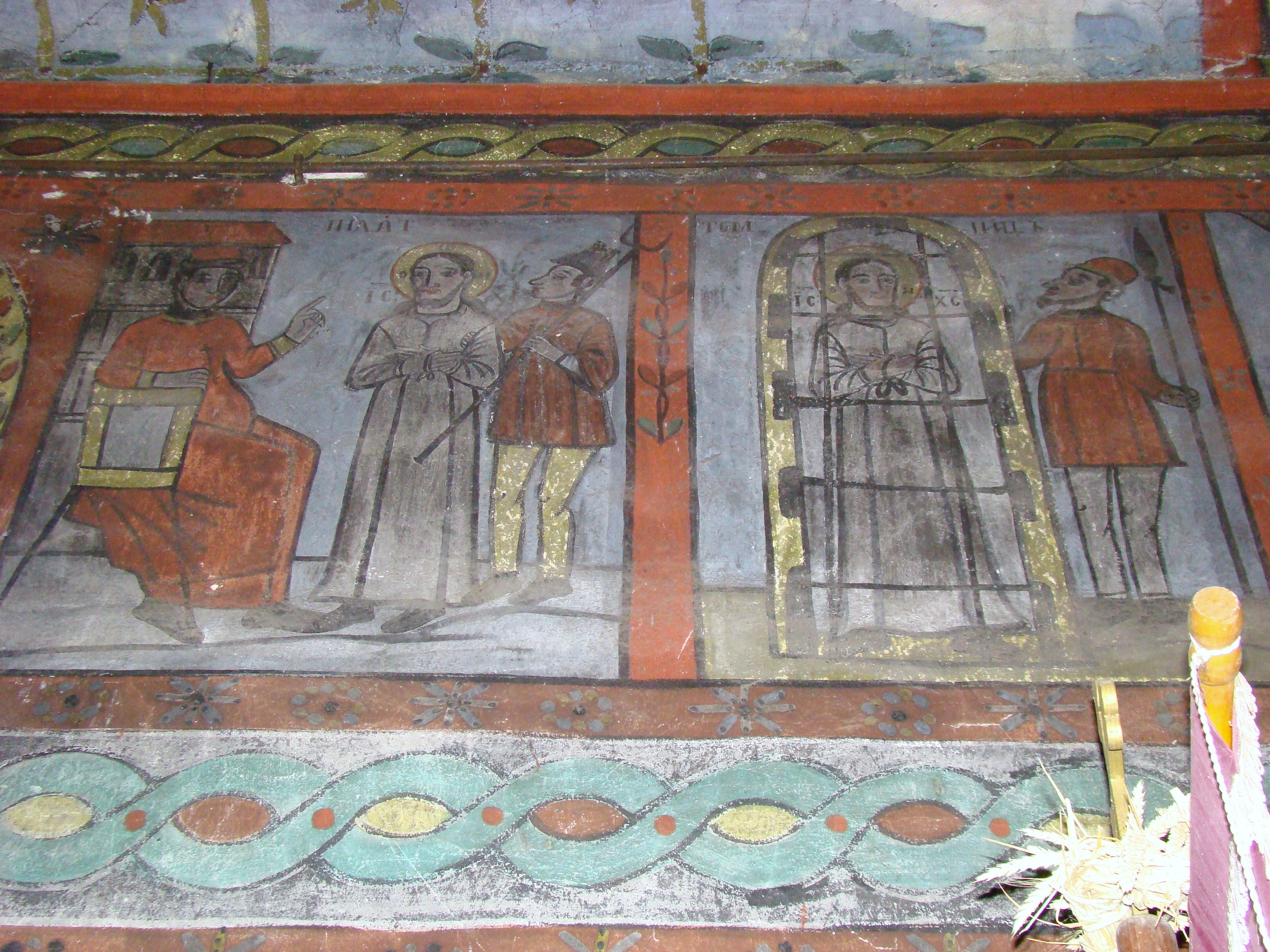
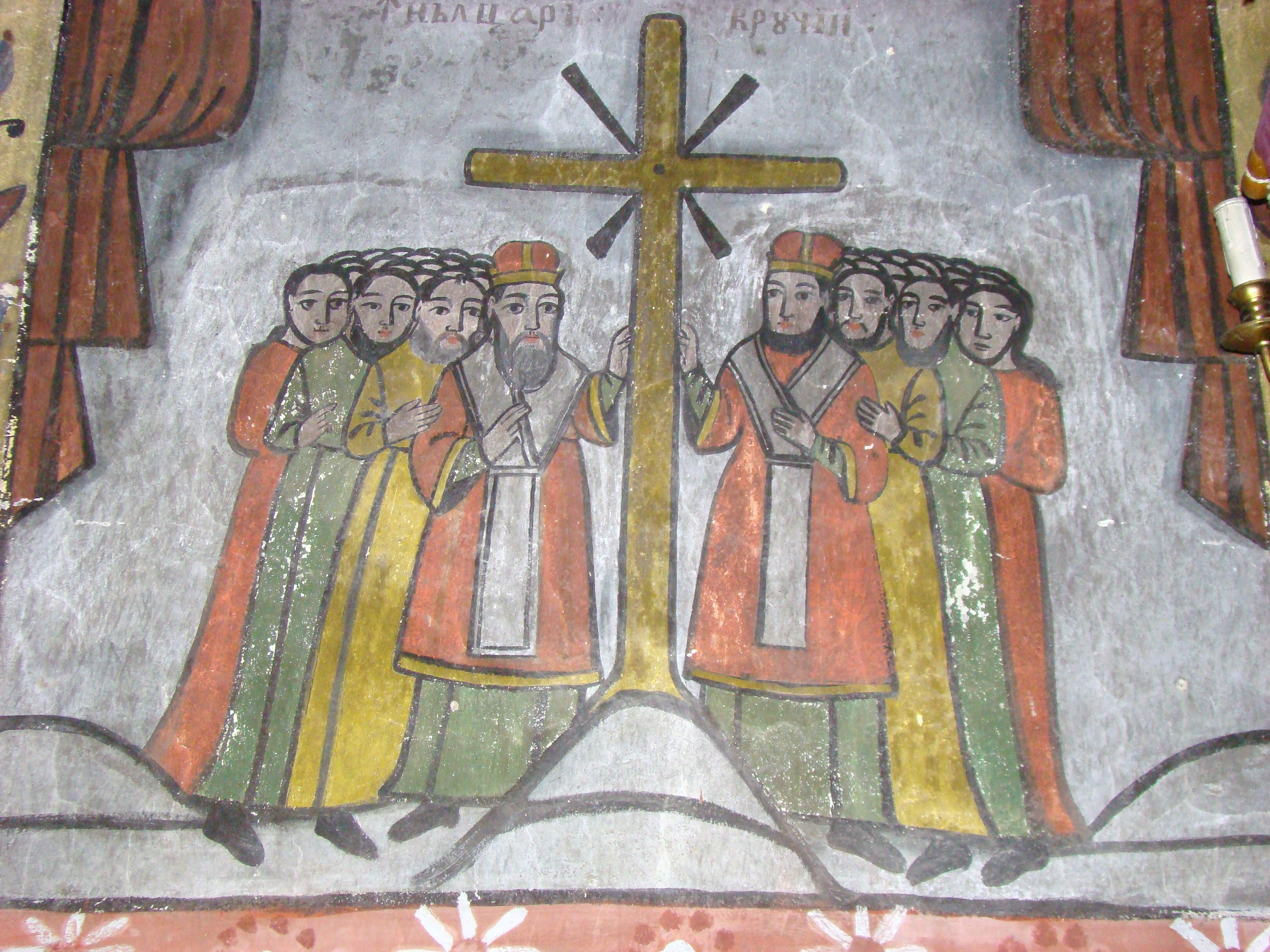
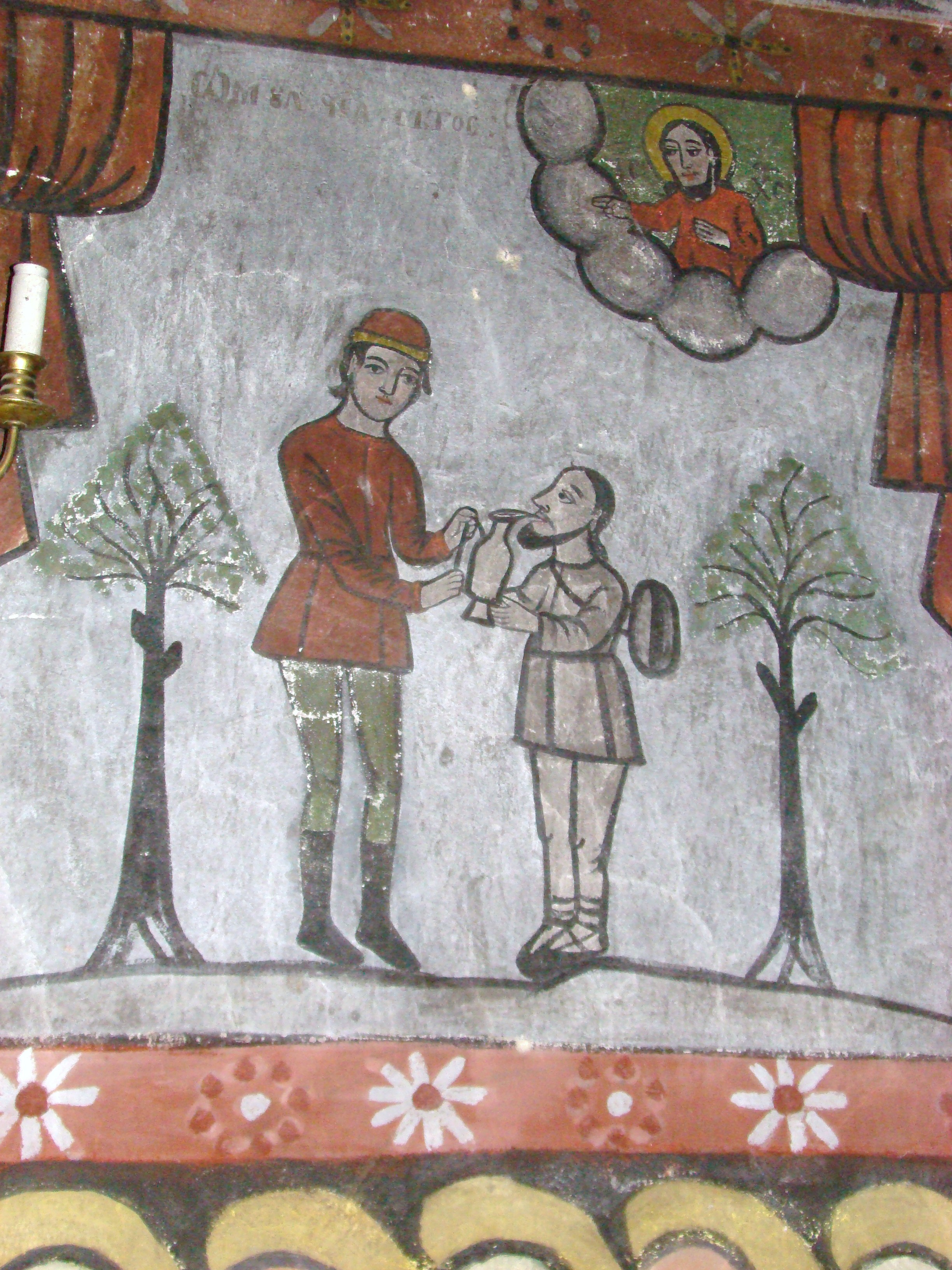
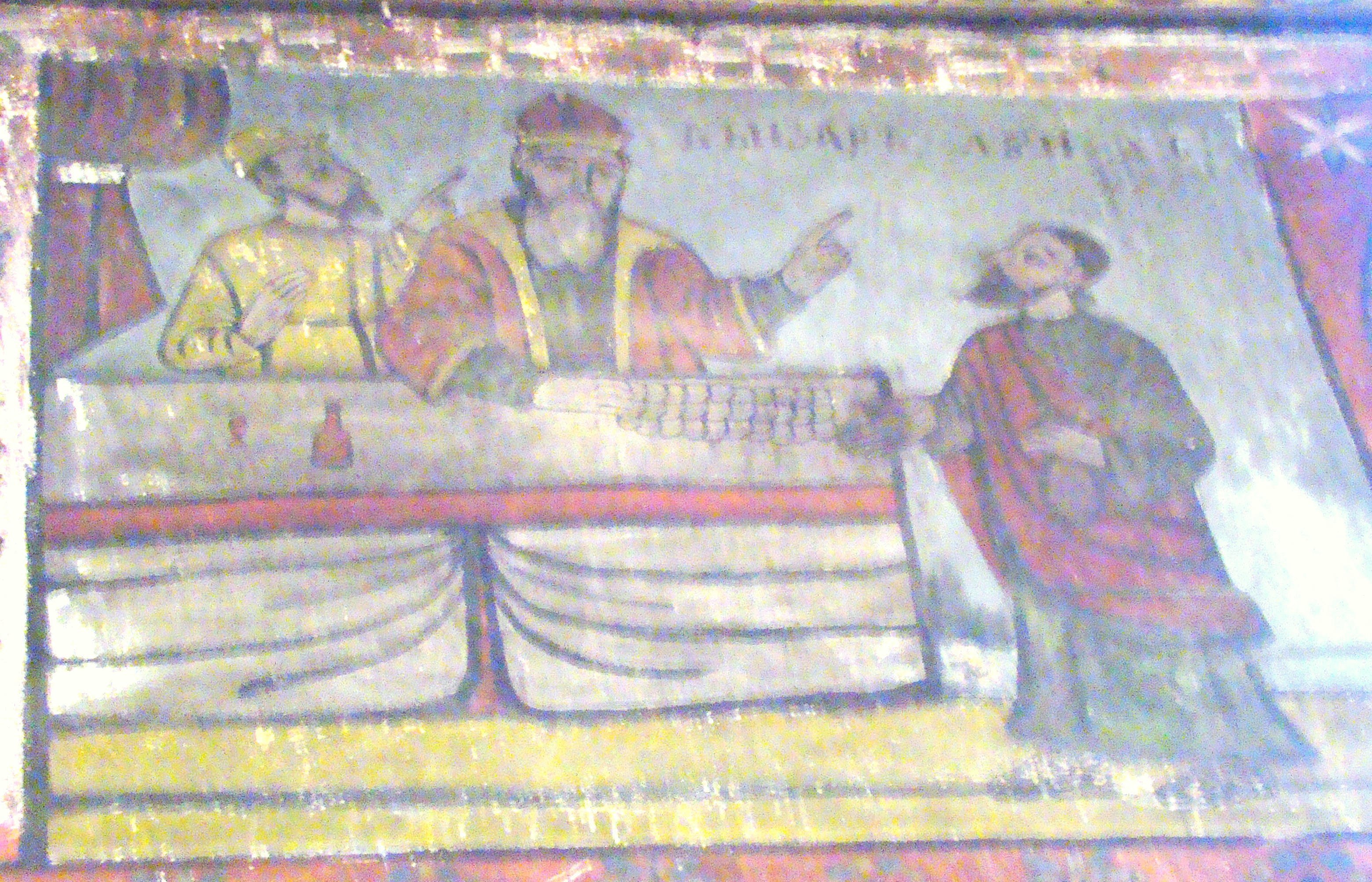
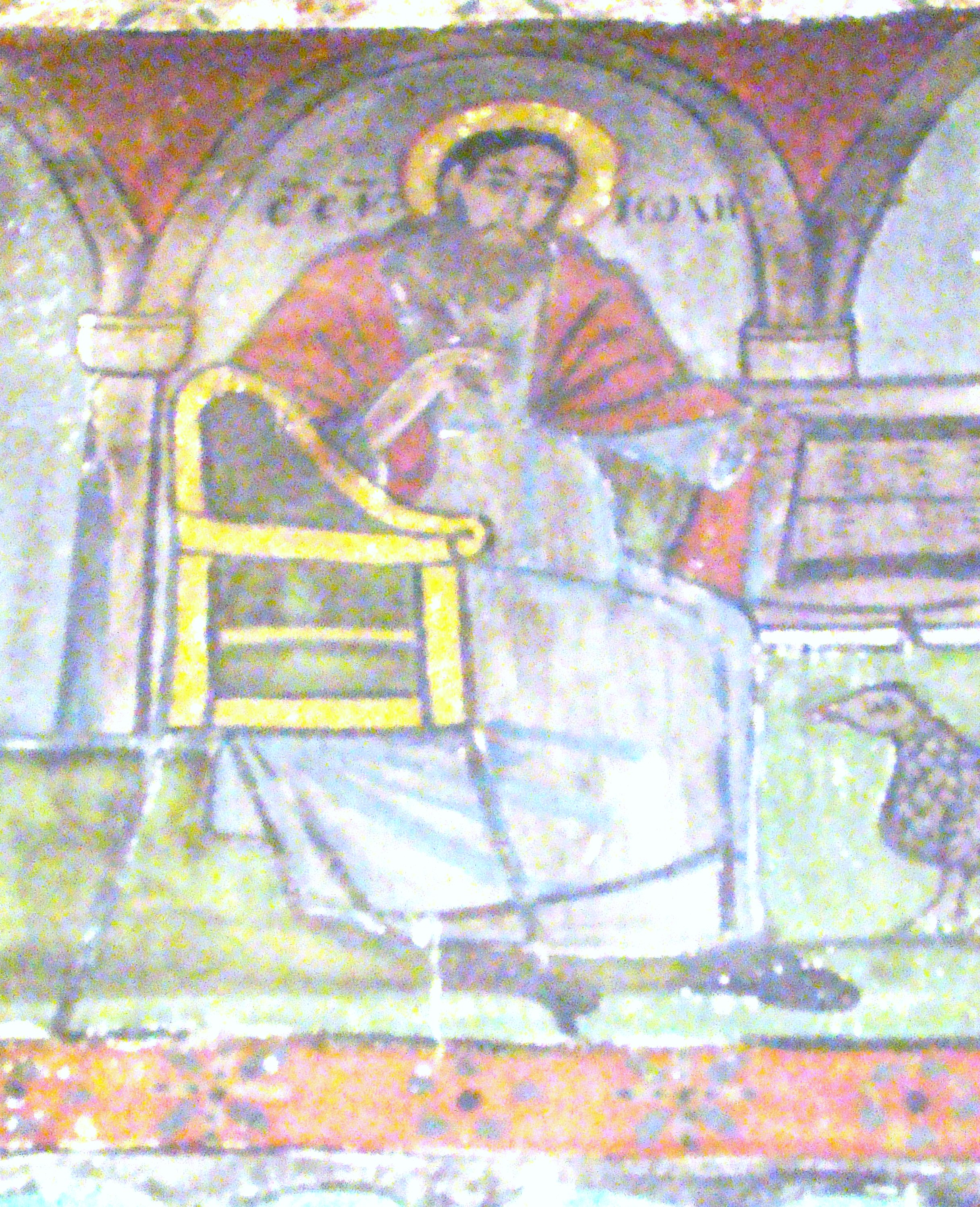
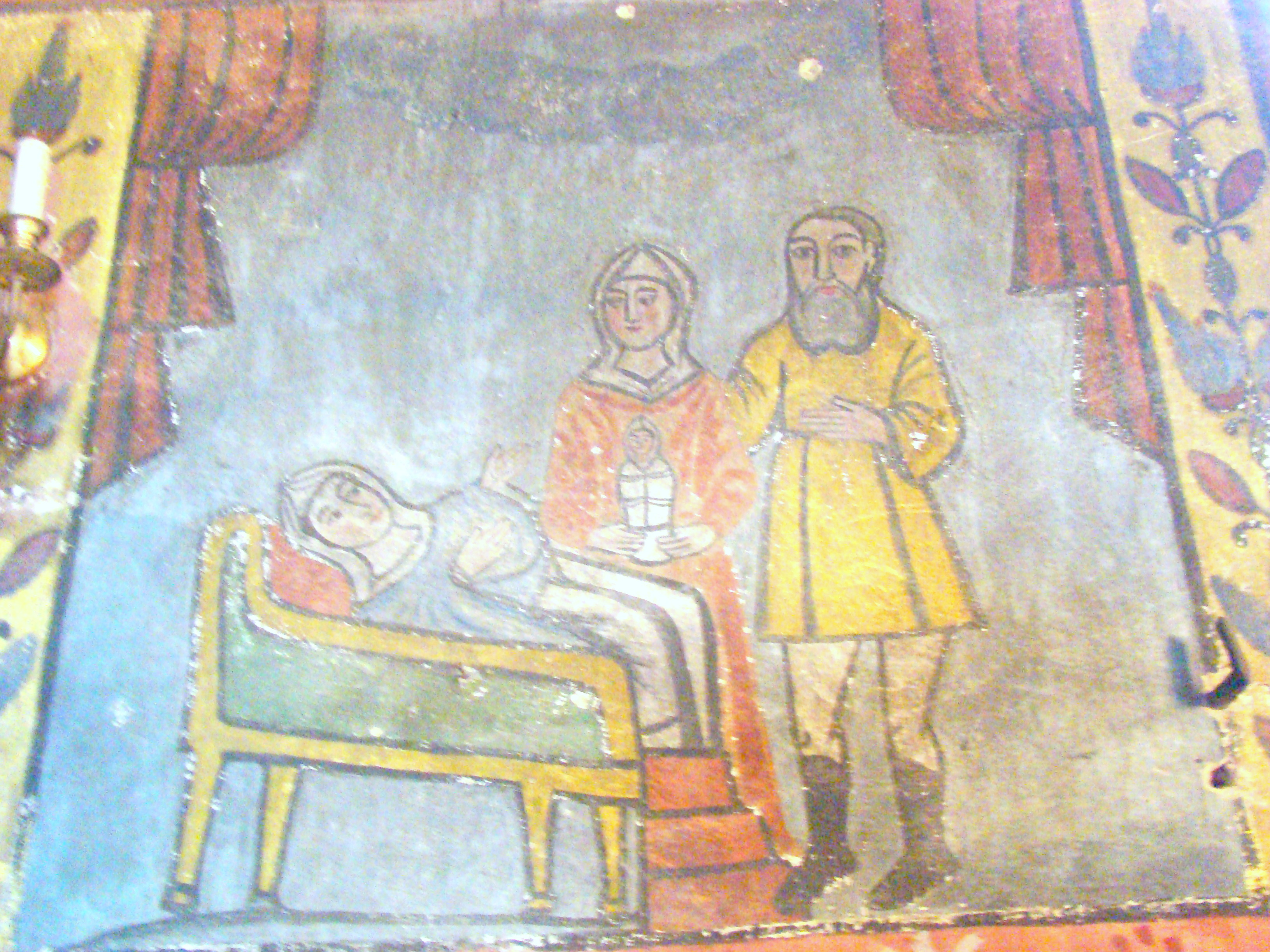
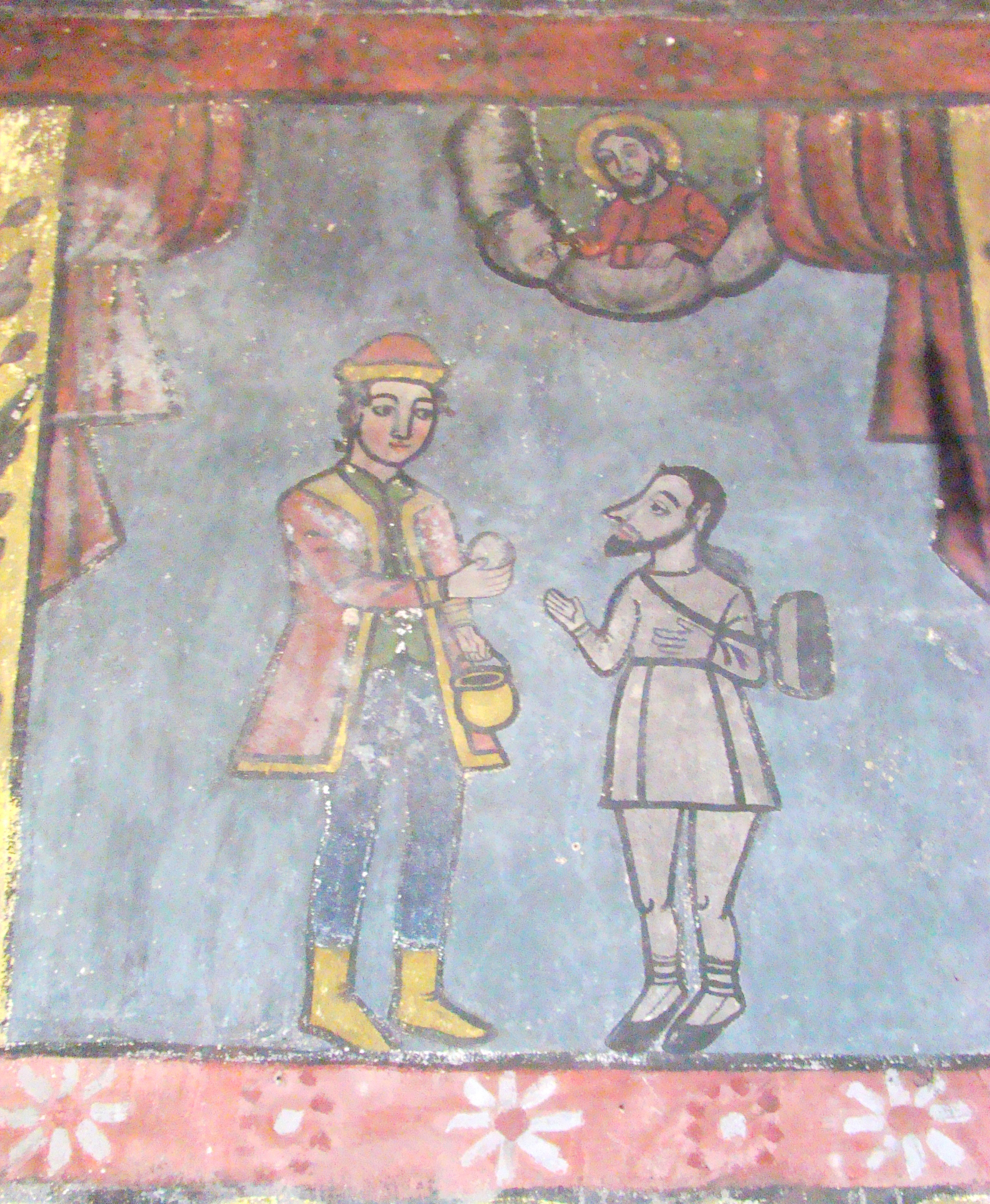
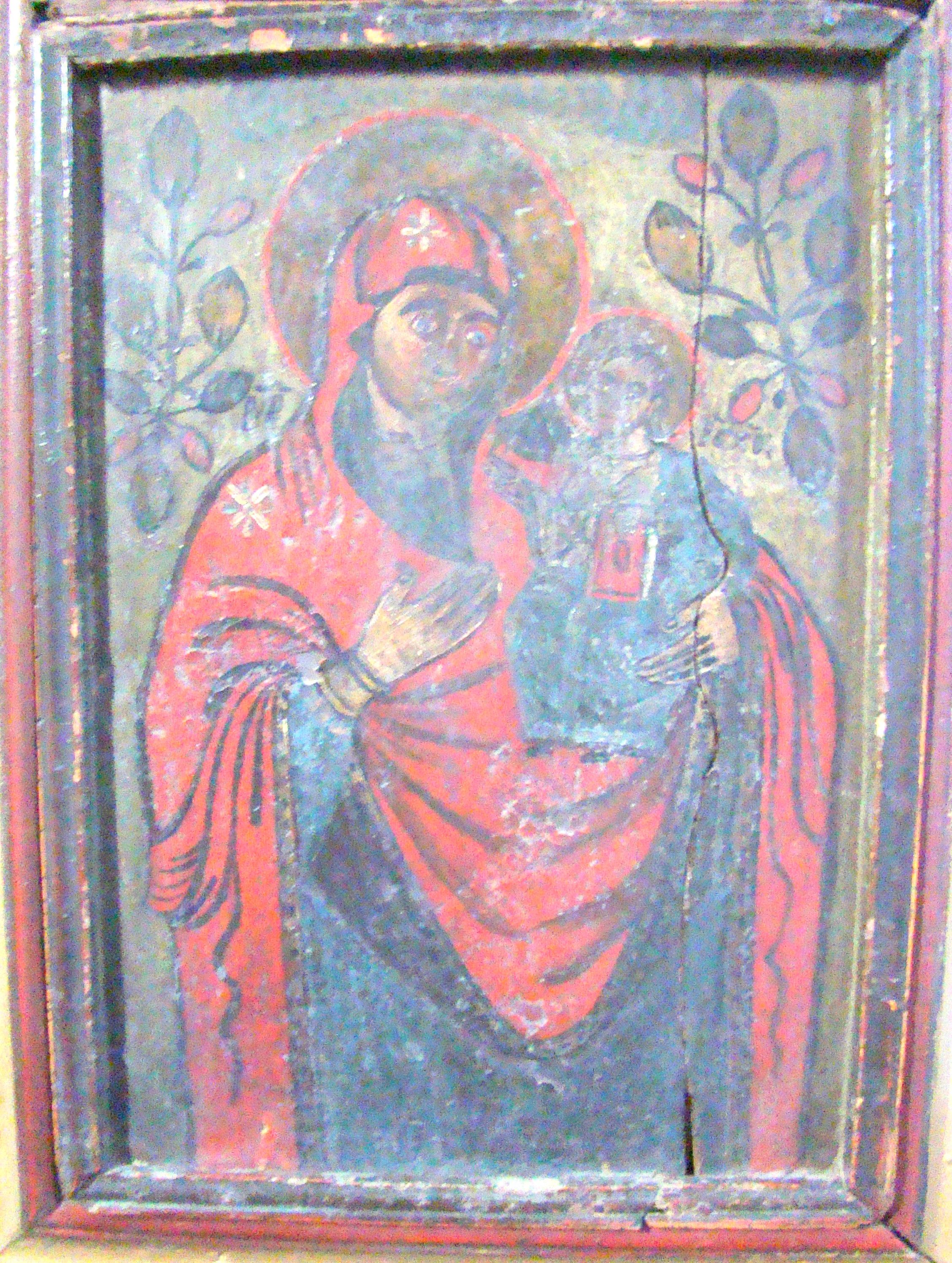
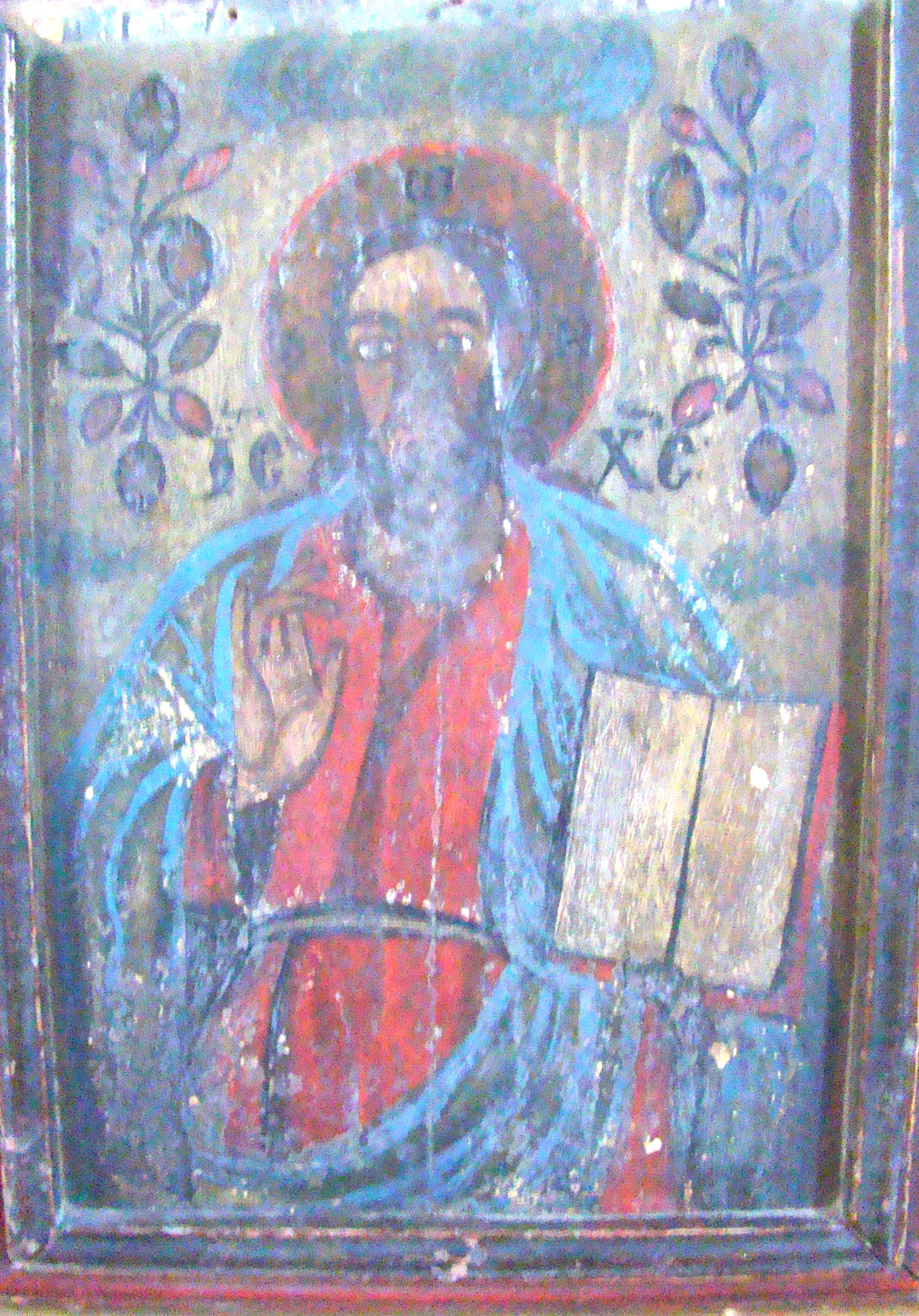
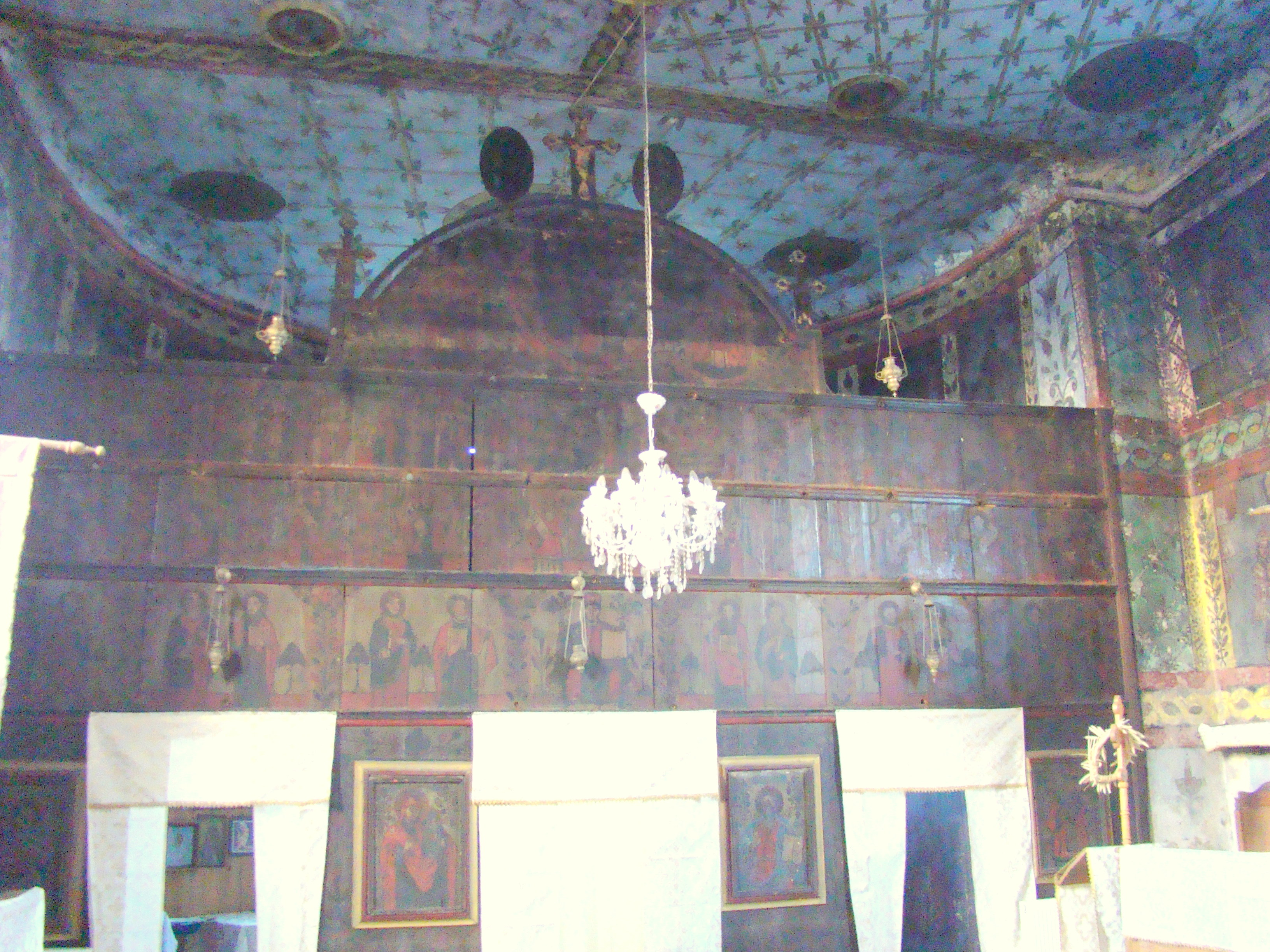
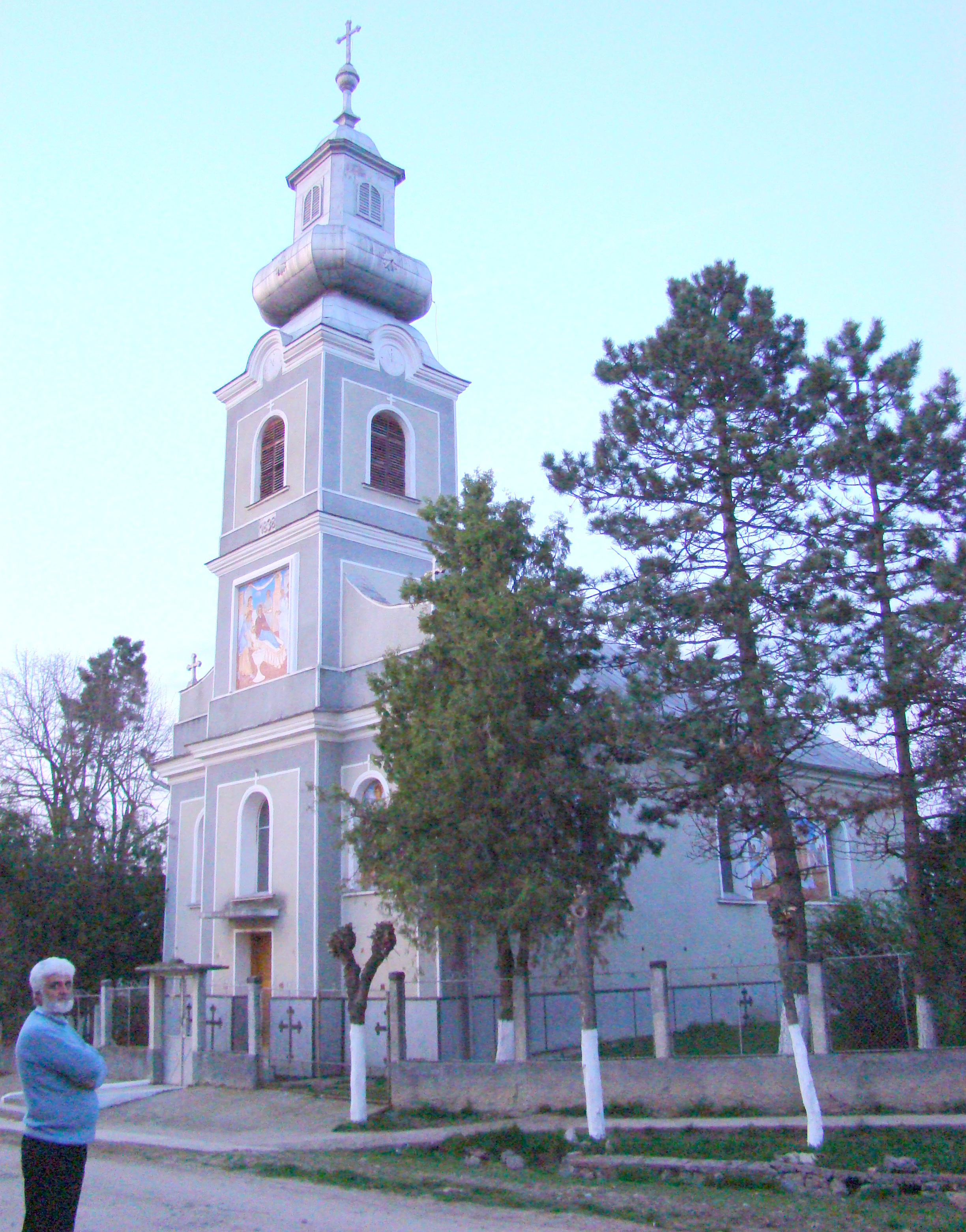
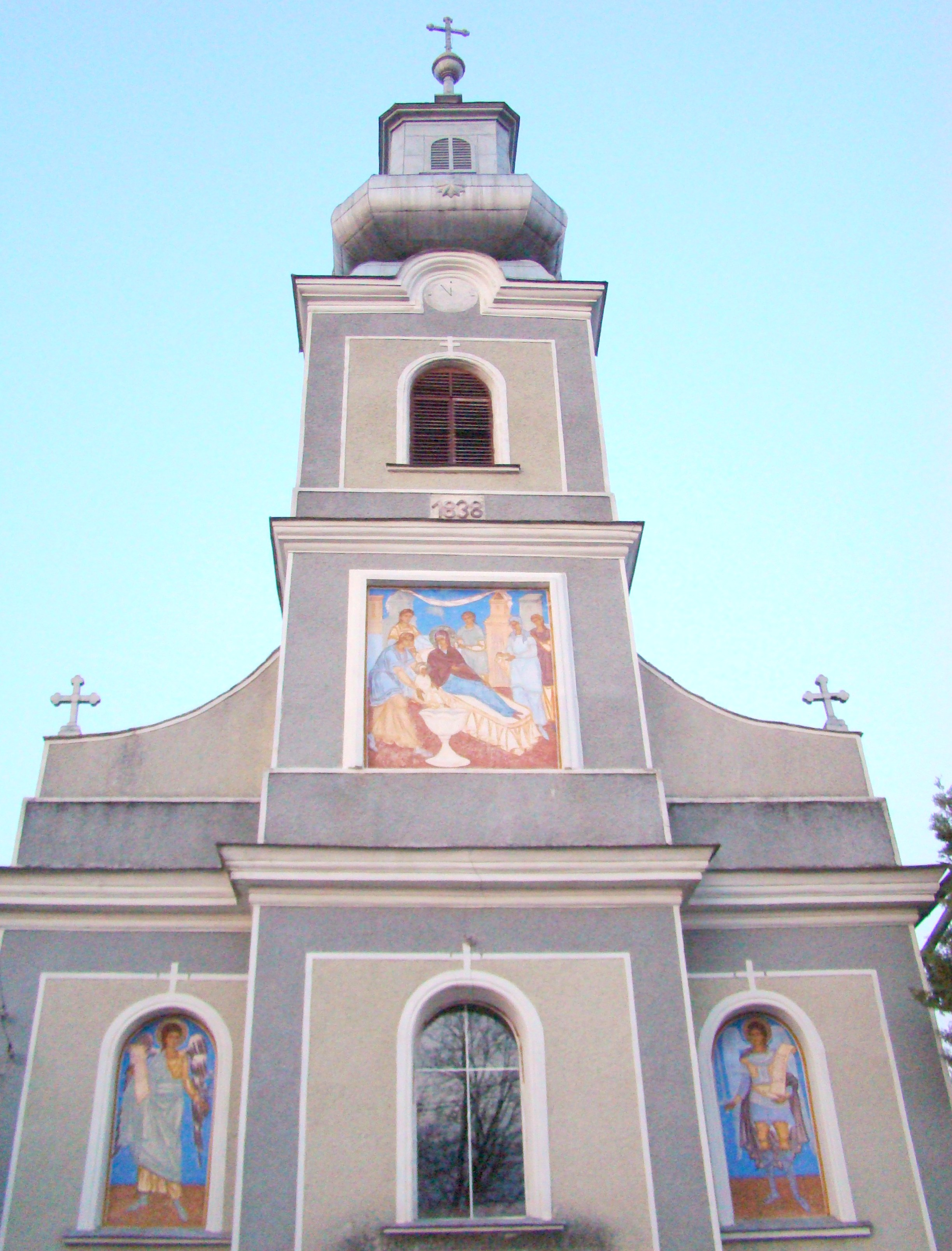
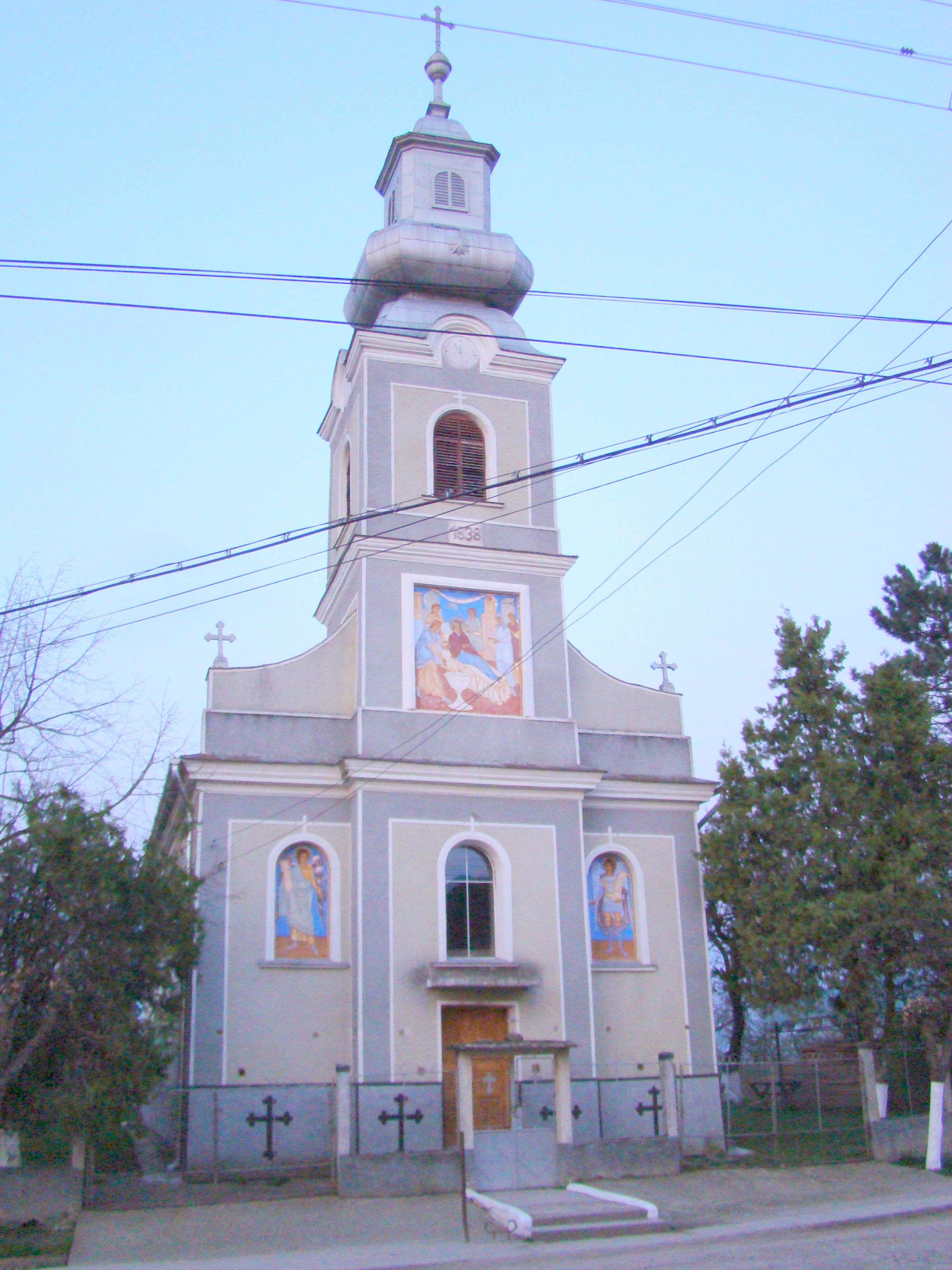
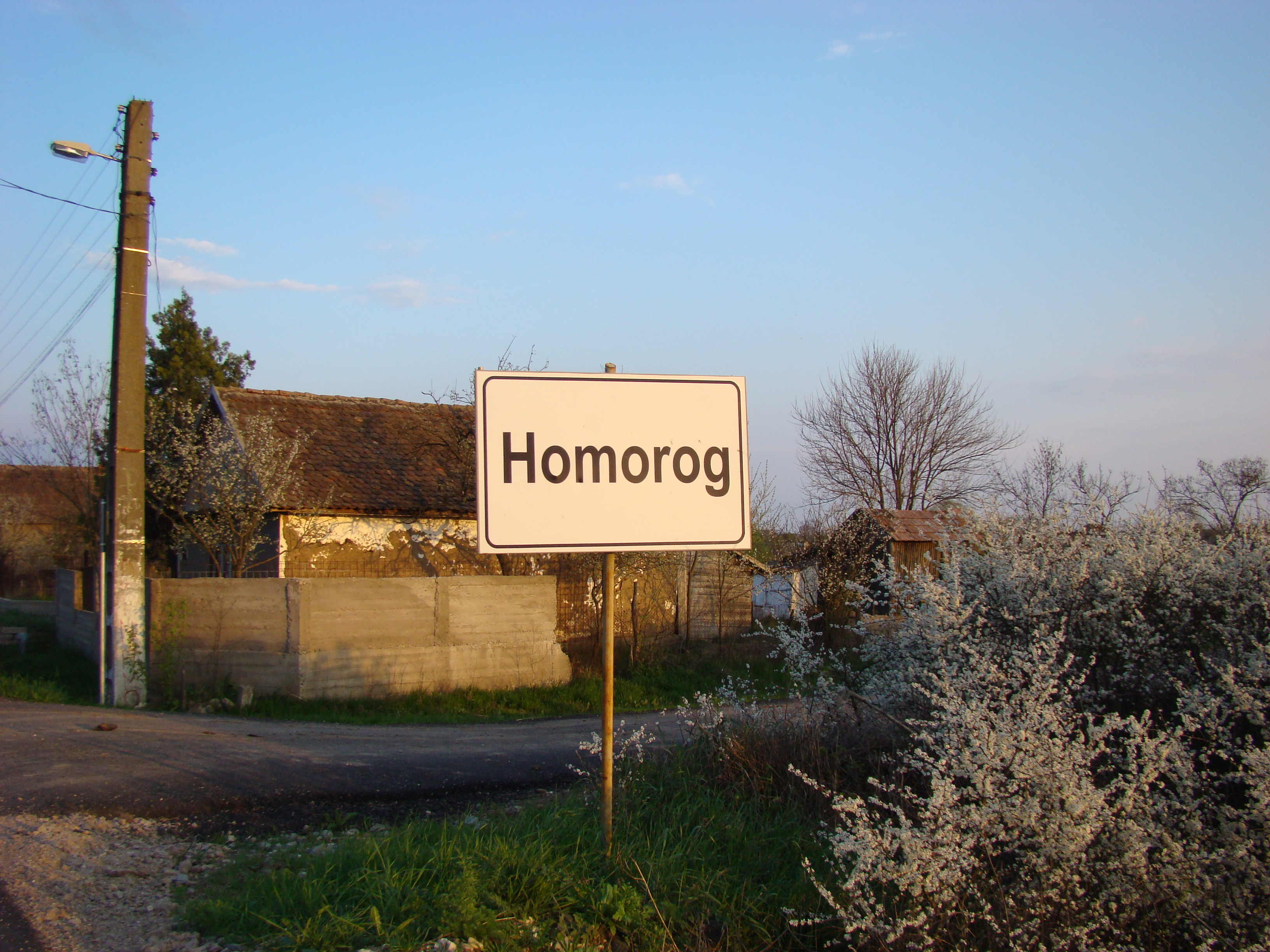